# ポートアイランド

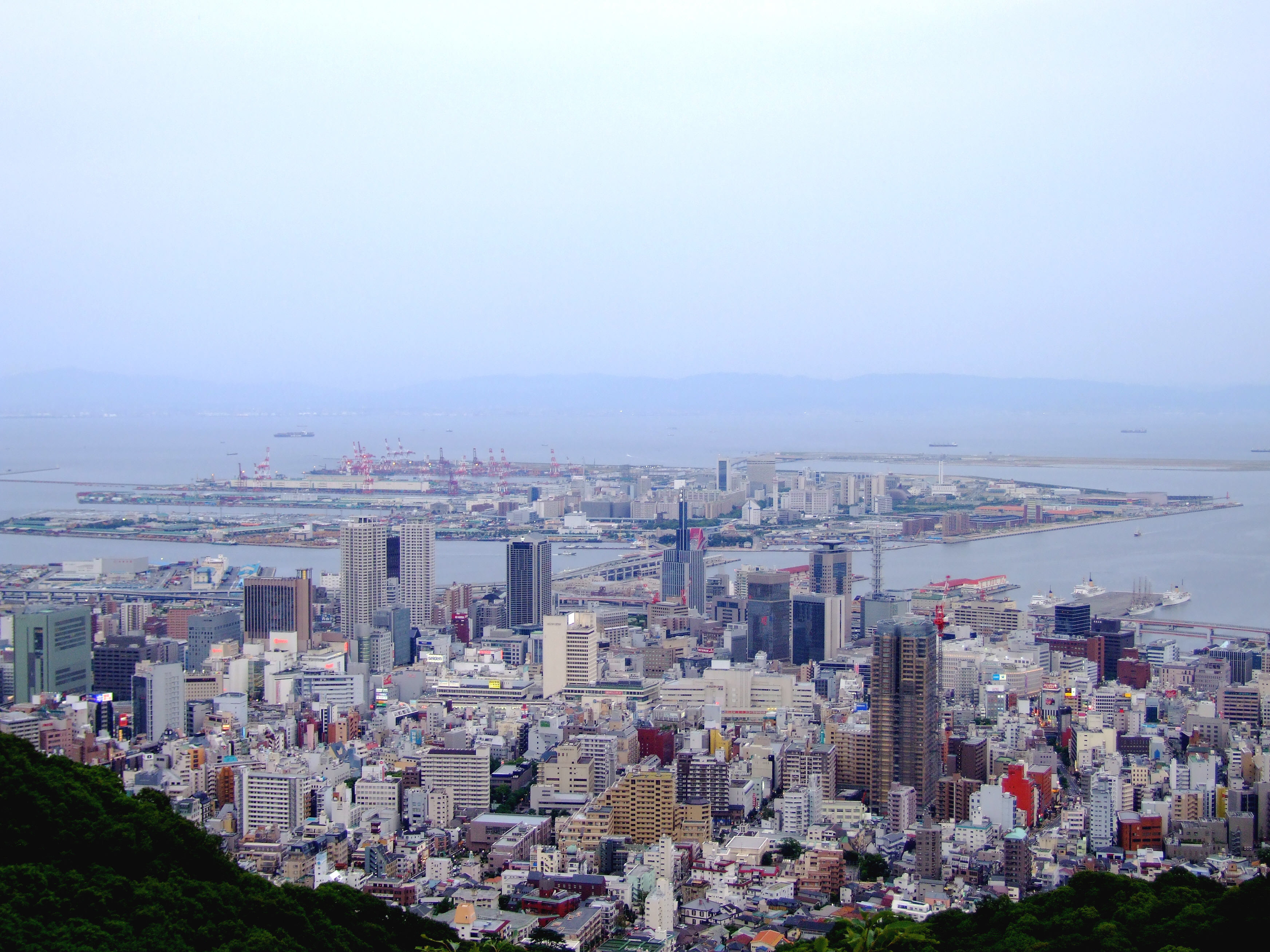
市章山からのポートアイランド遠景

ポートアイランド（英語: Port Island）は、神戸市中央区の神戸港内に作られた人工島である。略称は「ポーアイ」「PI」。
神戸大橋及び港島トンネルによって神戸市中心部と結ばれ都市機能を一通り備えた、日本で最先発のウォーターフロント都市とされる。完成当時は世界最大の人工島であった。
キャッチコピー「山、海へ行く」のもとに、六甲山地の土砂で瀬戸内海の一部を埋め立てるという方法で、2期に分けて造成された。第1期工事が竣工した1981年には街びらきに合わせ、神戸ポートアイランド博覧会（ポートピア'81）が開催された。

## 概要

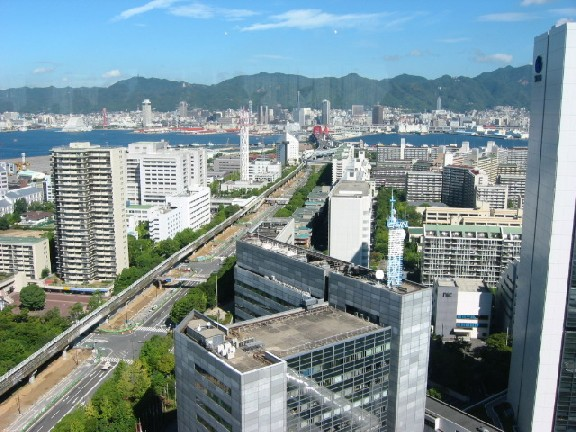
神戸ポートピアホテルより三宮・六甲山方面を望む

「蓋然性と緑あふれる国際色ゆたかなまち」をテーマに1966年より着工、1981年に「21世紀の海上都市」と銘打って街びらきが行われた。神戸市中心部三宮の南、神戸空港の北に位置し、「神戸海上新都心地区」として、港湾機能だけでなく住宅や商業等の総合的機能を持たせた海上文化都市として開発が進められた。計画・設計は建築家・都市計画家の水谷頴介が担当。今後の都市開発に先駆的な役割を果たしたとして、1980年度に日本都市計画学会石川賞および土木学会技術賞、2005年度と2008年度に全日本建設技術協会全建賞などを受賞した。
埋立工法やその後の街区開発などでは先進的な技術が用いられ、世界初の試みのものも少なくない。当地区の整備は、あらかじめ決められた基本的方針によって計画的に行われており、メインストリートである「ポートピア大通り」は「新・日本街路樹100景」に、ポートアイランド内3か所が「神戸らしい眺望景観50選」に、ポートアイランド西公園（ポーアイしおさい公園）が「神戸らしい眺望景観10選」に選ばれた。
1987年には南側の第2期地区の建設が開始され、東沖の六甲アイランドを超え再び日本最大の人工島となった。1998年には第2期地区が「神戸医療産業都市（KBIC）」に指定、国内最大級の医療クラスターとしての一面も持つ。次世代スーパーコンピュータ「京」および富岳の誘致に成功するなど、研究ゾーンとしての注目も浴びている。港湾機能では「スーパー中枢港湾/ハイパー中枢港湾」の「次世代高規格コンテナターミナル」に指定され、阪神・淡路大震災により一時は取扱量が減少していたものの、震災前の水準を超えて年々取扱量が増加している。
商業面での発展だけでなく、教育面でも先進的な取り組みが行われており、2002年には三宮地域と神戸空港を結ぶ重要な都市軸上に位置する西側の区域が「神戸ポートアイランド西地域」として政令による都市再生緊急整備地域に指定され、ポーアイ4大学のキャンパスの開園へと再開発が行われたことをきっかけに大学および高等学校が増加、神戸市内有数のキャンパスゾーンを形成している。2016年にはこれまでの小中一貫教育の取り組みが制度面で認められ、日本初となる義務教育学校が設立された。
1995年に発生した阪神・淡路大震災では液状化現象などにより甚大な被害を受けたが、迅速な復旧により震災を乗り越え、街びらきから40年が経ち、新たな街づくりが始められている。

### 工期
|               | 着工               | 竣工               | 総面積           | 町名           |
| ------------- | ------------------ | ------------------ | ---------------- | -------------- |
| 第1期（北部） | 1966年（昭和41年） | 1981年（昭和56年） | 4.43 km2 (443ha) | 港島中町・港島 |
| 第2期（南部） | 1987年（昭和62年） | 2010年（平成22年） | 3.90 km2 (390ha) | 港島南町・港島 |

### 町名
港島（みなとじま）
海岸沿い（南岸を除く）
港島中町
北部（海岸沿いを除く）
港島南町
南部（東岸を除く）

## 歴史

### 構想と建設

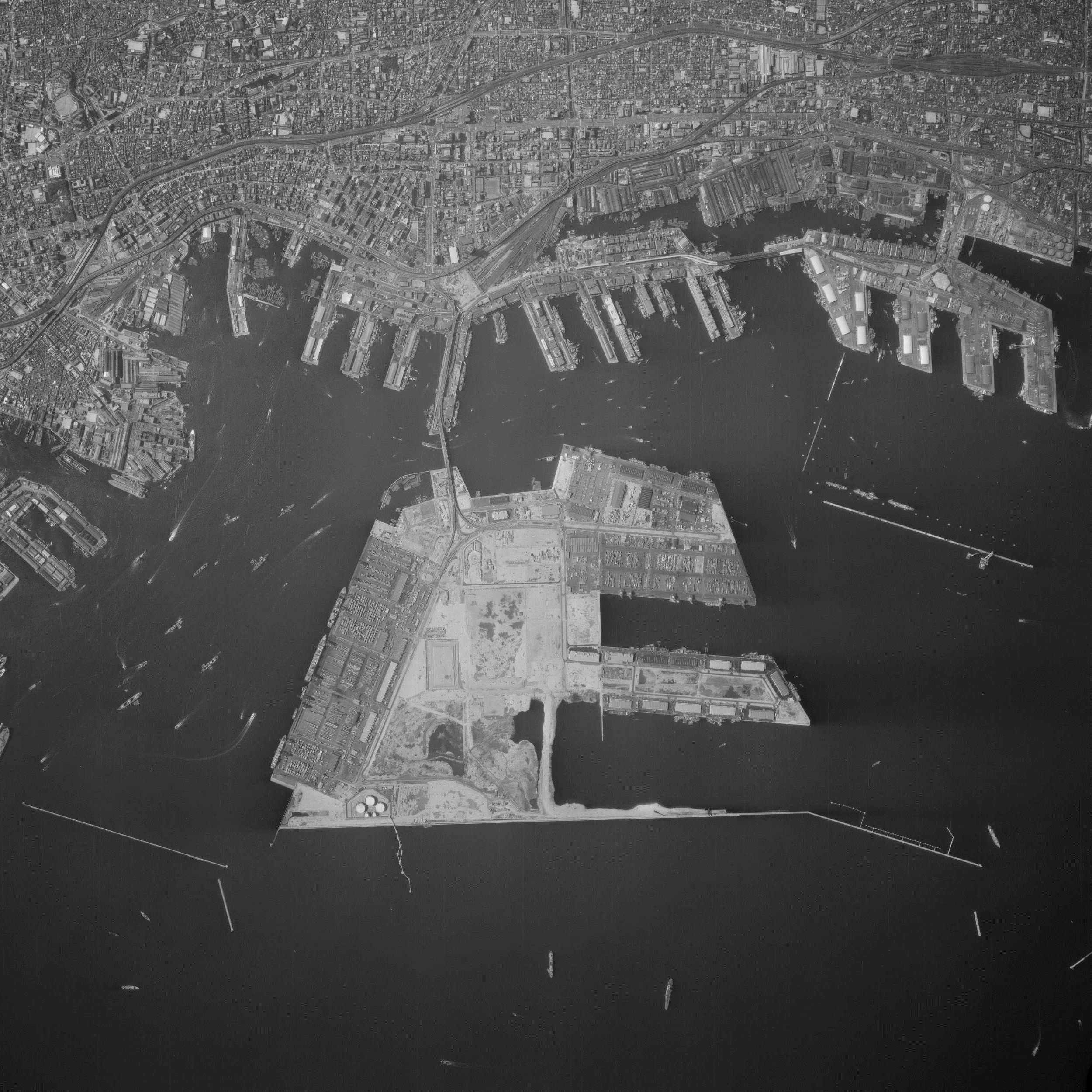
建設中のポートアイランドの航空写真

戦後の高度経済成長期に、神戸港の港湾貨物の取扱量は予想以上の伸びを示し、これにより入港船の滞船が慢性化していた。神戸市は新港第7突堤・第8突堤や兵庫突堤、摩耶埠頭などの建設により、港湾施設の増強に努めるものの滞船は減少するきざしがなく、それをさらに上回る勢いで貨物量は増加する一方であった。また、当時は明治時代に建設された新港突堤を中心に運用されていたが、いずれも施設が古く、特に世界海運界のコンテナ化が進むなかで、従来の狭い埠頭ではコンテナヤードとしての利用は困難であった。そのため、新たに建設する埠頭は、バース数の多く大規模なものを早急に建設する必要が生じた。加えて、背後の市街地では開発がしつくされ、港湾に付随する貿易関連などの諸施設用地などの取得はきわめて困難で、新たにこれらの用地も確保、造成する必要があった。一方、都市施設に対する市民の要求も多様化し、政治、経済、商業、文化等の都市機能を受け入れることのできる新しい都市空間の創造が必要となった。これらのことから、1963年11月に最初のポートアイランド構想が浮上した。
計画にあたっては、
1. 世界海運界のコンテナ化に対処し、従来の櫛形突堤では求められなかった広い埠頭、コンテナバースを建設する。
2. 外貿貨物量の急増に対処し、大幅な定期船バースの増加をはかる。
3. バース使用のいっそうの効率化をはかるため、専用貸付方式を実施する。
4. 高度の機械化荷役をはかるとともに、経岸荷役を促進し荷役費の軽減をはかる。
5. 造成用地は神戸港将来の発展のために利用し、業務商業用地、貿易関連産業用地、都市再開発用地、交通ターミナル、住宅用地、緑地公園等を配置し、うるおいのある港湾都市づくりをすすめる。

の5つの目標が掲げられた。
このような方針にもとづいて、新港突堤の南に扇状にひろがる第2防波堤、第3防波堤に囲まれた水面にE字型の人工島として計画されたのがポートアイランドである。1966年2月28日の「ポートアイランド埋立基本計画」によりポートアイランド誕生への第一歩が踏み出された。同年4月14日には、早くも護岸工事が着工され、翌年1967年4月7日には高倉山を中心に、横尾、名谷および西神総合運動公園地区の広範囲の土砂や、建設残土を合わせた約8千万m3の土砂によって埋立が開始された。掘削された跡地は須磨ニュータウンの中核をなす住宅地へと開発され、「山、海へ行く」を合言葉としてこれら一体の開発が進められた。埋立工事は神戸市が、防波護岸、物揚場、危険品バースは運輸省第三港湾建設局が、コンテナバース、ライナーバースは阪神外貿埠頭公団が、それぞれ設計施工を担当。底開式バージのほか、新たに開発されたバケットホイール式アンローダー・シフタブルコンベヤシステム等により揚土埋立、サンドドレーン工法やプレロード工法、振動締固め工法等の地盤沈下対策を行いながら、着工より15年の歳月をかけて建設が進められた。
1981年2月4日、ポートアイランド合同完工式が行われ、埋立面積436ha、全体事業費5,300億円（港湾施設設備1,477億円、埋立地造成742億円、公園緑地整備99億円、交通関連施設整備637億円、都市機能上物整備2,345億円）、埋立土量8,000万m3、計画人口約2万人、計画戸数約6,500戸の、竣工当時世界最大の人工島として、埋立が完了した。まちびらきに合わせ、ポートピア'81（神戸ポートアイランド博覧会）が開催された。当初の予想を大幅に上回る入場者が訪れ、地方博内で最多の入場者数を記録し（現在でも記録は破られていない）大成功を収めた。その後の地方博ブームのさきがけとなったほか、まちびらきにあたって博覧会を開催するという手法は横浜博覧会（横浜市・みなとみらい21地区）など各地で用いられるようになった。
ポートアイランドの基本的施設として、ポートスクエア・インターナショナルスクエア・総合業務センター・コミュニティスクエア・マリンパークの5つの基本ゾーンが設定された。ポートスクエアは埠頭港湾機能、インターナショナルスクエアは多目的広場・インターナショナルトレードセンター・エキゾチックタウン、総合業務センターはポートアイランドの総合管理運営機能、コミュニティスクエアは住宅生活機能、マリンパークは海や港に接する公園としてそれぞれ整備が行われ、これらは都市緑地軸でつながれている。

### 第2期建設
当時の神戸港は、ニューヨーク、ロッテルダムに続き世界3位のコンテナ取扱量を誇るアジアを代表する貿易港であった。ポートアイランド東沖では六甲アイランドを並行して建設していたものの、貨物量は増加する一方であり、さらなるコンテナバースの建設が急がれた。すでに完工しているポートアイランドの南側海岸堤防に隣接する形で建設されたものがポートアイランド第2期である。これによりすでに完工している部分を、第2期と区別する場合に第1期と呼ばれるようになった。国際化や情報化などの、さらに新たなニーズに対応した港湾設備および都市機能を整備し、第1期埋め立て地区と一体となった都市空間の形成を図ることを目的として、1987年3月より埋立が開始された。
埋立面積390 haと第1期地区と比べると一回り小さいものの、より神戸港の沖合に位置していたことから、埋立土量は9,200万m3と第1期よりも多い土量で埋立された。埋立用土砂は、現在の神戸複合産業団地を中心に、神戸流通業務団地、神戸研究学園都市地区から掘削し、水深-2 mまでは底開式バージ、-2 mより浅い部分は揚土船等による揚土、運搬、埋立の一貫システムで造成された。住宅機能用地は確保せず、主に埠頭用地や製造工場用地、業務施設用地で構成され、面積の2割である78 haを緑地・スポーツレクリエーション緑地に充てるなど、人・物・情報が交流する緑豊かな環境にやさしい新しいまちづくりを念頭に建設が行われた。
第2期建設による大型貨物自動車等の交通需要の増加と、第2のアクセス確保を目的として、1992年に神戸港港島トンネルの着工にこぎつけ、防災面の強化が図られた。

### 震災の発生

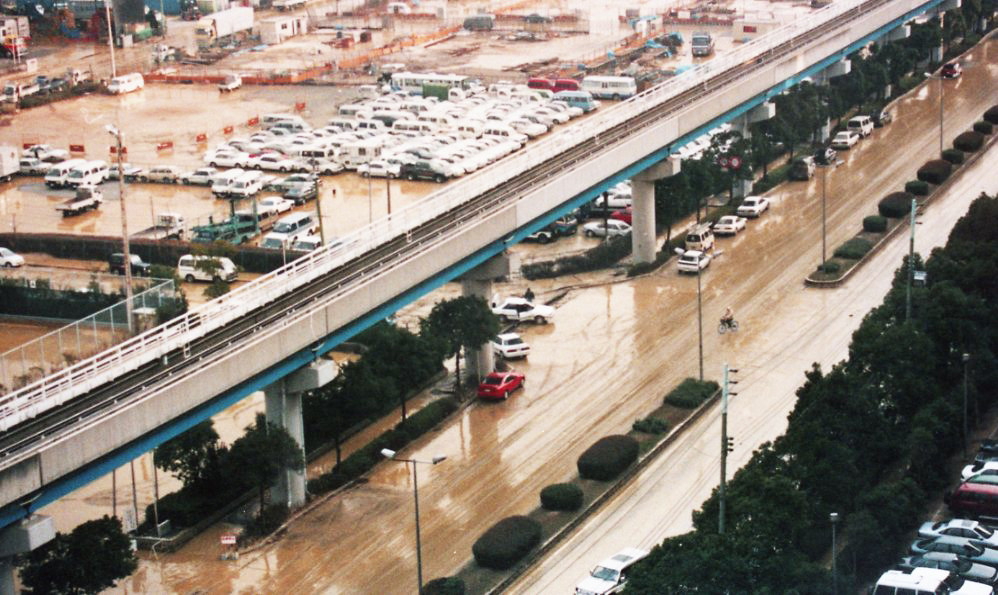
液状化現象が発生した第1期北部

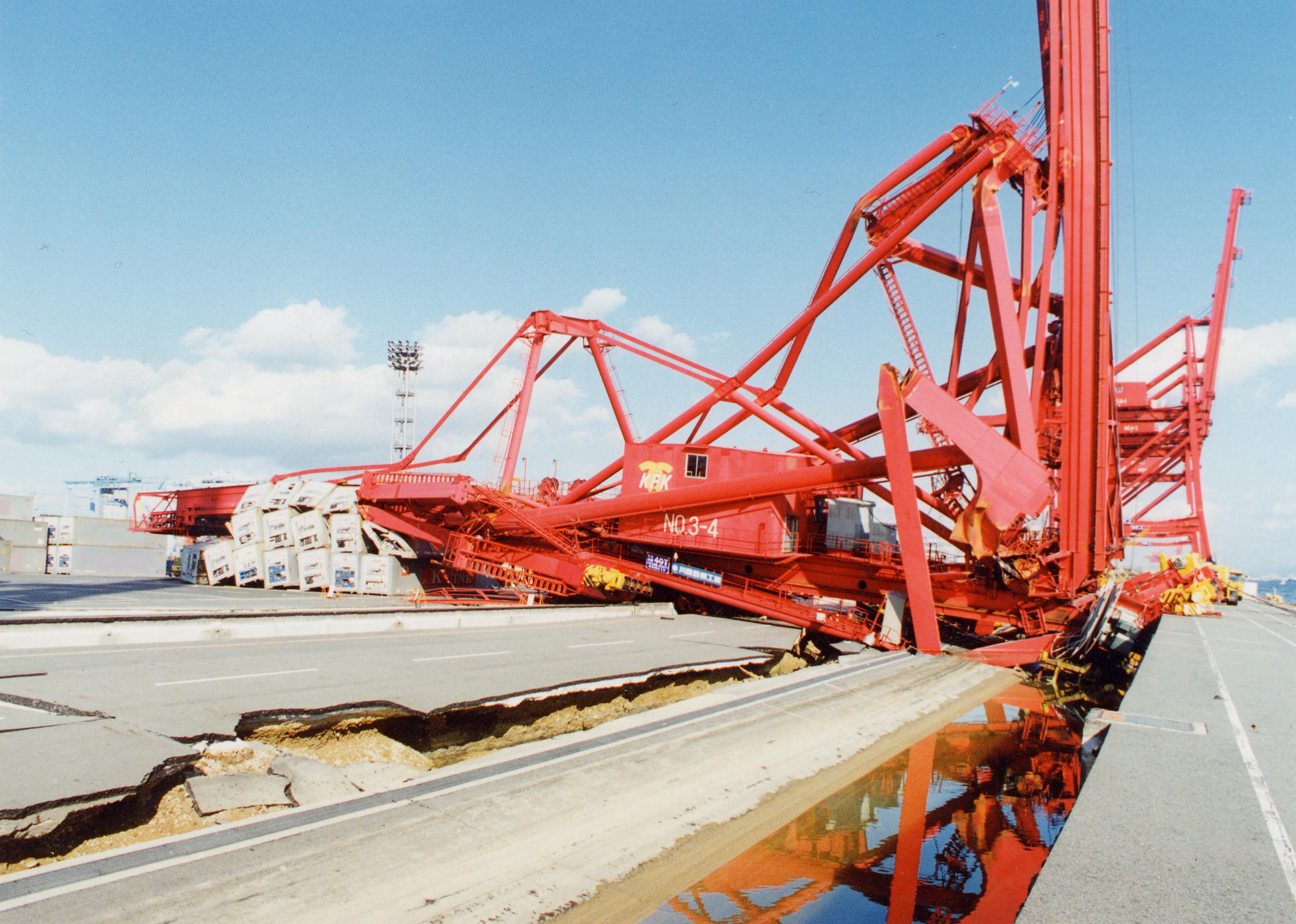
地盤沈下で倒壊したガントリークレーン

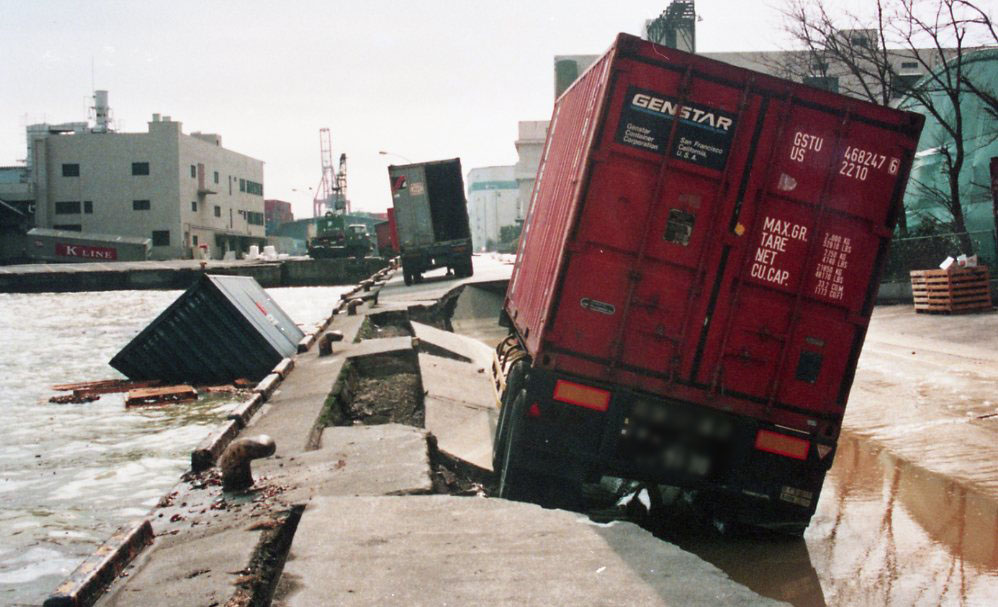
液状化現象により傾いた駐車車両と、海に転落して浮かぶコンテナ。

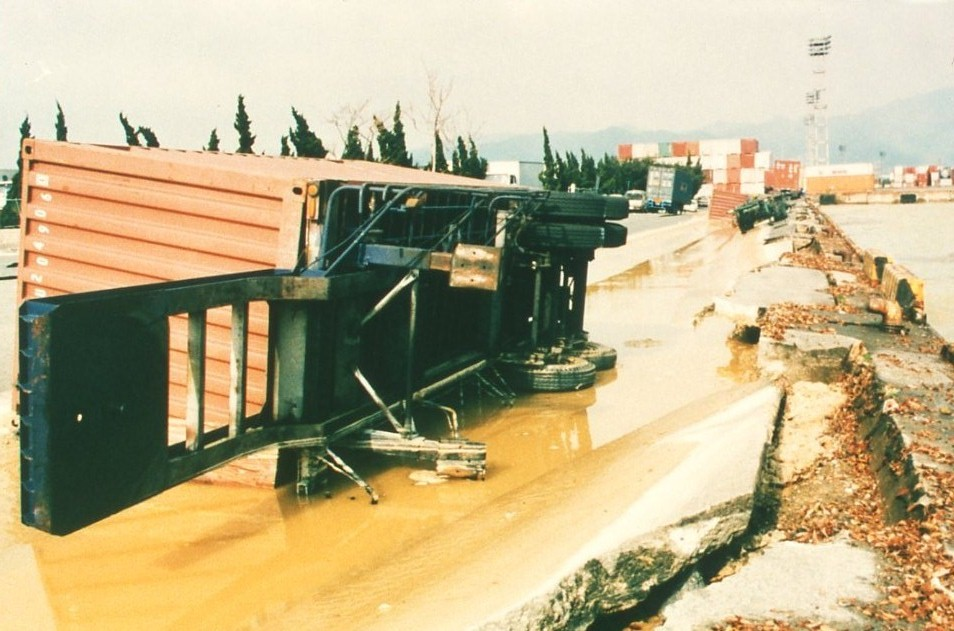
液状化現象により、駐車中に横転したコンテナトレーラー用のシャーシー車体。

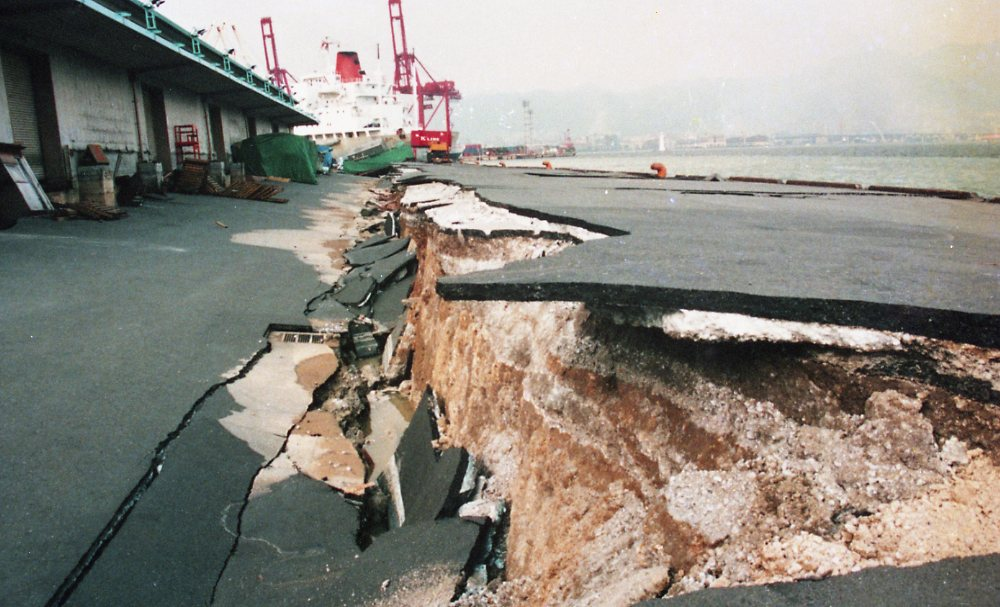
元々の高さである右側岸壁より激しく陥没した倉庫施設

第2期埋立途中の1995年1月17日に、兵庫県南部地震（阪神・淡路大震災）が発生、ポートアイランドにも大きな影響を与えた。
第1期埋め立て部分全域で大規模な液状化現象が発生し、島内すべてのコンテナバース等が破壊され、ガントリークレーンも大きく傾き使用不可能となった。また、神戸大橋の橋脚にズレが生じ三宮側が破壊され自動車の通行が不可能に、ポートライナーも橋脚の落下や駅舎の損壊が生じ運行休止となった。当時はまだ神戸港港島トンネルが開通しておらず、島が孤立する事態となった。神戸大橋には水道管2本が設置されていたが、通水していた1本（もう1本は将来需要を満たすために作られたもので通水されていない）が陥落して人工島の防災上の弱さを露呈した。孤立した島内の負傷者は、島内の神戸市立中央市民病院に集中した。
市内の需要をカバーするため、第1期・第2期に約3,100戸の第1～第7仮設住宅が建設され、被災者を受け入れた。他地域よりも広大な敷地を使用できたために大規模な仮設住宅の建設ができたもののそれでも用地は不足するほどであった。1999年末までの約5年間にわたり使用された。
唯一の交通手段であった神戸大橋は早急に復旧が強いられ、車線を大幅に減少した状態で一部復旧したものの終日渋滞が慢性化しており、ポートライナーの代替バスが橋を渡るだけで1時間近くかかることもあったほど混雑していた。同年8月1日より渋滞緩和の目的で、新港第三突堤より340mの仮設橋（KD橋）が架けられた。翌年1996年6月27日まで供用され、7月4日には全面復旧した。なお、ポートライナーでも急ピッチで復旧工事がすすめられ、震災発生年の5月22日と6月5日に部分開業、7月31日に195日ぶりに全線が復旧開通した。
震災発生年の6月30日、神戸市は「神戸市復興計画」を発表、神戸港の復興を目的として、ポートアイランド第2期に国内初の水深15m以上の高規格コンテナターミナルの整備、およびシンボルプロジェクトとして「神戸起業ゾーン整備構想」を選定、インキュベーションの拠点となる中核施設を整備し、優遇税制、規制緩和、総合保税地域制度などを特長とする「エンタープライズゾーン」を設置することとした。これがのちの神戸医療産業ゾーンへとつながる。
コンテナバースの復旧は暫定供用開始した後、「打手替え」方式によって本格復旧工事が行われ、1997年3月31日に港湾施設が全面復旧。5月19日に、神戸市は「神戸港復興宣言」を発表。同年に市民広場駅より世界最長である全10本のムービングウォークを設置し第1期部分と第2期部分と間のアクセスを向上、防災機能の強化とともに島全体が一体となっての再興を図った。

### 空港開港

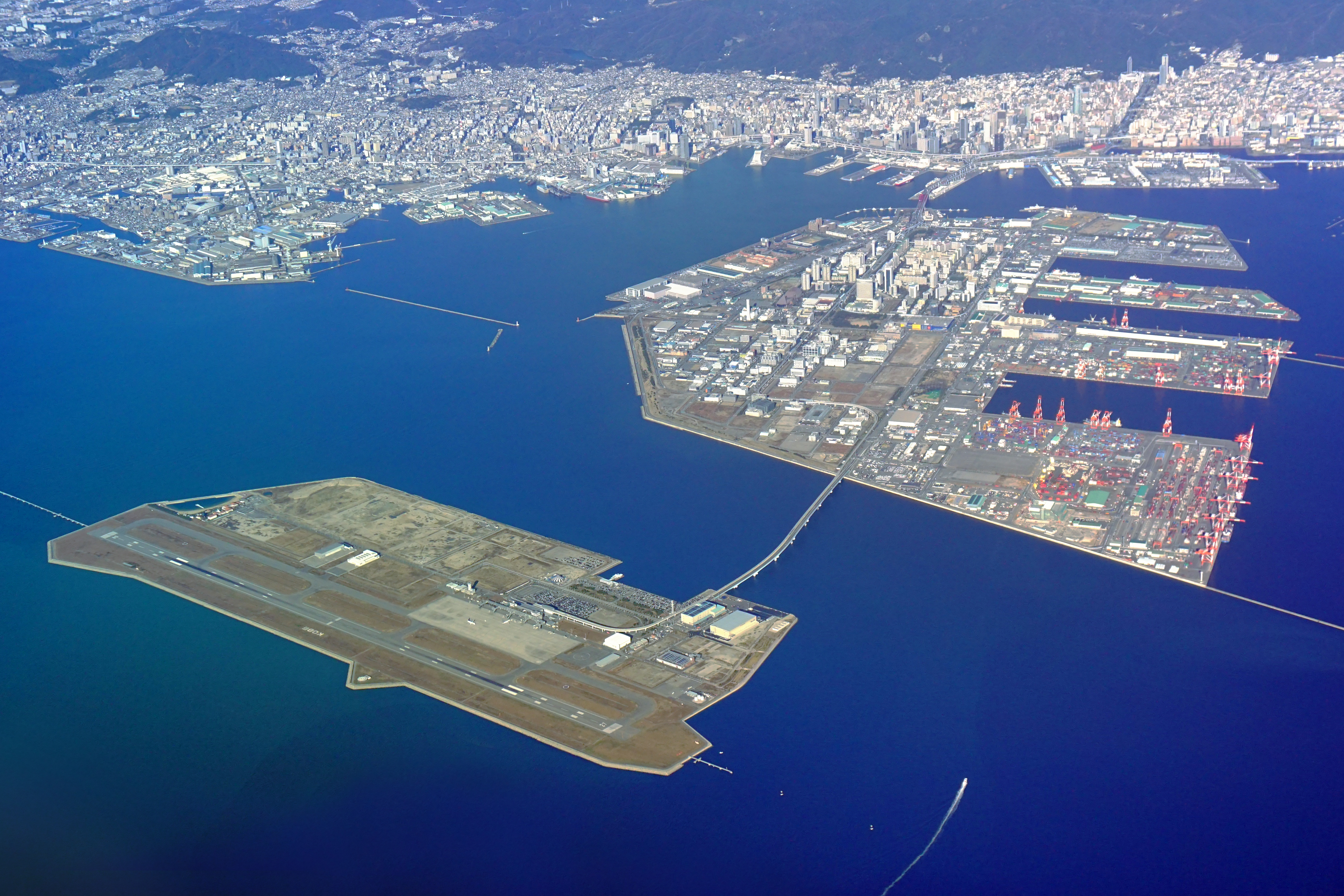
神戸空港とポートアイランド

震災の影響で商業施設等の多くの施設が島から撤退、震災年の1995年で16,965人だった島内人口は減少に転じ、2003年には14,000人台にまで減少した。第2期地区では土地の売却が進まずに問題となり、2006年3月31日には博覧会の終了後も営業が続けられていた神戸ポートピアランドが阪急グループの経営再建に伴い閉園するなど、景気低迷と相まって低迷期が続いた。
そのような中で転機が訪れたのは、2006年2月16日の神戸空港の開港である。開港に先立ち2月2日にポートライナーが複線化・延伸し、第2期埋め立て部分へのさらなるアクセス向上が図られた。2002年に「神戸ポートアイランド西地域」として政令による都市再生緊急整備地域に指定されたことを受けて、2007年春に神戸学院大学、神戸夙川学院大学、兵庫医療大学の3大学がキャンパスを新しく開設。空室が目立っていた団地内では大学関係者や学生により満室状態に、低迷していたポートライナーの乗客数も急増し現在ではAGT内で最多の輸送力と輸送人員を誇り、ラッシュ時には東京の山手線や大阪の地下鉄御堂筋線をも上回る列車頻度で運行している。
第2期地区でも、1998年にスタートした「神戸医療産業都市（KBIC）」で神戸空港開港の後押しにより企業数が急増、2007年3月28日に次世代スーパーコンピュータ「京」の誘致に成功し、2012年9月28日に供用が開始された。2013年9月12日に世界初となるiPS細胞を用いた網膜シート移植手術を実施したと発表。2014年5月1日に国家戦略特別区域に指定され、2016年4月末現在では、理化学研究所などの研究関連施設や医療関連企業が予測を上回る316社が進出し、国内最大級の医療クラスターとなっている。さらに重機販売会社や中古車販売会社が集積して輸出を行う中古車市場も設けられ、港湾機能では「スーパー中枢港湾/ハイパー中枢港湾」の「次世代高規格コンテナターミナル」に指定、2016年には神戸港のガントリークレーン数が国内最多となり、そのうち8基をポートアイランド第2期地区で担う。
近年では、神戸市立医療センター中央市民病院や兵庫県立こども病院が移転開院し、富岳の設置が第2期埋め立て地区に決定。理化学研究所では関西拠点を発足させ省庁や独立行政法人の研究機関を移転開設。全国初のiPS細胞による目の病気の研究・治療・就労支援を一体的に行う「神戸アイセンター」の建設などの医療・研究ゾーンとしての成長のほか、川崎重工業により水素と天然ガスを燃料とした1メガワット級のガスタービン発電設備の建設が発表され、1800年超の歴史上初となる生田神社の分社が第1期埋め立て地区に完成、愛知より世界最大級の職業訓練施設「港湾技能研修センター」の移転など多様な面で成長を見せている。

### 年表
| 1967年7月の計画図（了承された案）。右は将来的にライナーバースを増設した場合の計画図 |  | 1967年7月の計画図（了承された案）。右は将来的にライナーバースを増設した場合の計画図 |
| 1967年7月の計画図（了承された案）。右は将来的にライナーバースを増設した場合の計画図 |  |                                                                                     |

- 1963年

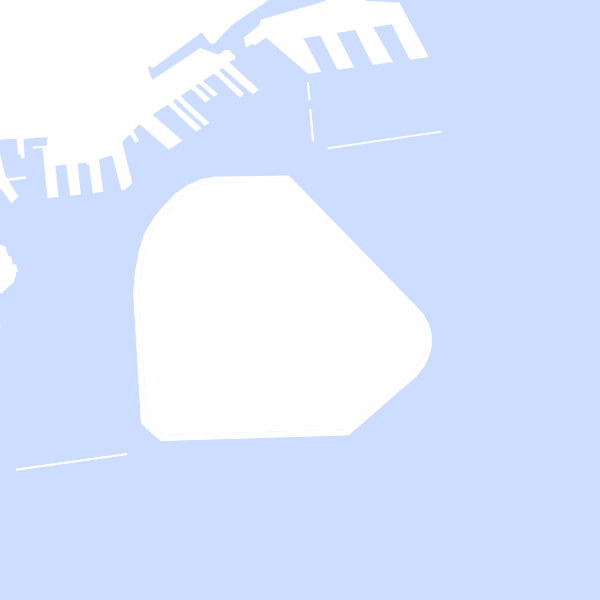
1963年11月の計画図

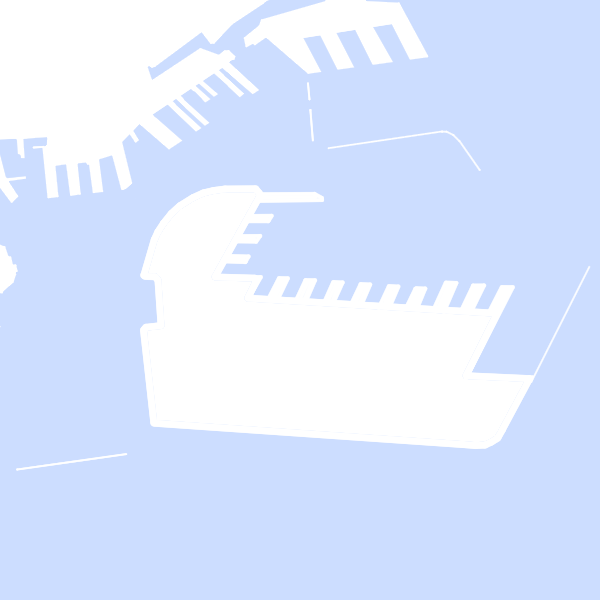
1964年7月の計画図

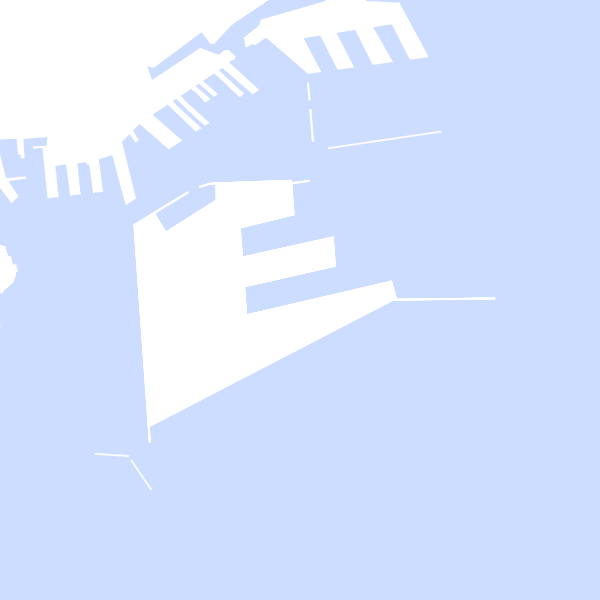
1965年6月の計画図

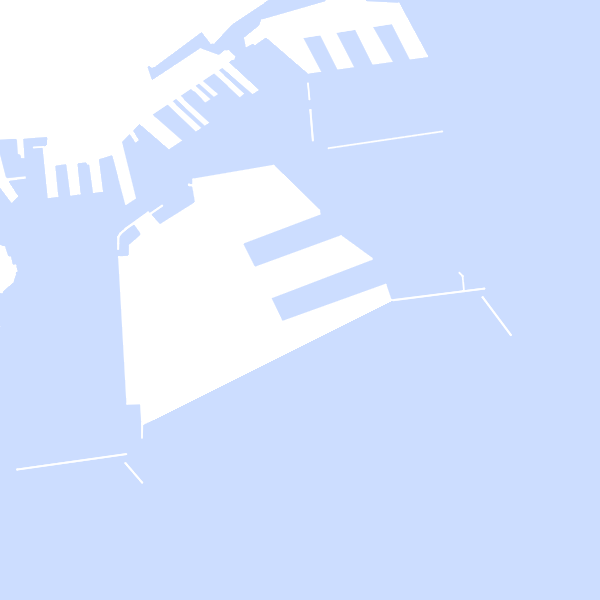
1970年6月に一部改訂された最終的な計画図

  - 8月：港湾局計画課が兵庫突堤より突き出した大型突堤の計画図を当時の市長であった原口忠次郎に提示。
  - 11月：埋立事業局が「ポートアイランド計画図」（約630ha）を原口市長に提示（最初のポートアイランド構想）。
- 1964年
  - 5月22日：原口市長が新聞に「ポートアイランド構想」を発表。
  - 7月30日：原口市長が神戸市会議員総会で「ポートアイランド構想」（約660ha）を説明。
- 1965年
  - 3月24日：第三港湾建設局が「ポートアイランド計画案」（約250ha）を提示。
  - 6月23日：第三港湾建設局が「ポートアイランド計画案」（約272ha）を作成。
  - 6月30日：新港湾整備5か年計画の昭和41年度予算要求において、新埠頭計画（ポートアイランド）を予算要求。
  - 7月5日：第三港湾建設局がポートアイランドの海底土質調査を開始。
- 1966年
  - 2月28日：ポートアイランドの埋立基本計画を市会に提案。
  - 4月14日：第三港湾建設局が防波護岸に着工（ポートアイランド着工）。
- 1967年
  - 4月7日：神戸市がポートアイランド埋立に着手（第4回須磨土砂運搬による埋立工事）。
  - 4月28日：運輸省が「大阪湾沿岸港湾整備計画に関する協議会」を開き、ポートアイランドの形状等の最終案を決定。
  - 7月21日：神戸港港湾審議会が、ポートアイランドの建設を中心とした神戸港の建設計画を原口市長に答申了承。
  - 8月3日：運輸省港湾審議会第28回計画部会においてポートアイランド計画が了承される。
- 1968年
  - 1月22日：当初の基本計画が運輸大臣から指示される（事業費320億、コンテナ埠頭6バース・一般外航貨物定期船埠頭26バース）。
  - 1月23日：西側コンテナ埠頭岸壁築造に着工。
  - 4月1日：「神戸大橋」着工。
  - 10月9日：ポートアイランド起工式。
- 1970年
  - 4月10日：「神戸大橋」開通式。
  - 6月25日：ポートアイランド利用計画研究会が、最終報告を提案し、了承される。
  - 6月26日：ポートアイランド外貿埠頭基本計画の改定について、運輸省港湾審議会計画部会で決定。
  - 6月30日：第1回変更基本計画の指示（事業費372億、コンテナ埠頭8バース・一般外航貨物定期船埠頭10バース）。
  - 7月8日：コンテナ第1号岸壁供用開始。
  - 7月9日：第1船として、コンテナ第1バースに、シーランド社のコンテナ船「パナマ号」が入港。
- 1971年
  - 3月15日：神戸港ポートアイランド基本設計委員会が、土地利用計画を最終報告。
  - 3月：埋立土量8千万m3のうち半分完了。
  - 4月10日：「神戸大橋」の上下全線開通。
  - 6月3日：ポートアイランドを生田区に編入する旨の市区政調査会の答申を報告。
- 1972年
  - 3月31日：共同溝が完成。第2回変更基本計画の指示（事業費492億、コンテナ埠頭9バース・一般外航貨物定期船埠頭15バース）
  - 5月2日：ポートアイランドに町名設定（港島1～4丁目）
  - 12月11日：六甲アイランドの建設着工。
- 1973年
  - 1月30日：第3回変更基本計画の指示。
- 1975年
  - 9月19日：ポートアイランド用途地域の指定。
  - 12月19日：ポートアイランドインターナショナルスクエアの基本計画を発表。
- 1976年
  - 4月20日：第4回変更基本計画の指示。
  - 5月1日：ポートアイランド1号上屋供用開始。
  - 5月8日：「ポートアイランド北公園」完成。
  - 8月16日：ポートアイランド民間高層住宅団地の分譲開始。
- 1977年
  - 1月29日：「ポートピア大通り」建設着工。
  - 10月8日：「ポートアイランド中公園」が開園。
  - 11月19日：「港湾幹線道路」の新港～摩耶埠頭（ハーバーハイウェイ）東行きが開通。
- 1978年
  - 5月11日：ポートアイランド公団住宅起工式。
  - 5月26日：新交通システム（ポートライナー）起工式。
  - 8月8日：神戸市が「神戸ポートアイランド博覧会」の開催計画を発表。
  - 12月23日："ポートピア'81"の基本構想がまとまる。
- 1979年
  - 3月16日：第5回変更基本計画の指示（最終。事業費785億、コンテナ埠頭12バース・一般外航貨物定期船埠頭15バース）。
- 1980年
  - 1月23日：「市民広場」及び「神戸ポートピアランド」の起工式。
  - 3月15日：「神戸ポートアイランド博覧会」起工式。
  - 3月29日：ポートアイランドの公団住宅入居開始。市バス乗り入れ開始。
  - 3月31日：ポートピア大通り1号歩道橋完成。
  - 4月1日：「神戸市立港島小学校」、「神戸市立港島中学校」、「神戸市立港島幼稚園」が開校。
  - 5月21日：2階建バスの運行開始。
  - 7月10日：「北埠頭ビル」完成。
  - 7月31日：ワールドがポートアイランドの体育施設の建設資金20億円を神戸市に寄付（ワールド記念ホール）。
  - 8月23日：「総合住宅公園」がオープン。
  - 12月1日：中央区発足。全域が神戸市生田区から神戸市中央区となる。
- 1981年
  - 1月31日：「ポートピア大通り」完成。
  - 3月：「神戸国際交流会館」竣工。
  - 2月4日：ポートアイランド合同完工式。「ポートライナー」開業式。
  - 2月5日：「ポートライナー」営業運転開始。
  - 3月：「ポートアイランドビル」竣工。
  - 3月20日：「神戸ポートアイランド博覧会"ポートピア'81"」開会（9月15日まで）
- 1987年
  - 3月：ポートアイランド第2期埋立工事着工。
- 1989年
  - 11月：第1期「ファッションタウン」まちびらき。
- 1992年
  - 11月：「神戸港港島トンネル」着工。
- 1994年
  - 6月：「神戸国際マルチメディア文化都市構想 (KIMEC)」の策定。
- 1995年
  - 1月17日：阪神・淡路大震災発生により被災。
  - 12月：第2期港湾関連用地において、企業が操業を開始。
- 1996年
  - 4月：大水深高規格コンテナバースPC14、PC15の供用開始。
- 1997年
  - 3月末：港湾設備復旧工事の完了。
  - 7月：第2期都市機能用地において、企業が操業を開始。
  - 第1期から第2期にかけて約560mの日本一長いムービングウォークの供用開始。
- 1998年
  - 2月：PC16、PC17の供用開始。
  - 3月：「神戸キメックセンタービル」竣工。
  - 10月：「ポートアイランド中央緑地公園」の供用開始。
- 1999年
  - 3月：KIMEC構想を具体化する「神戸国際マルチメディア文化都市構想（KIMEC 2010計画）」の策定[21]。
  - 7月30日：「神戸港港島トンネル」開通。
- 2002年
  - 6月1日：神戸ポートアイランド西地域が「都市再生緊急整備地域」に指定[12]。
  - 7月：PC13の供用開始。
- 2003年
  - 4月：PC18（南面）の供用開始。
- 2004年
  - 3月：「北埠頭デッキプラザ」（北埠頭ビル）竣工。
  - 「空港島連絡橋」（神戸スカイブリッジ）の橋桁架設工事完了。

- 2005年

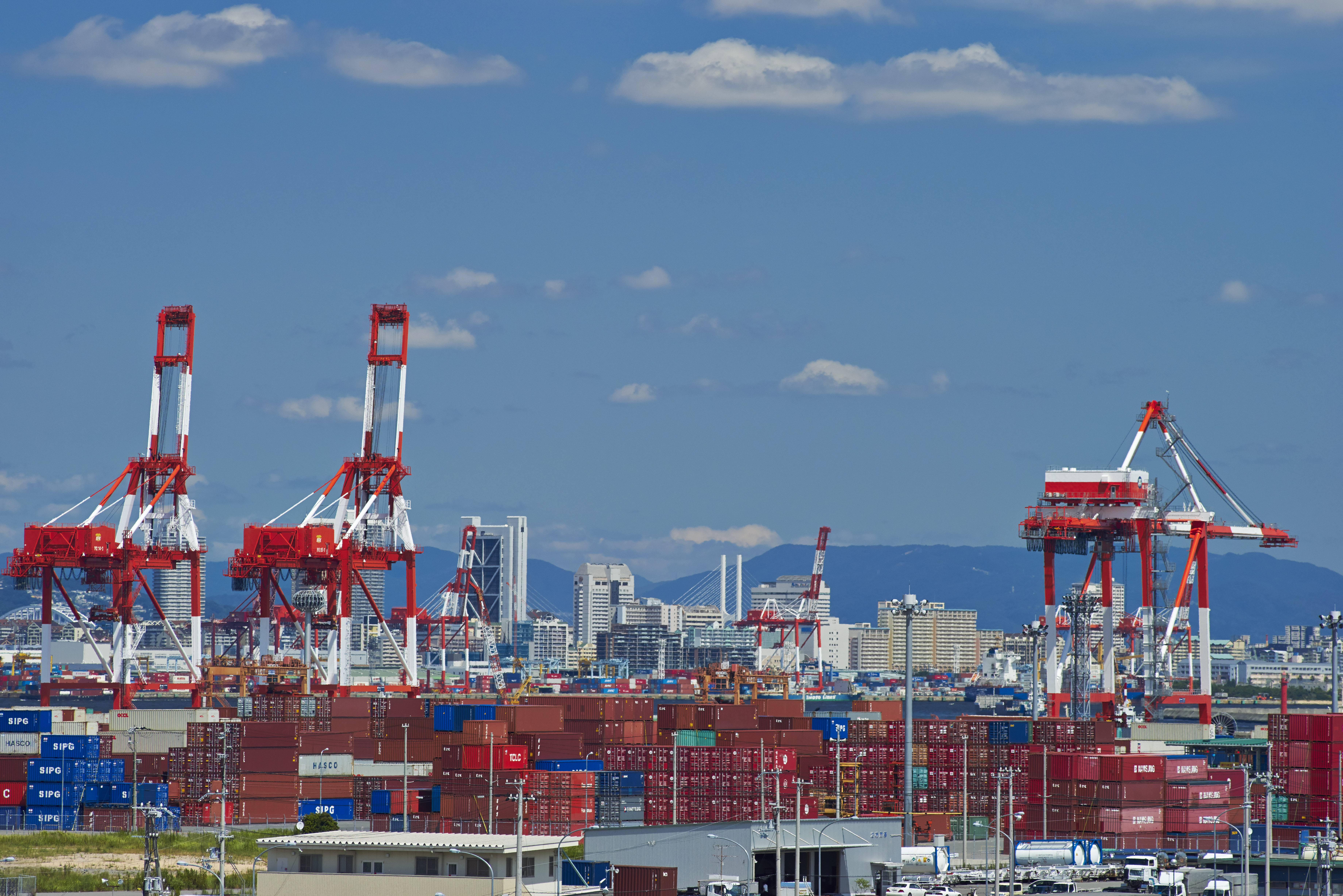
貨物取扱量国内2位のポートアイランド第2期のコンテナバース

  - 7月：PC14～PC18を「特定国際コンテナ埠頭」に位置付け。
- 2006年
  - 2月2日：ポートライナーの複線化、第2期・神戸空港島へ延伸開業。
  - 2月16日：ポートアイランド沖に「神戸空港」開港。
  - 3月15日：「神戸花鳥園」開園。
- 2007年
  - 3月28日：次世代スーパーコンピュータ施設立地に決定[22]。
  - 4月1日：「ポートアイランド西公園（ポーアイしおさい公園）」供用開始。
- 2008年
  - 2月：島内3か所が「神戸らしい眺望景観50選」に、「ポートアイランド西公園（ポーアイしおさい公園）」が神戸らしい眺望景観10選に選定[23]。
- 2009年
  - 3月：「大阪湾岸道路西伸部」都市計画決定。
- 2010年
  - 2月：ポートアイランド第2期全区域の埋立が竣工。
  - 4月24日：「ポートアイランドまちびらき30周年記念式典」開催[24]。
  - 4月：PC18（東面）の供用開始。
  - 8月：国土交通省が指定した「国際コンテナ戦略港湾（ハイパー中枢港湾）」にポートアイランドを含めた神戸港が指定される。
- 2011年
  - 7月1日：ポートアイランド内の3駅の駅名改称。
  - 7月2日：「神戸港港島トンネル」延伸開通[25]。
  - 7月4日：「神戸市立医療センター中央市民病院」が第1期埋め立て地区から第2期埋め立て地区へ移転開院[26]。
- 2012年
  - 2月25日：「マリナーズ厚生会ポートアイランド病院」開院。
  - 9月28日：次世代スーパーコンピュータ「京」供用開始。
- 2013年
  - 1月13日：「神戸水上警察署」が波止場町から移転。
  - 4月9日：神戸国際展示場周辺の「コンベンションセンター再構築基本構想」策定[27]。
- 2014年
  - 3月28日：富岳施設立地に決定[28]。
  - 5月1日：「国家戦略特別区域」に指定[29]。
  - 7月19日：「神戸花鳥園」が「神戸どうぶつ王国」としてリニューアルオープン。
- 2016年
  - 3月16日：理化学研究所の一部機能を埼玉県和光市から移転し関西拠点を設置することが明らかとなる（2016年度内拠点完成）[30]。
  - 3月29日：水素エネルギー技術開発事業の一環として1MW級ガスタービン発電設備「水素CGS」が整備開始[17]。
  - 4月1日：「神戸市立義務教育学校港島学園」開校[31][32]。「神戸学院大学附属高等学校」が兵庫区から移転開校。「夙川学院中学校・高等学校」が西宮市から移転開校。「大阪湾岸道路西伸部」新規事業化[33]。
  - 4月：生田神社の分社が完成[18]。
  - 5月1日：「兵庫県立こども病院」が須磨区から移転開院。院内に「ドナルド・マクドナルド・ハウス神戸ハウス」開院[34]。
  - 6月15日：「港湾技能研修センター」を愛知県豊橋市から移転拡充することを発表（2017年6月着工、2019年10月開業）[19][20][35][36]。
  - 9月11日・9月12日：「G7神戸保健大臣会合」開催。
  - 11月4日：理化学研究所の関西拠点となる「科学技術ハブ推進本部関西拠点」が発足[15]。
- 2017年
  - 2月13日・2月14日：「神戸国際港湾会議」開催。
  - 4月
    - 「神戸学院大学附属中学校」開校。
    - 「神戸医療イノベーションセンター（KCMI）」竣工。

  - 7月：社会実験として、バス・ラピッド・トランジット（BRT）の営業運行を三宮 - 神戸空港間で開始[37][38]。
  - 12月1日：眼科専門の公立病院「神戸市立神戸アイセンター」開院[16]。「神戸愛センター病院」併設。
  - 年度内：「水素CGS」が稼働開始し、水素発電による世界初の電力供給を開始予定[17][39]。

## 主な施設

### 商業施設・展示場・ホール
| - 神戸コンベンションコンプレックス - 国内初かつ国内最大のコンベンションゾーン - 神戸国際交流会館 - 神戸国際会議場 - 神戸国際展示場 - 神戸ポートアイランドホール（ワールド記念ホール） - ポートピアホール - 神戸商工会議所会館 | - 神戸ファッションタウン - ジーベックホール - イケア神戸 - 東京インテリア家具神戸店 |

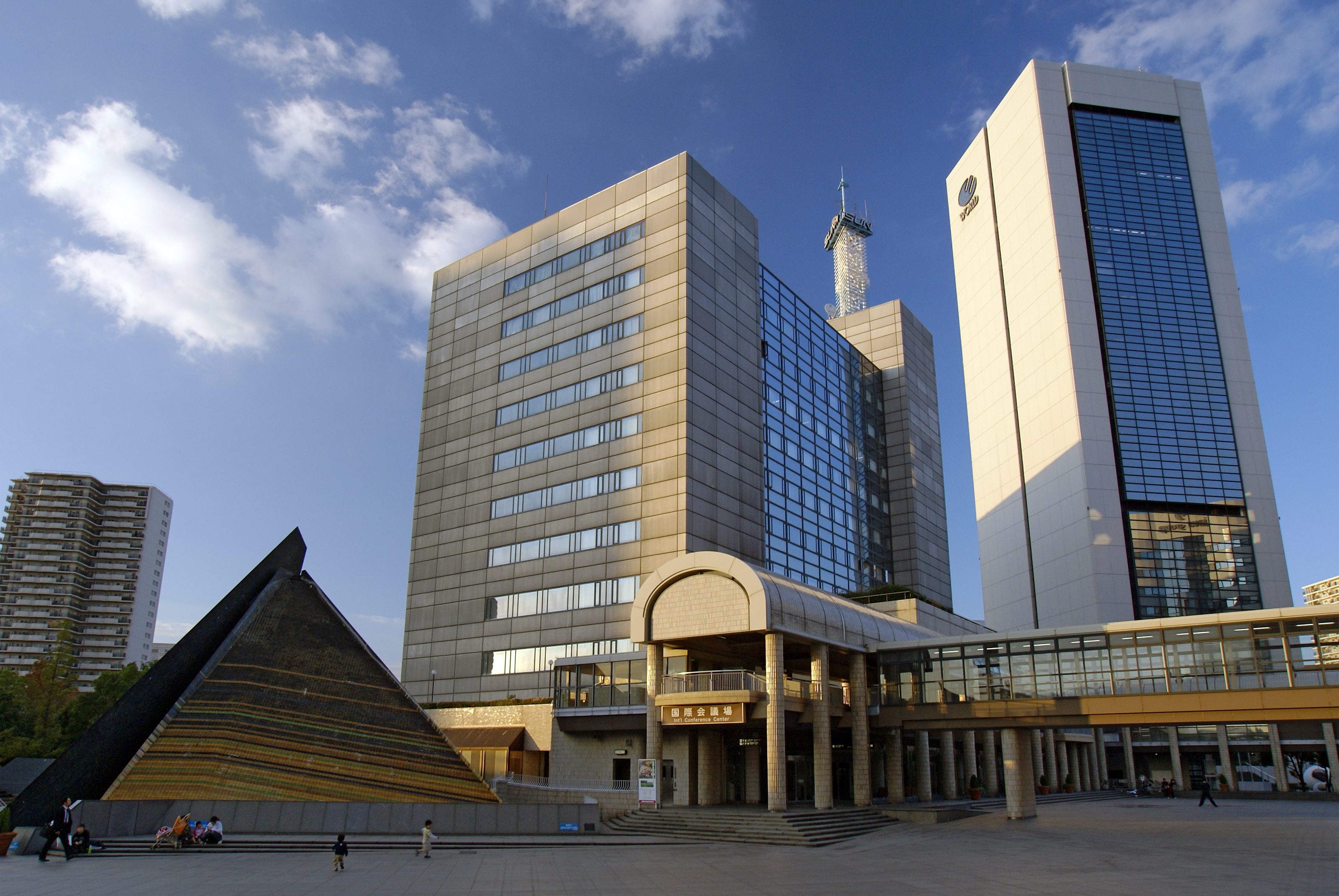
神戸国際交流会館
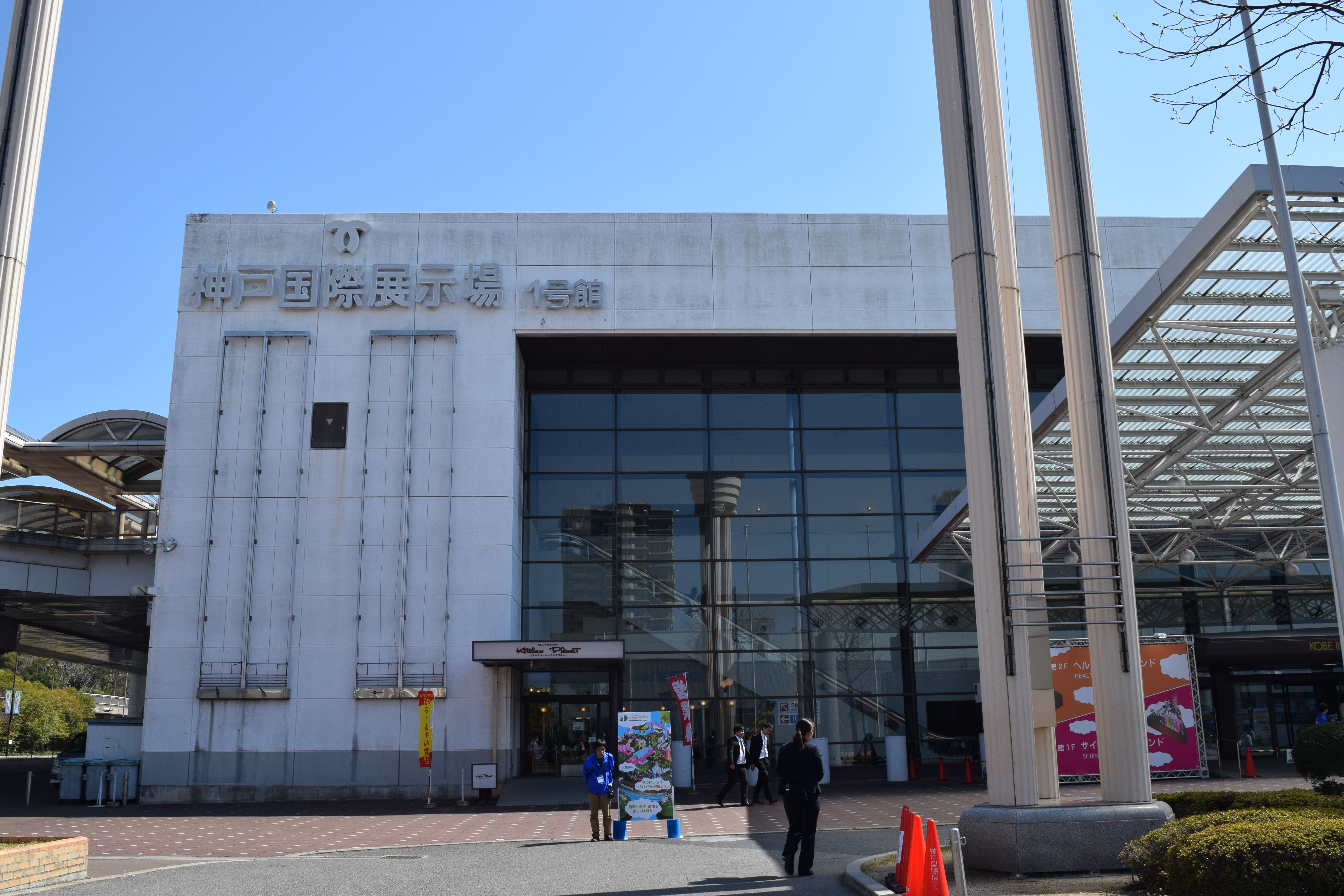
神戸国際展示場1号館
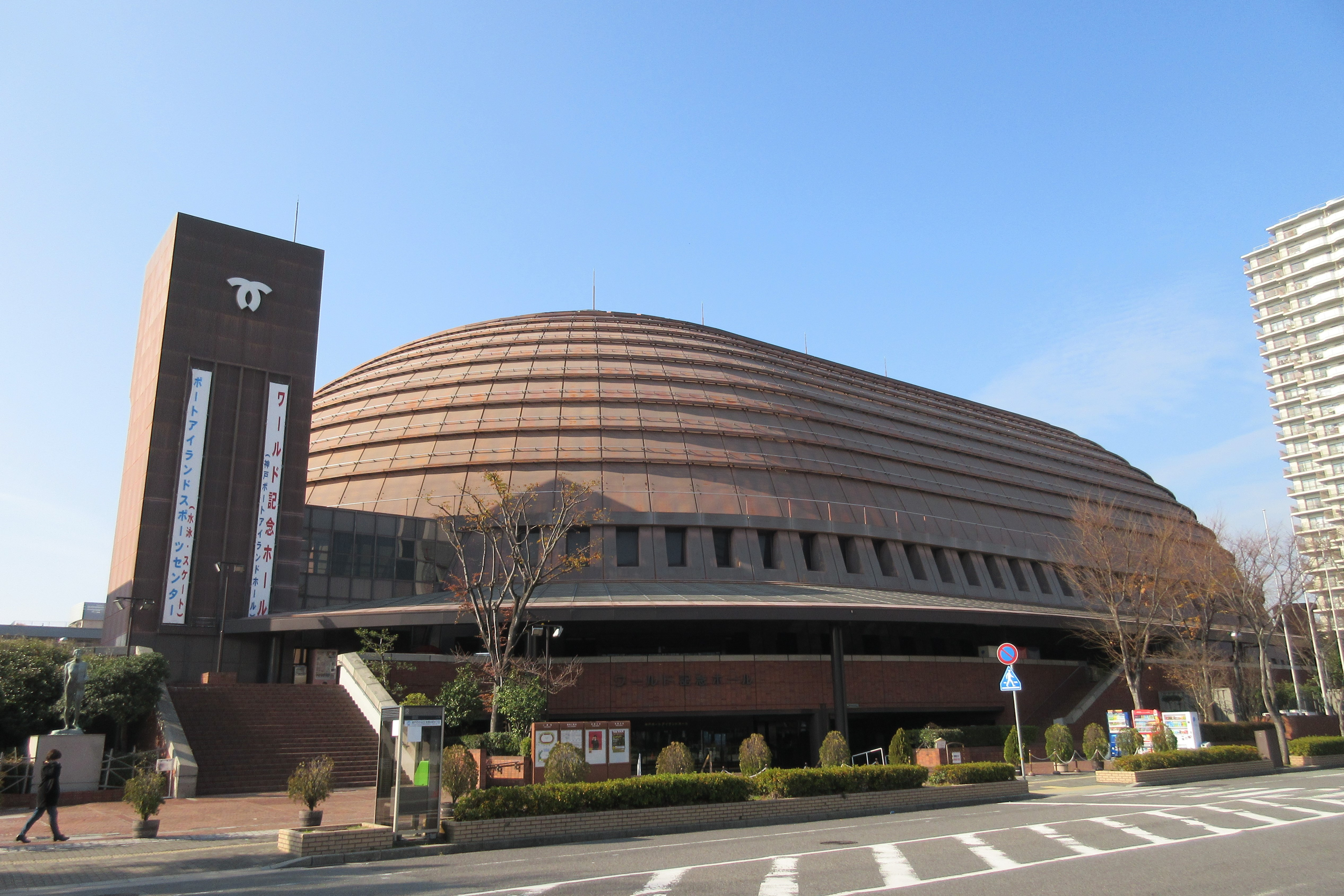
ワールド記念ホール
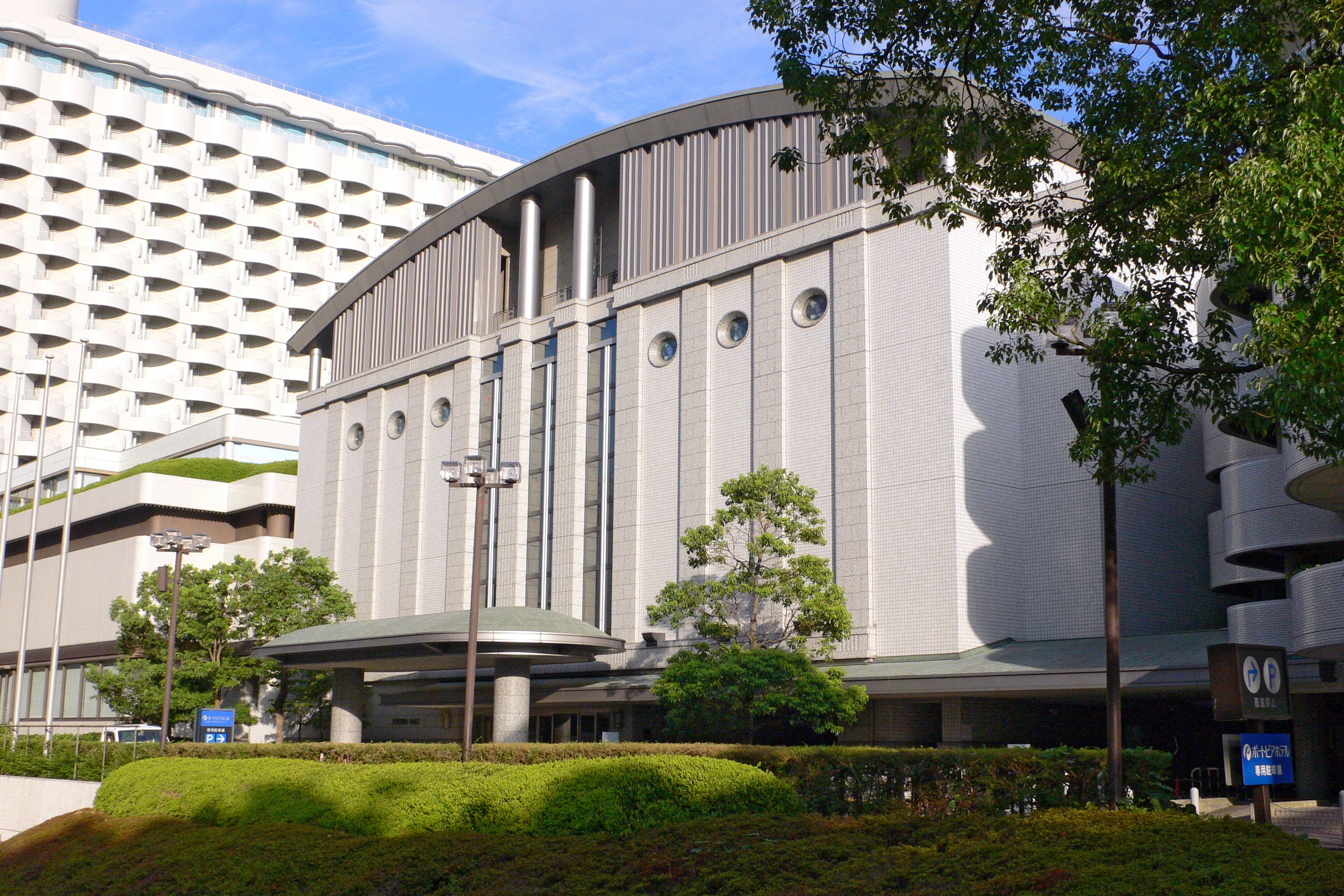
ポートピアホール
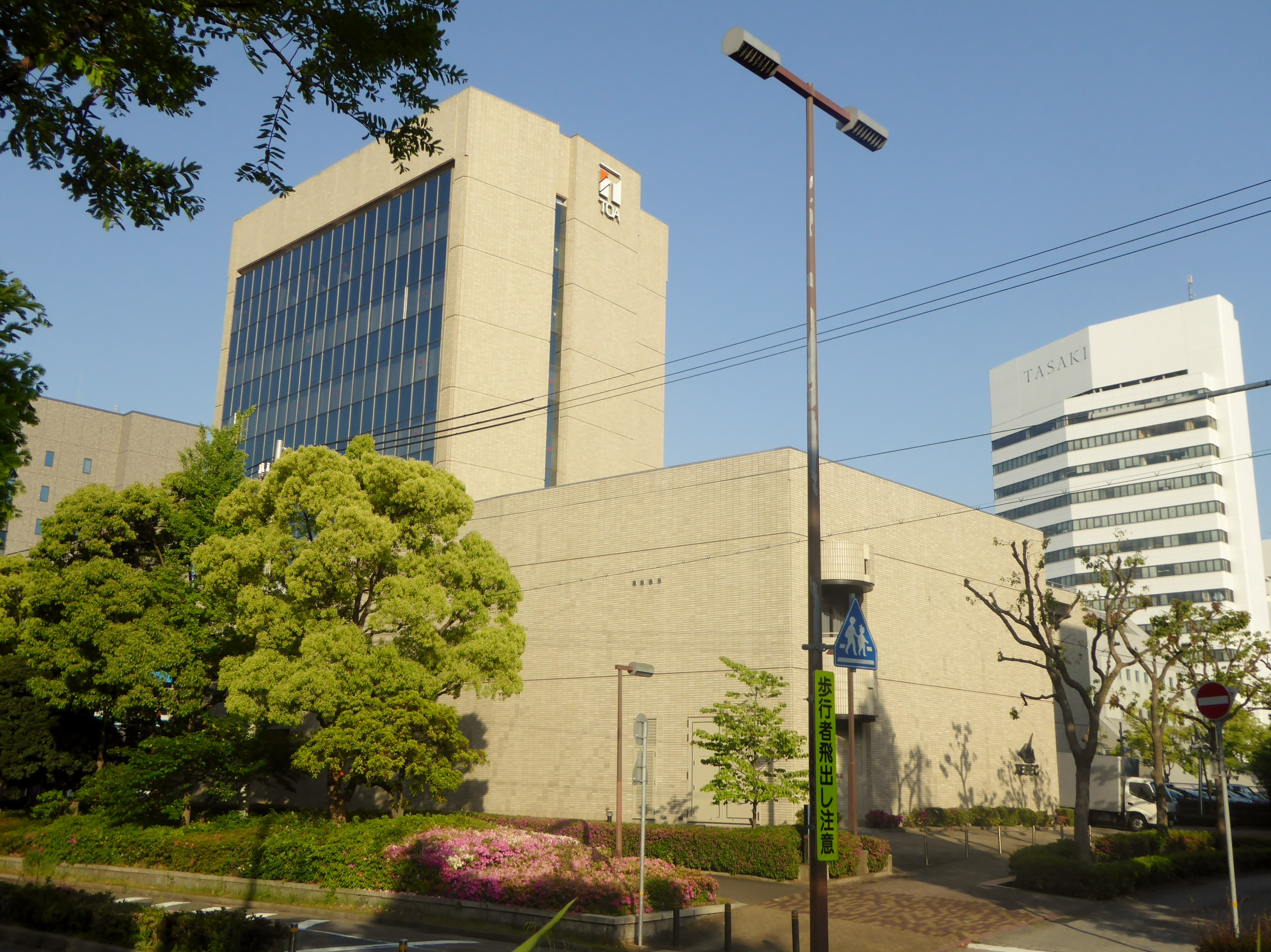
ジーベックホール
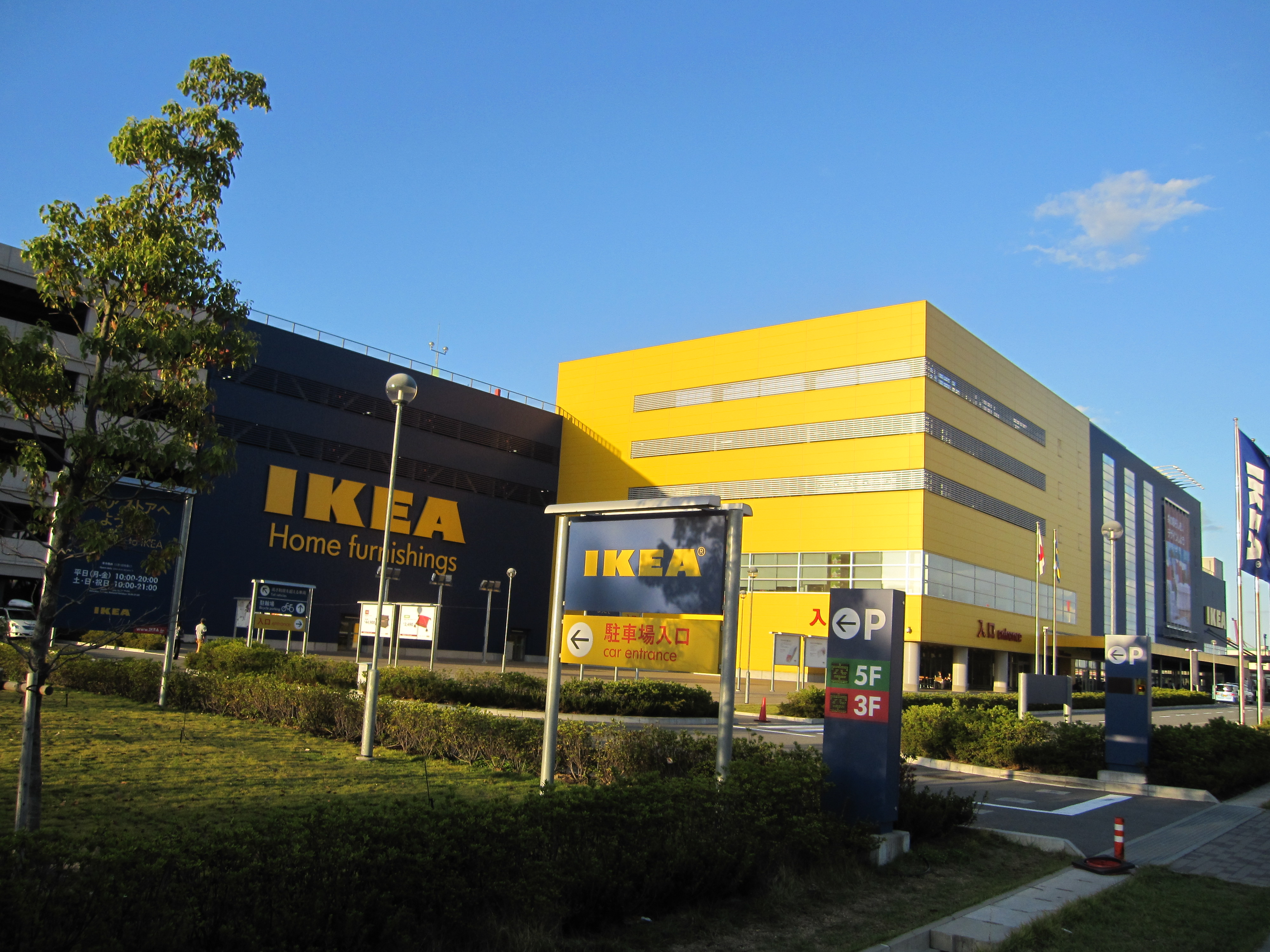
イケア神戸店

### 娯楽施設
- 神戸市立ポートアイランドスポーツセンター
- 神戸市立青少年科学館（バンドー神戸青少年科学館）
- UCCコーヒー博物館
- 神戸どうぶつ王国（旧神戸花鳥園）
- みなと異人館 - 北野町にあった異人館「旧ヘイガー邸」を移設したもので、現在はシスメックスのゲストハウスとして利用されている（通常は一般には非公開）。
- アシックススポーツミュージアム
- ポートアイランドゴルフ倶楽部
- セレゾンポーアイフットサルクラブ

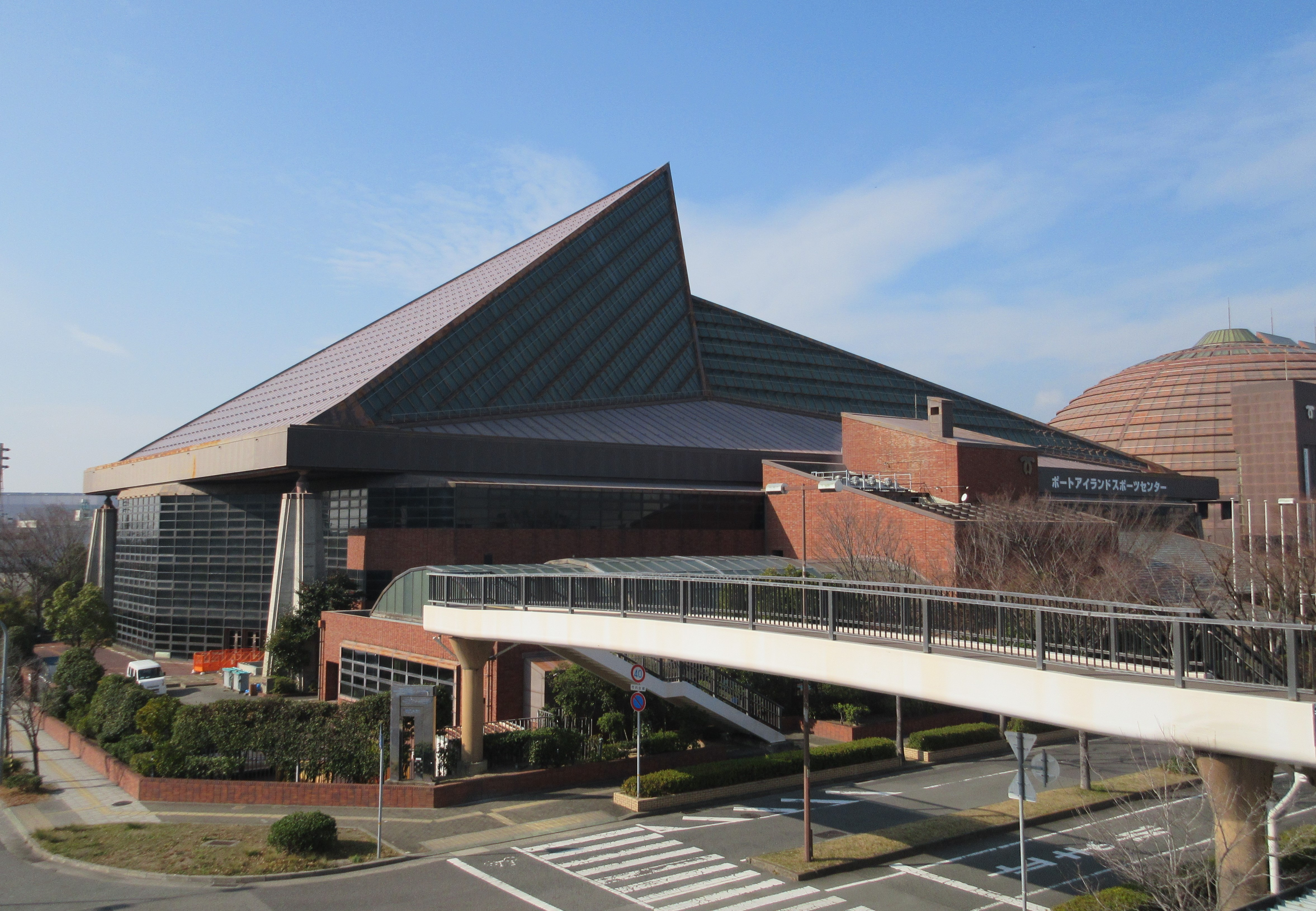
神戸市立ポートアイランドスポーツセンター
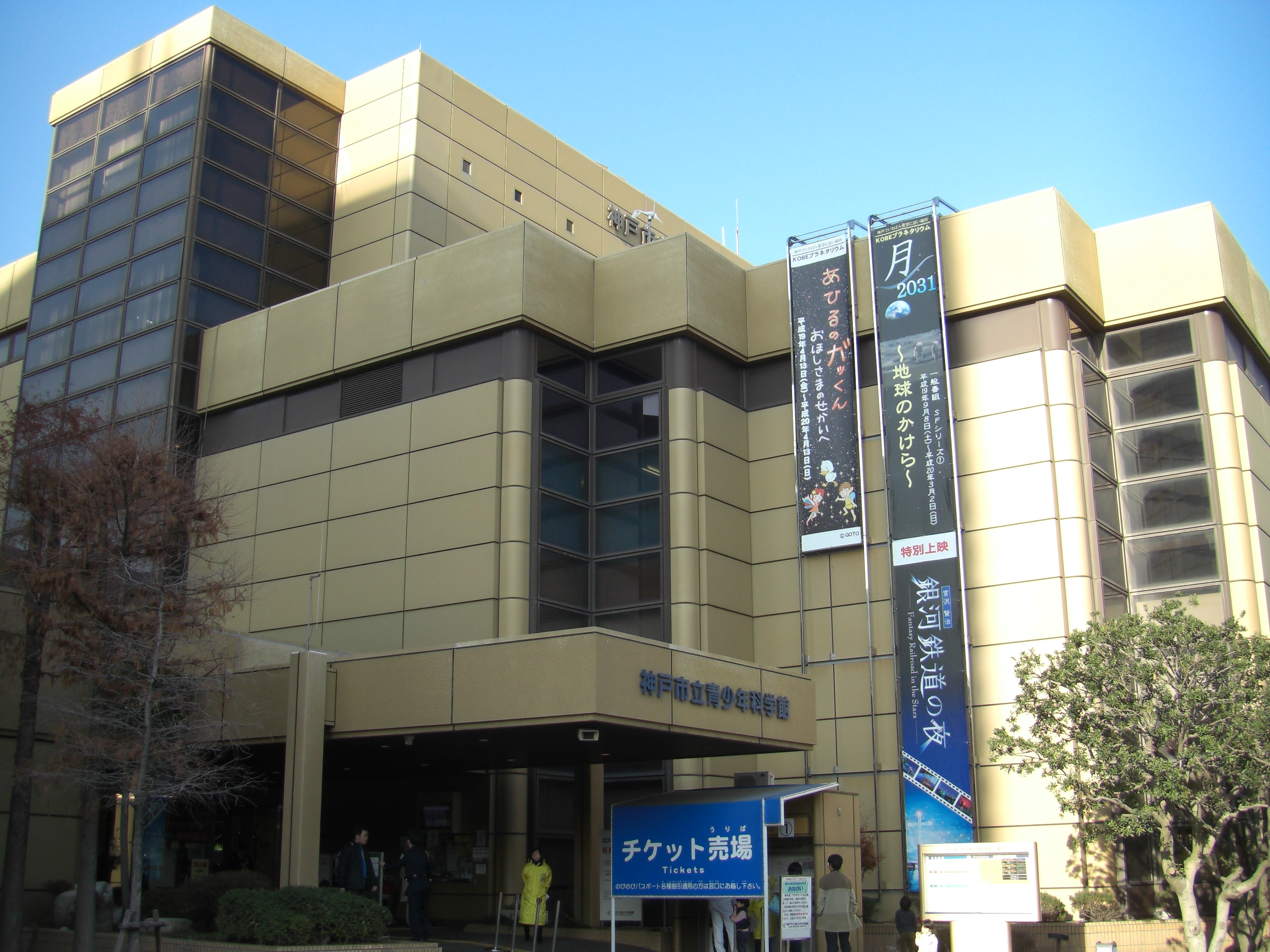
神戸市立青少年科学館
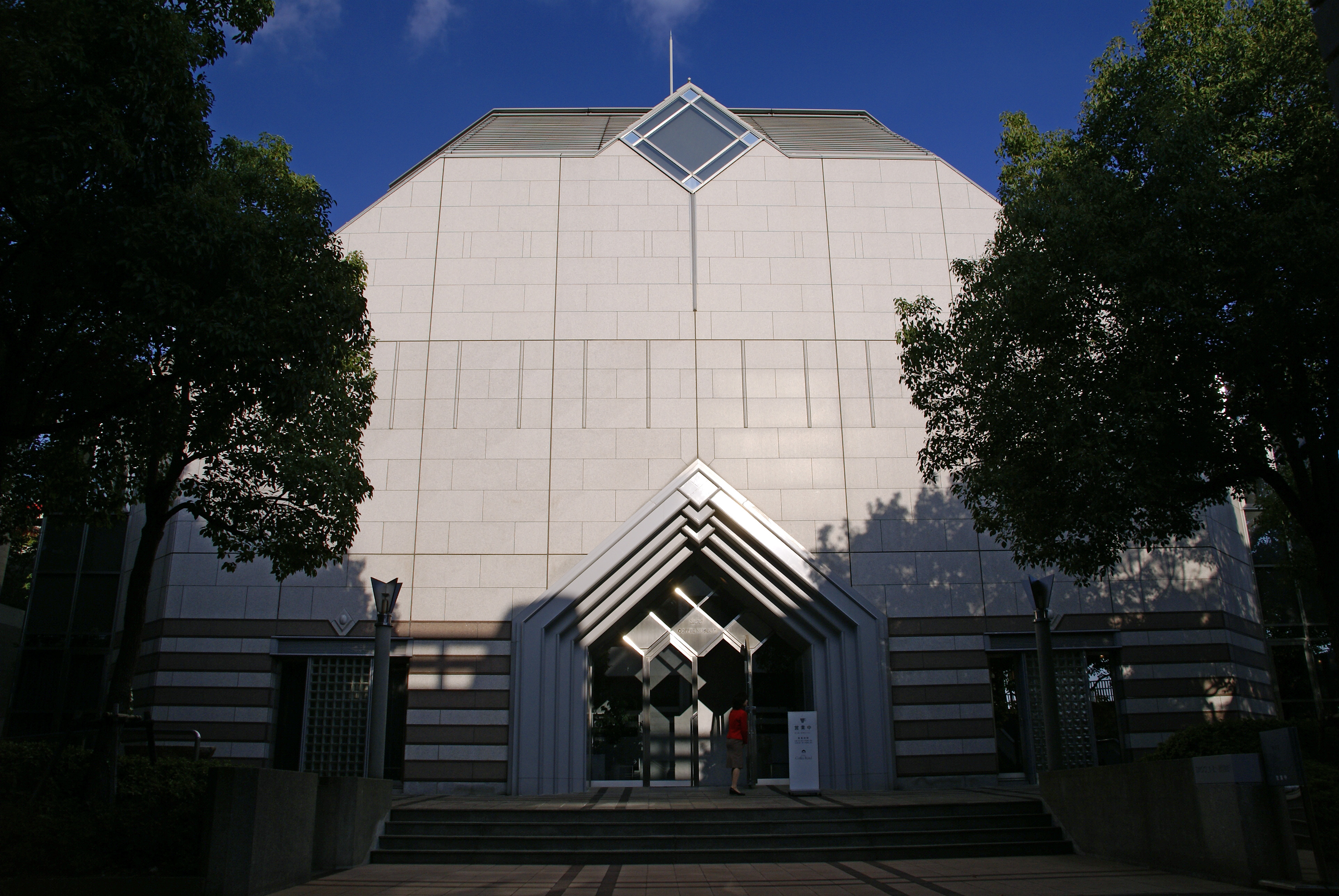
UCCコーヒー博物館
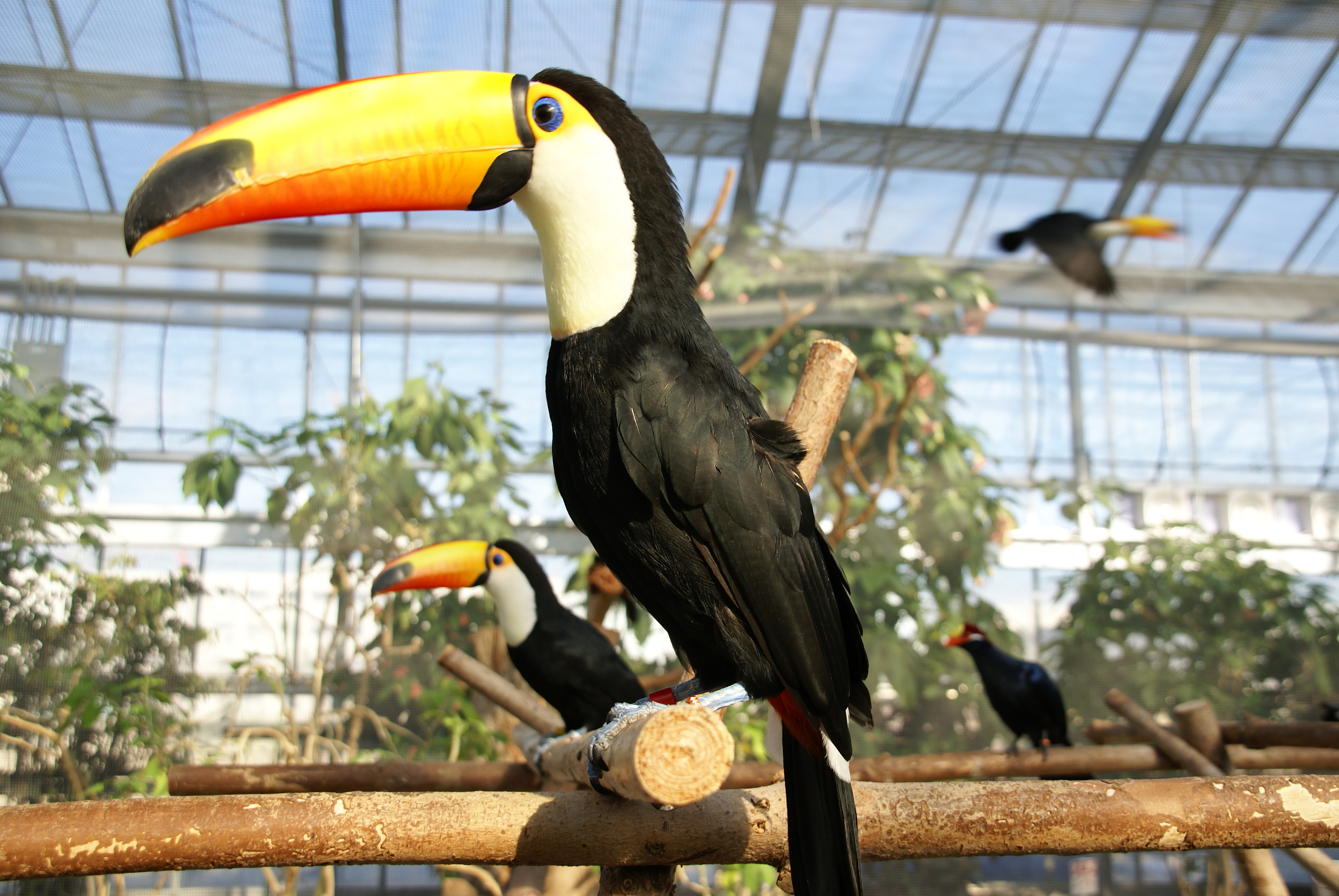
神戸どうぶつ王国
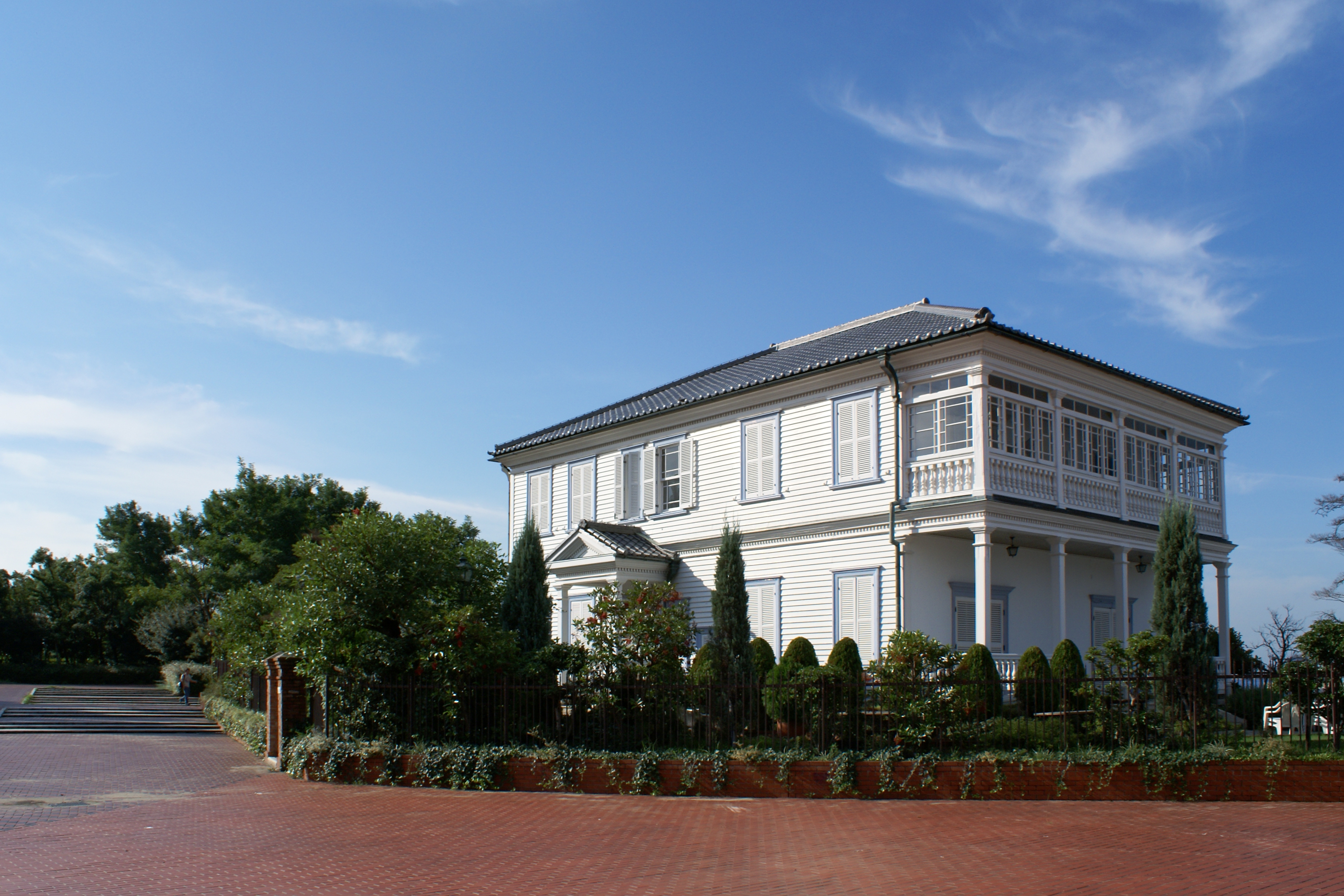
みなと異人館
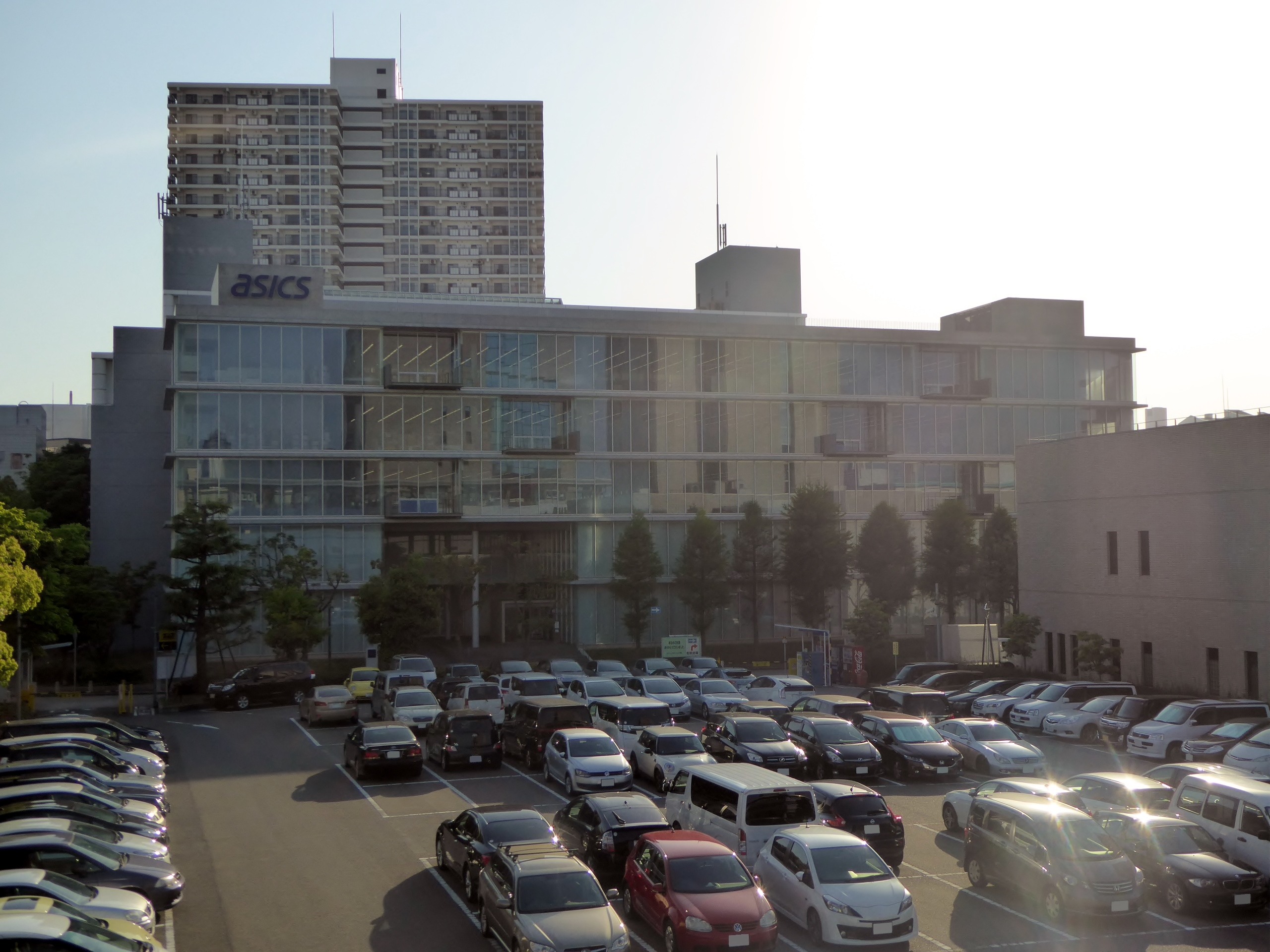
アシックススポーツミュージアム

### 研究施設
医療センター駅・計算科学センター駅の周辺は神戸医療産業都市に指定されており、数多くの医療関連施設や研究施設が進出している。
| - 神戸キメックセンタービル (KIMEC) - 先端医療センター (IBRI) - 神戸臨床研究情報センター (TRI) - 神戸低侵襲がん医療センター (KMCC) - 国際医療開発センター (IMDA) - クラスター推進センター - 神戸バイオメディカル創造センター (BMA) - 神戸ハイブリッドビジネスセンター (KHBC) - 神戸大学医学部附属国際がん医療・研究センター (ICCRC) - 神戸大学統合研究拠点 - 計算科学教育センター - 次世代バイオ医薬品製造拠点アネックス棟 - 次世代バイオ医薬品製造技術研究組合GMP施設 - 神戸国際ビジネスセンター (KIBC) - 神戸健康産業開発センター (HI-DEC) - 神戸医療機器開発センター (MEDDEC) | - 理化学研究所 神戸キャンパス - 計算科学研究センター (R-CCS) 次世代スーパーコンピュータ「富岳」 - 多細胞システム形成研究センター (CDB) - 生命システム研究センター (QBiC) - HPCI計算生命科学推進プログラム - 融合連携イノベーション推進棟 (IIB) - 分子イメージング研究開発拠点 (CMIS) - 計算科学センタービル - 計算科学振興財団 高度計算科学研究支援センター (FOCUS) - 神戸MI R&Dセンター - ライフサイエンス技術基盤研究センター (CLST) - ニチイ学館神戸ポートアイランドセンター - 日本メジフィジックス神戸ラボ - アシックススポーツ工学研究所 - 兵庫県立生活健康科学研究所 健康科学研究センター - 日本麻酔科学会本部 |

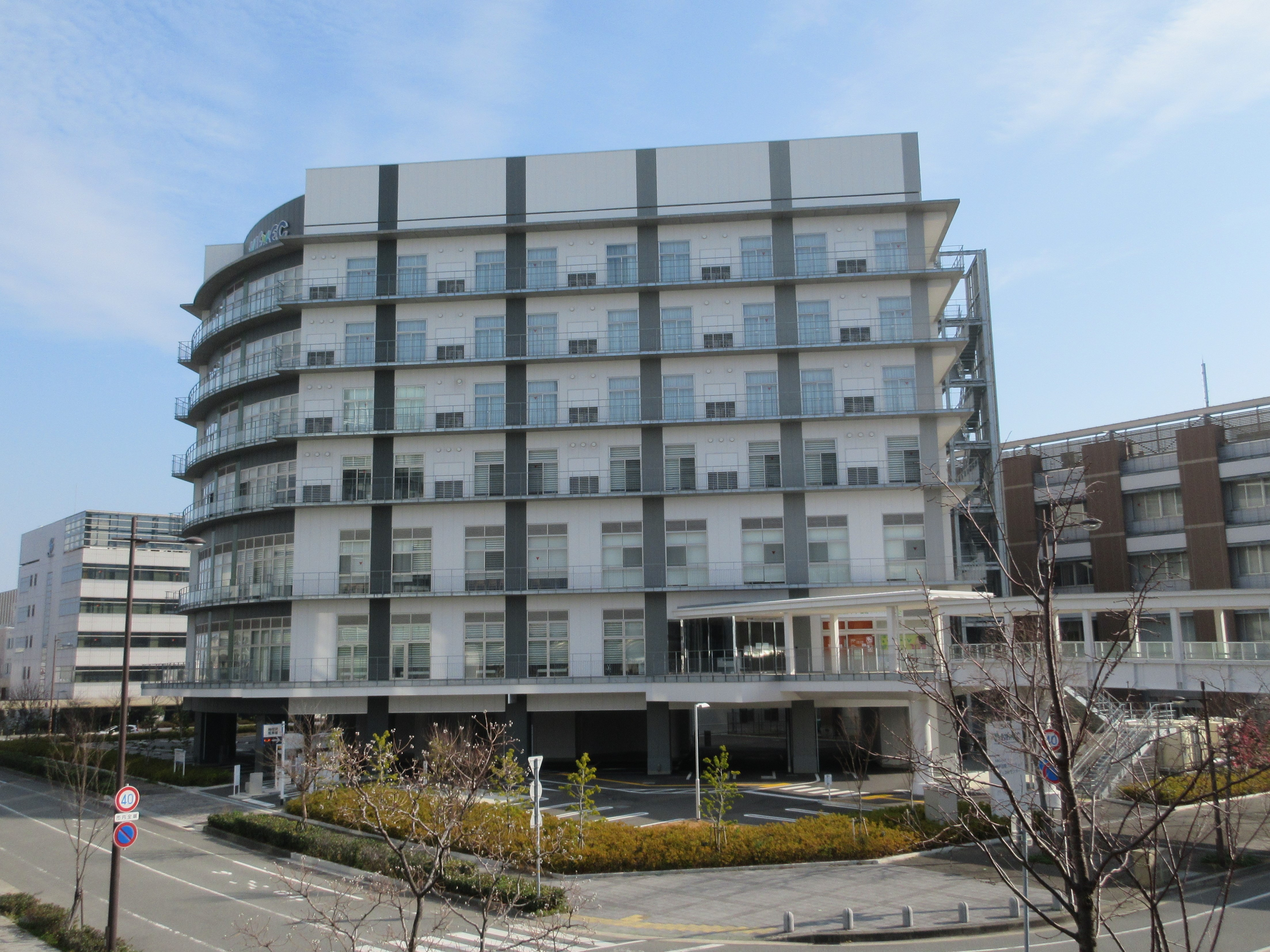
神戸国際フロンティアメディカルセンター
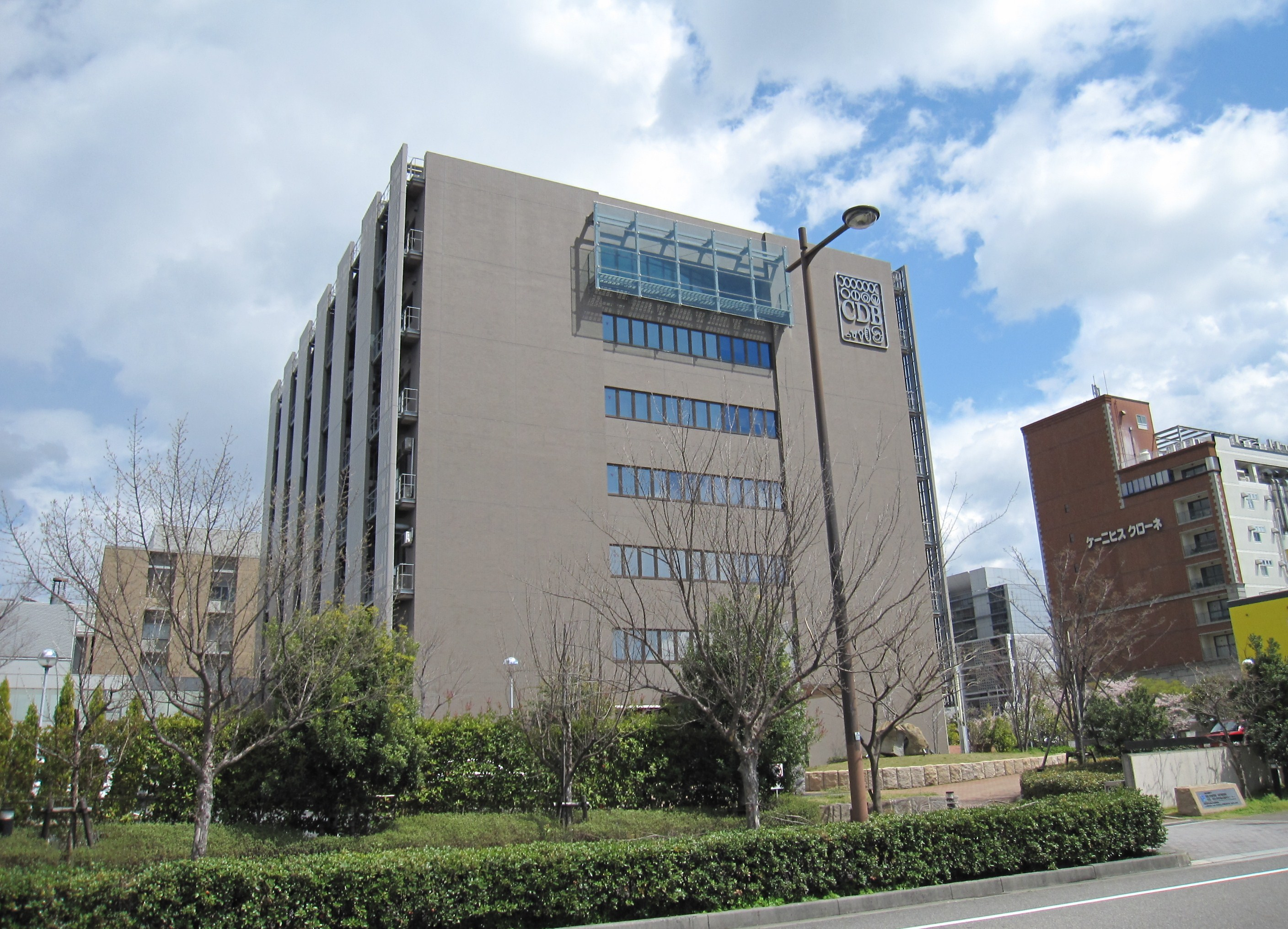
理化学研究所 多細胞システム形成研究センター
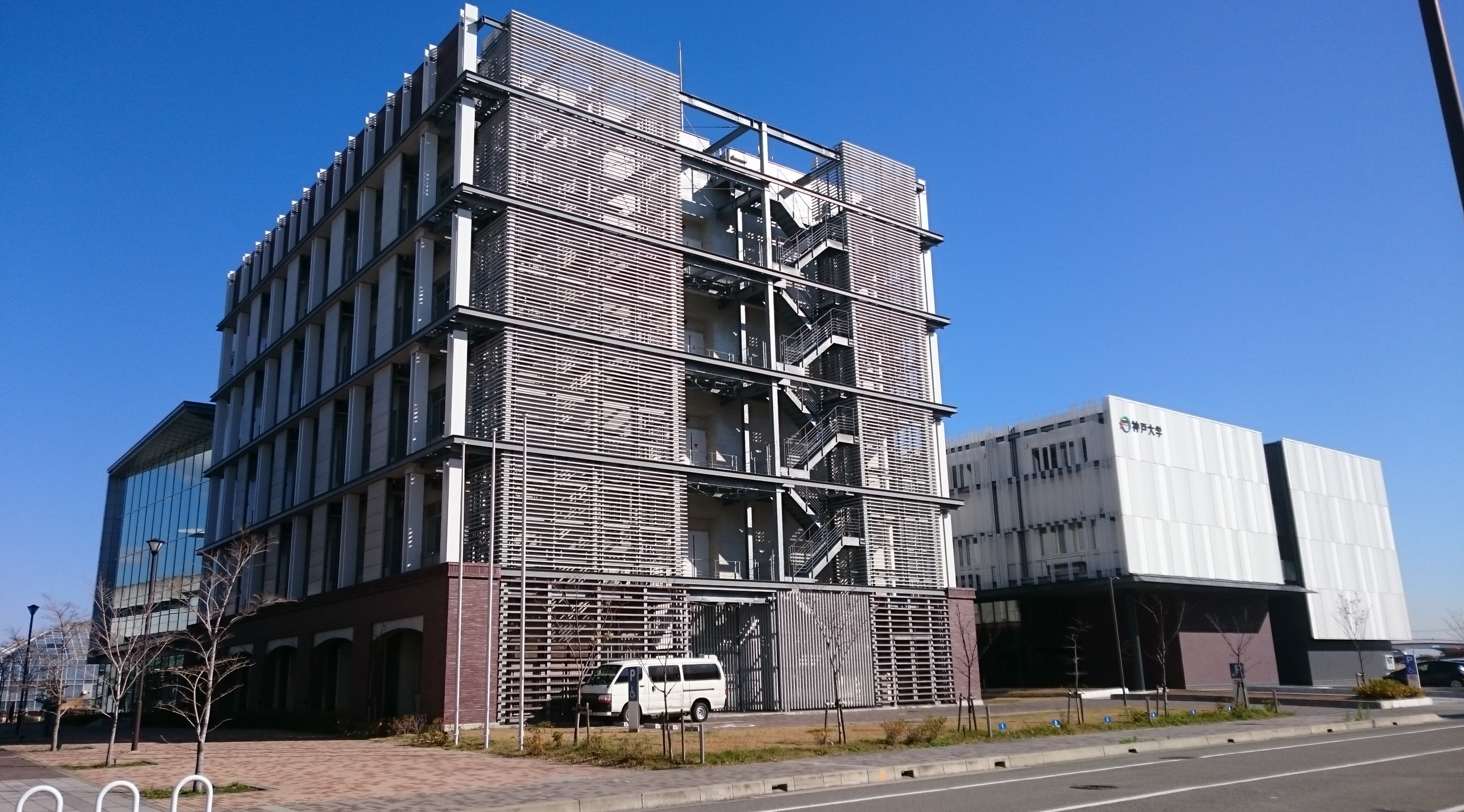
神戸大学統合研究拠点
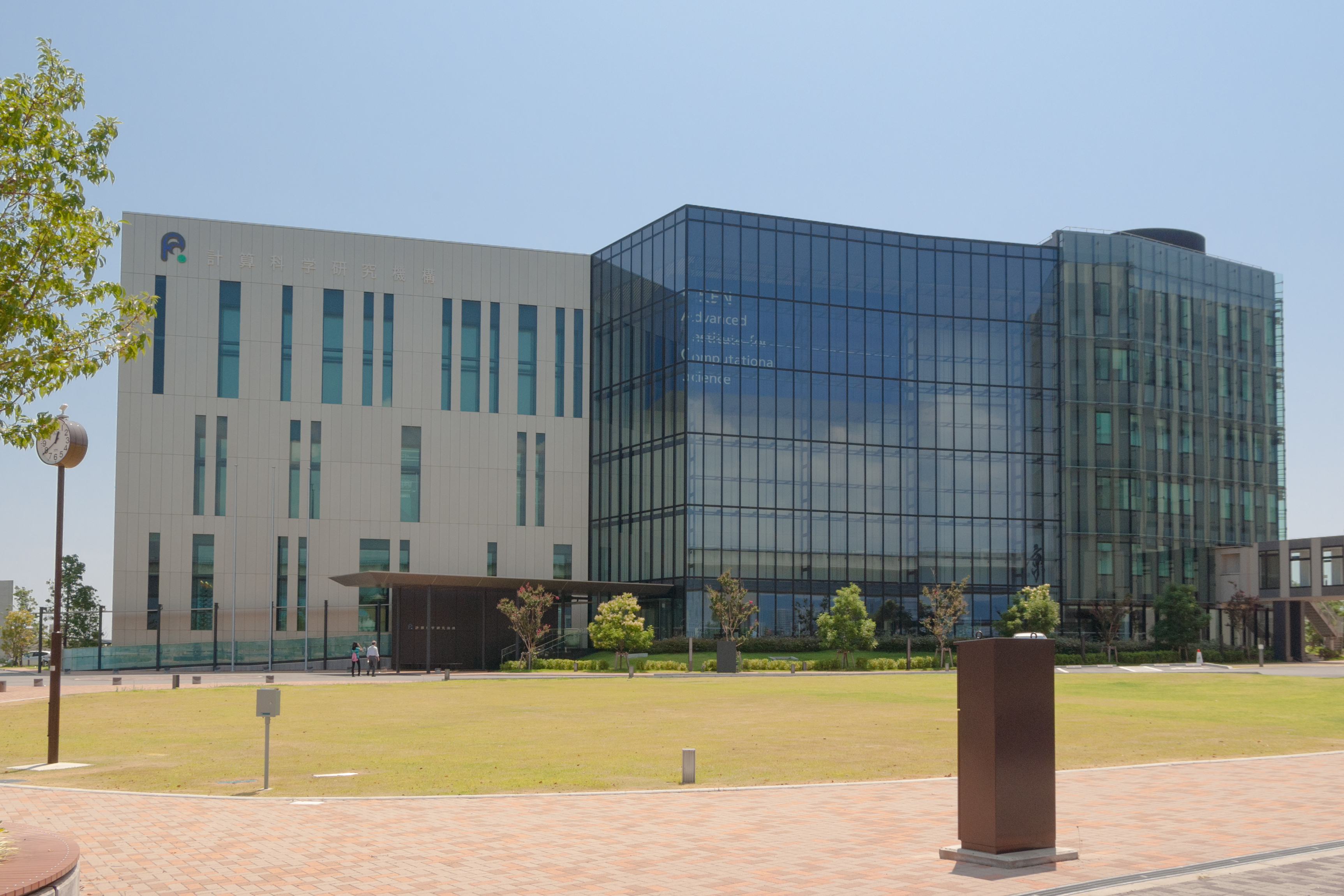
計算科学研究機構
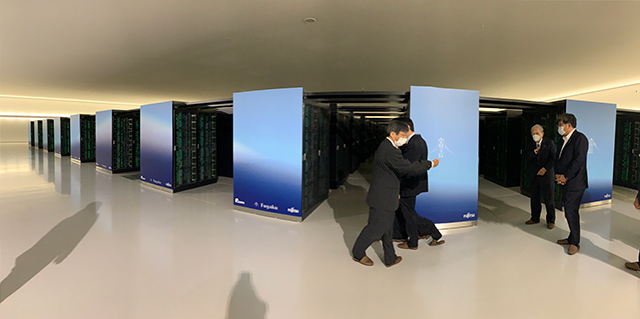
スーパーコンピュータ「富嶽」

### ホテル
- センチュリオンホテル＆スパヴィンテージ神戸
- 神戸ポートピアホテル
- ホテルパールシティ神戸（ホテルマネージメントインターナショナル本社）
- アリストンホテル神戸

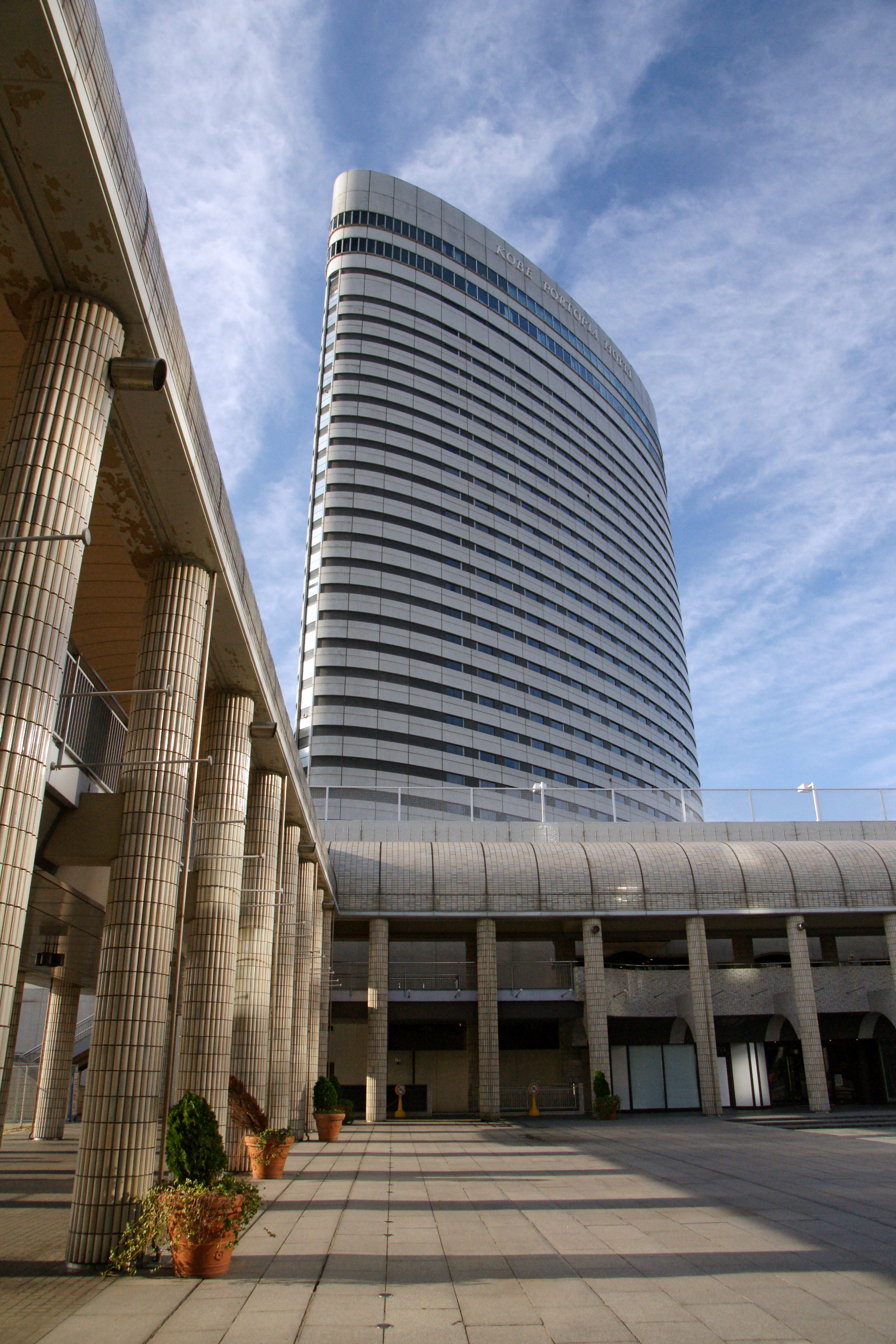
ポートピアホテル
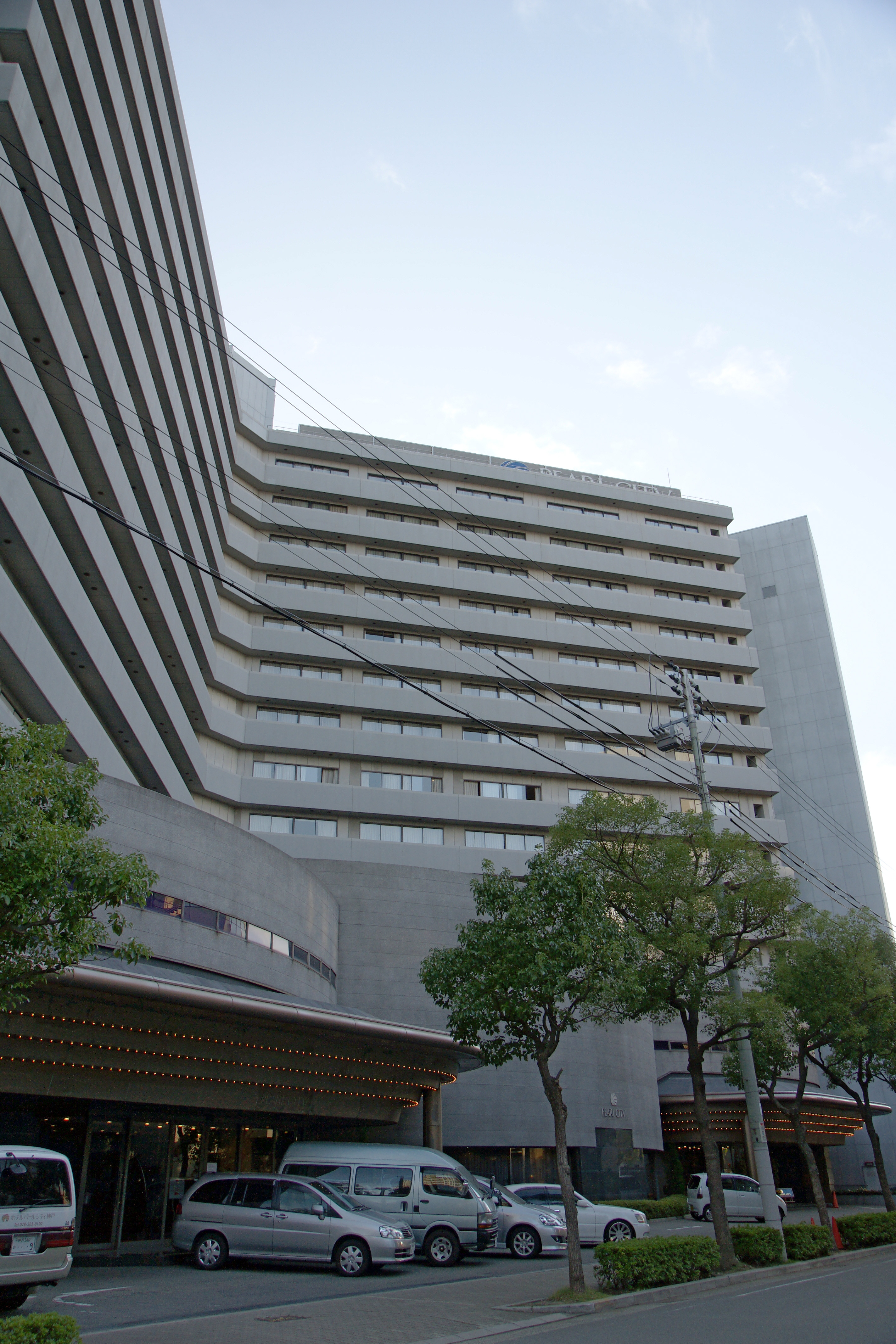
ホテルパールシティ神戸

### オフィス
| - ワールド本社 - ジャヴァグループ本社 - UCC上島珈琲本社 - TOA本社 - ユーハイム本社 - フジッコ本社 - アシックス本社 - TASAKI本社 - 大月真珠本社 | - MORESCO本社・研究センター - バンドー化学本社 - メノガイア本社 - 神戸ふ頭梱包団地 - オフテクス本社 - オリバーソース本社・工場 - ノエビア本社（ノエビア神戸ビル） - コナミ神戸ビル（かつての本社） - ダイエー（登記上の本店） |

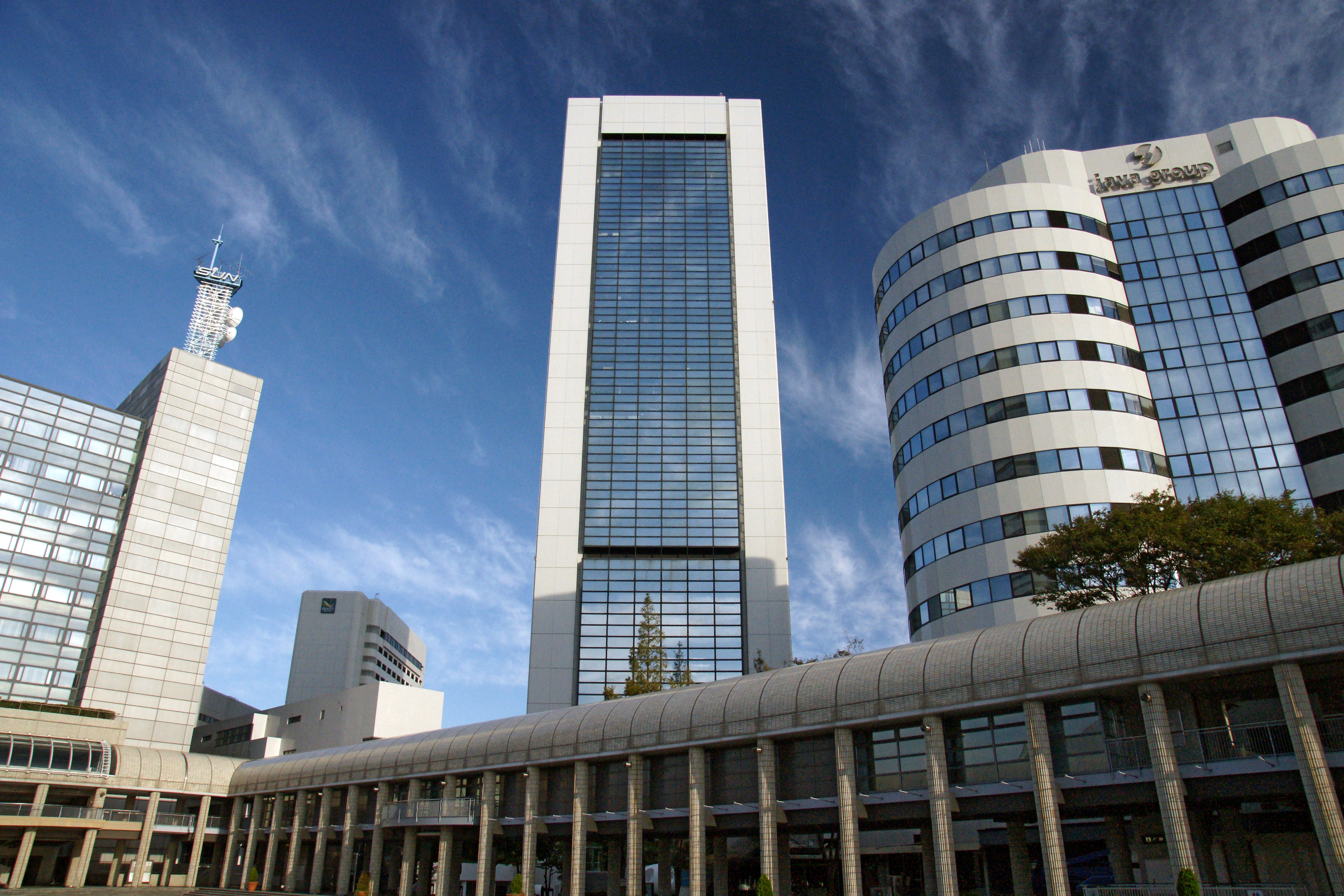
ワールド本社
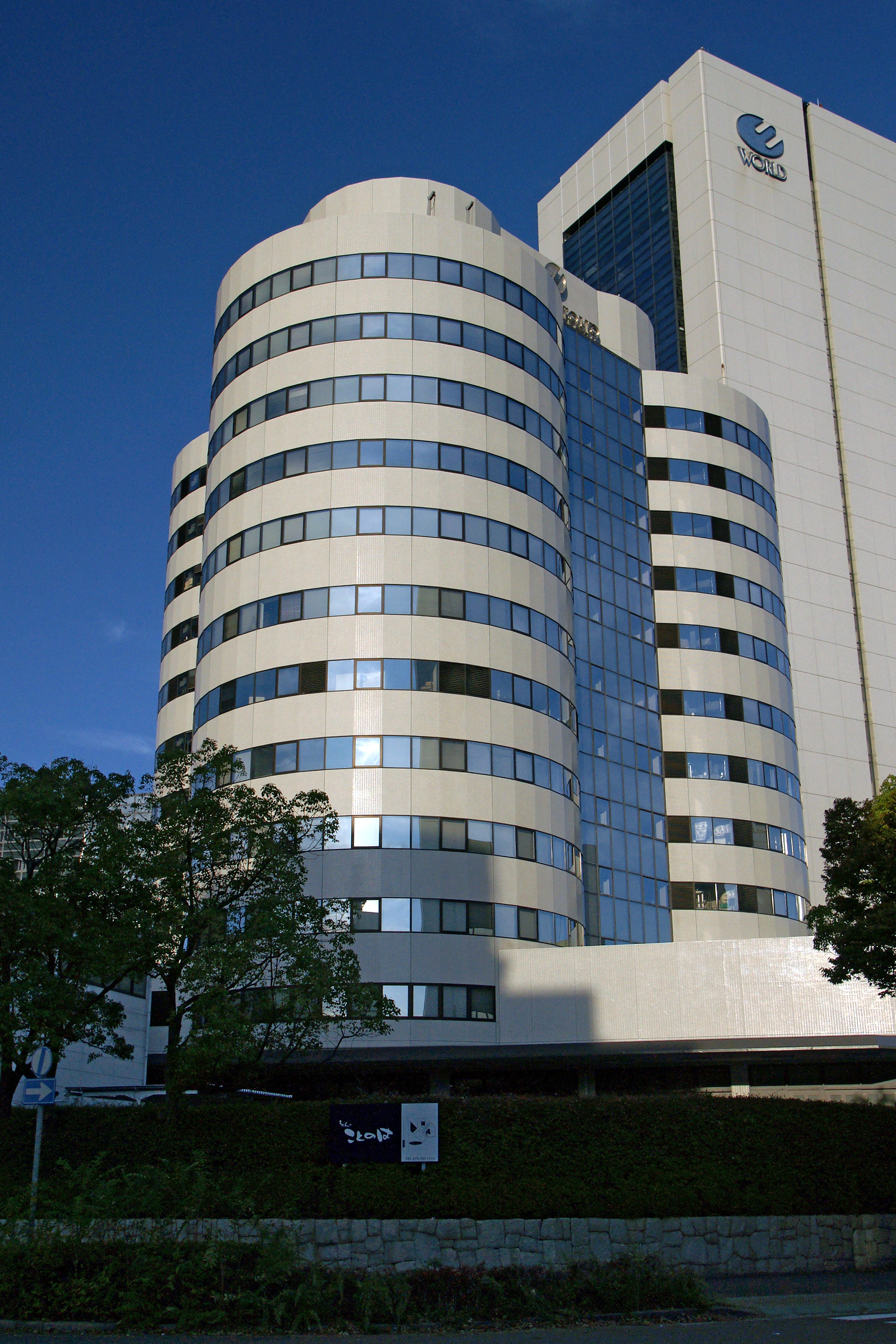
ジャヴァグループ本社（ジャヴァファッションドミニアム）
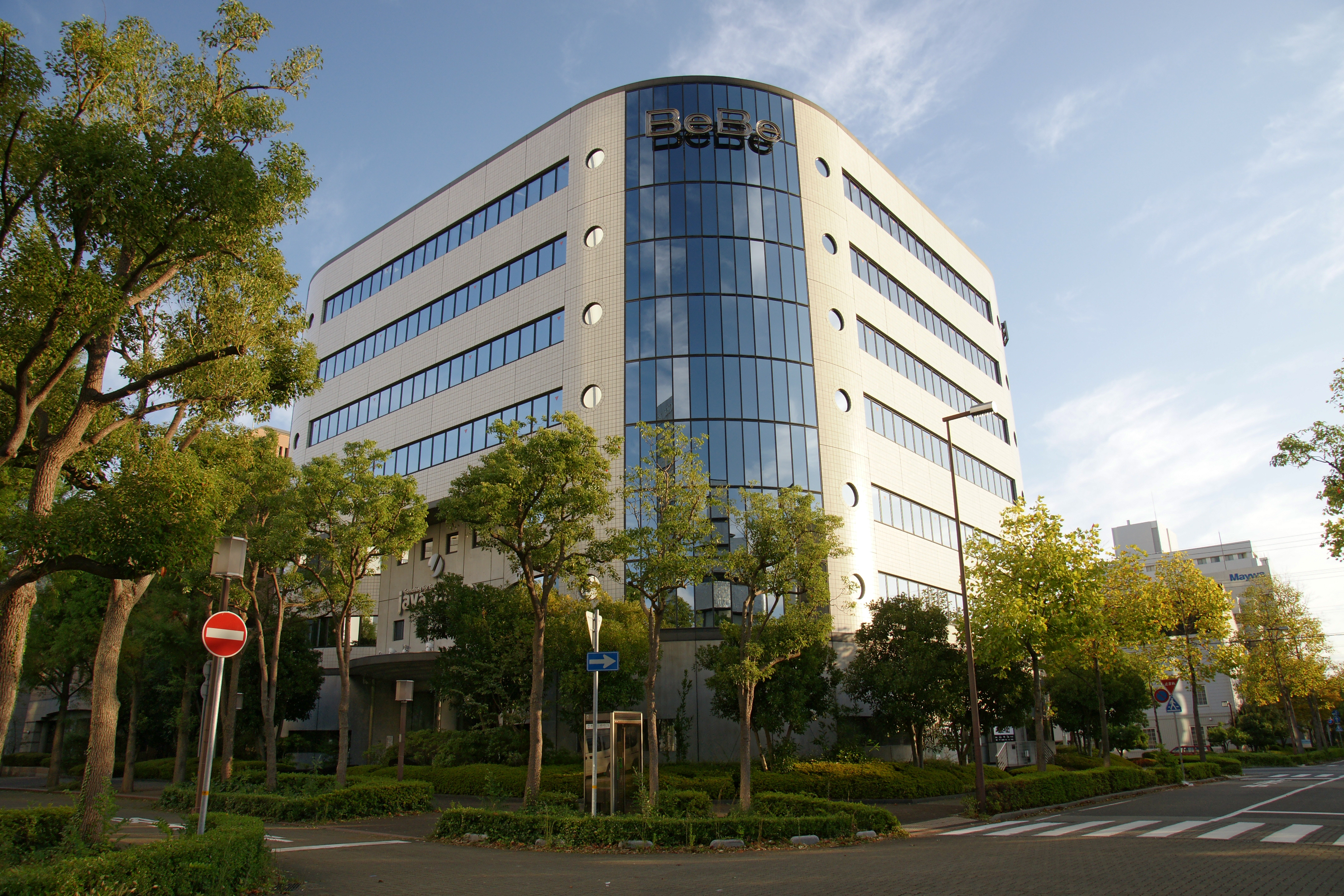
ジャヴァグループ第2本社（ベベ本社、ビービージュニア本社）
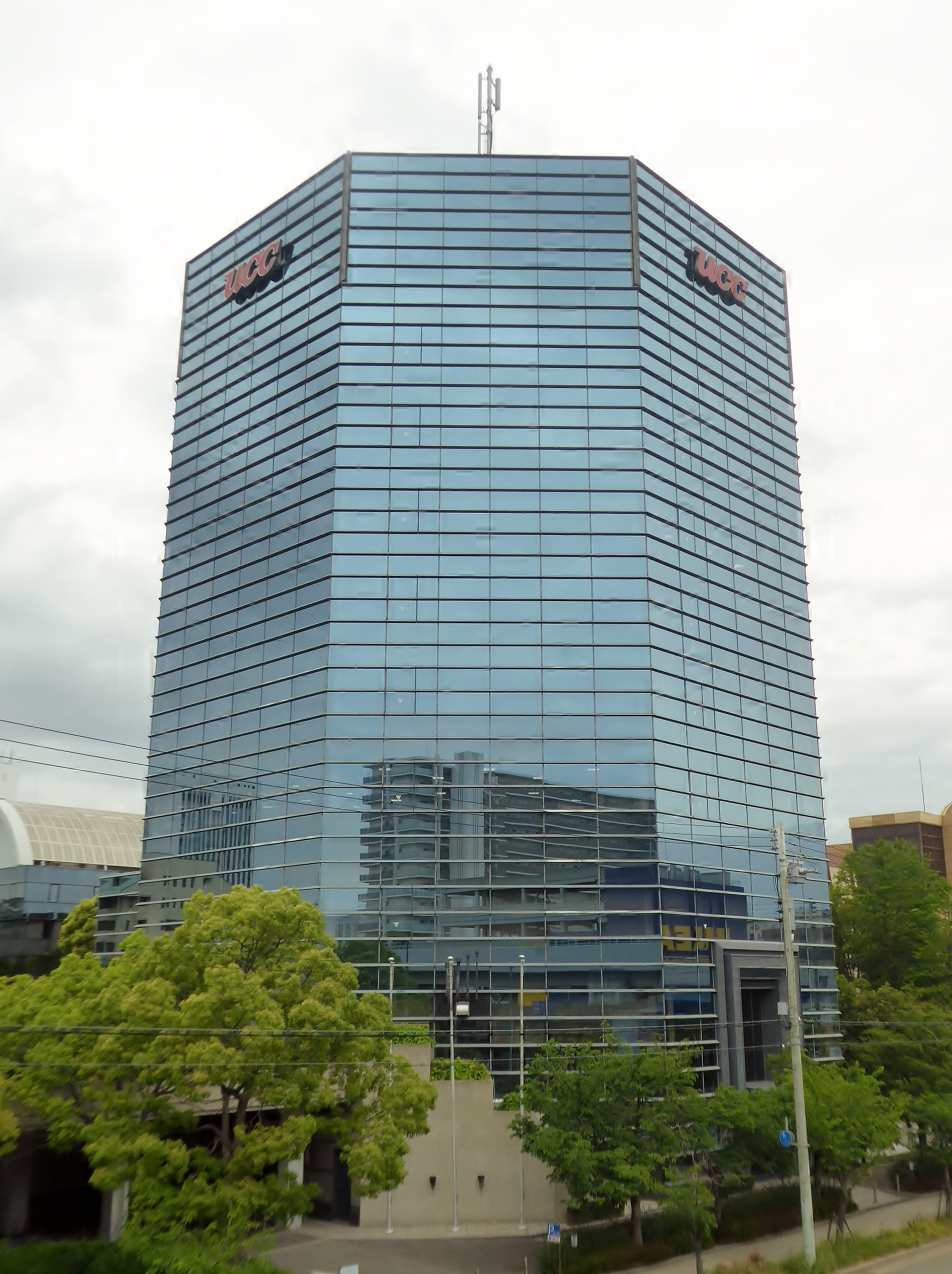
UCC上島珈琲本社
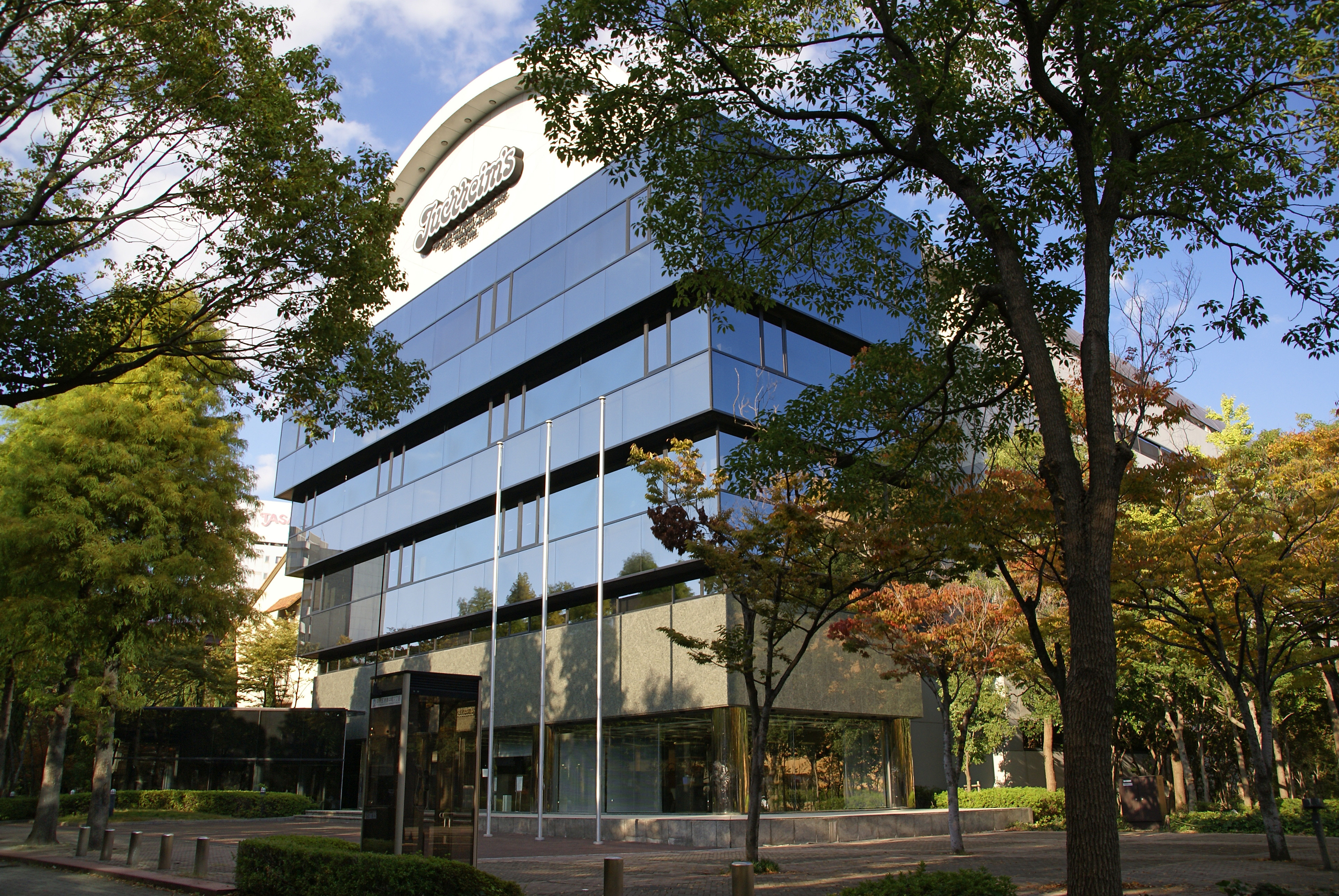
ユーハイム本社
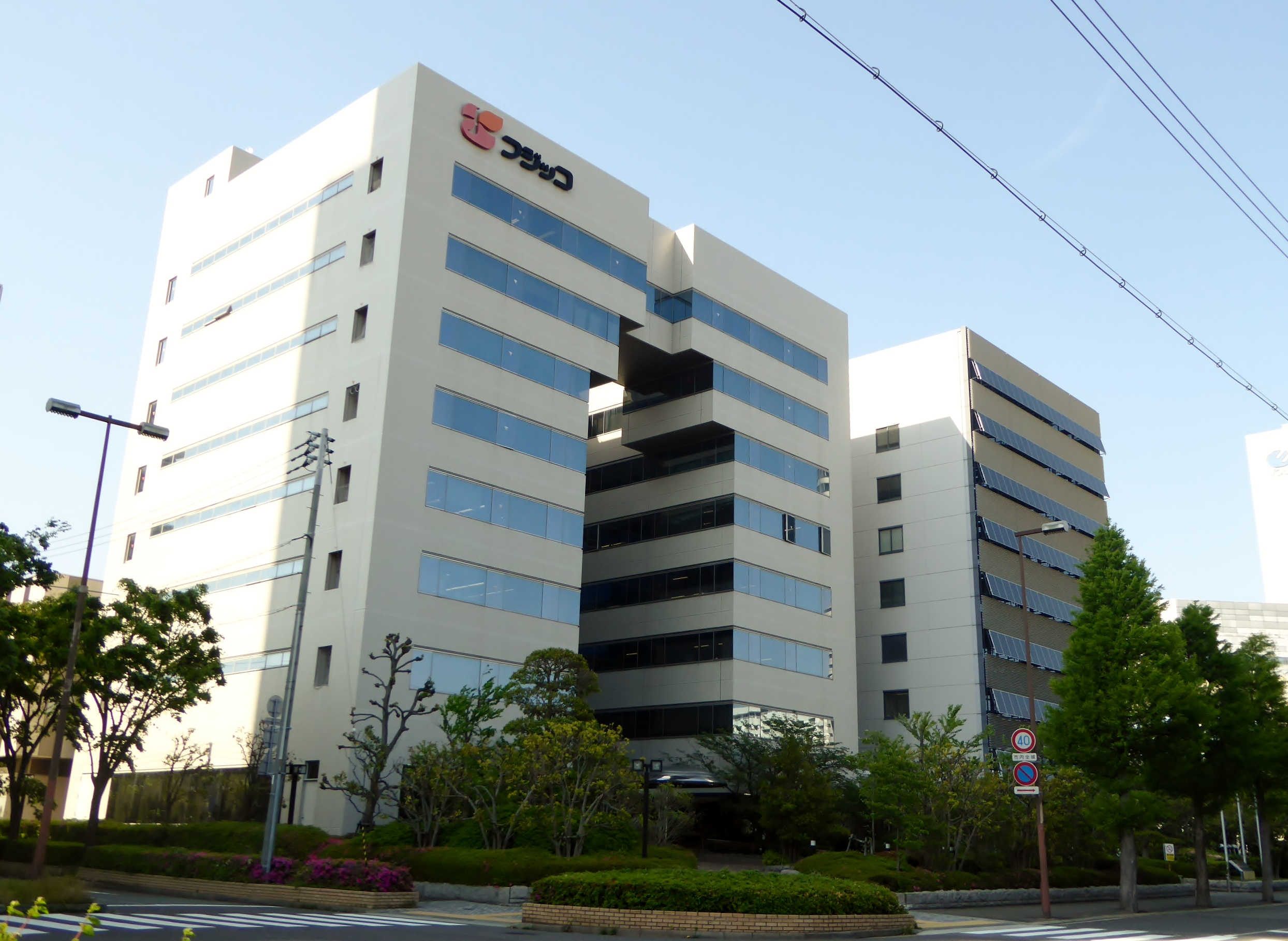
フジッコ本社
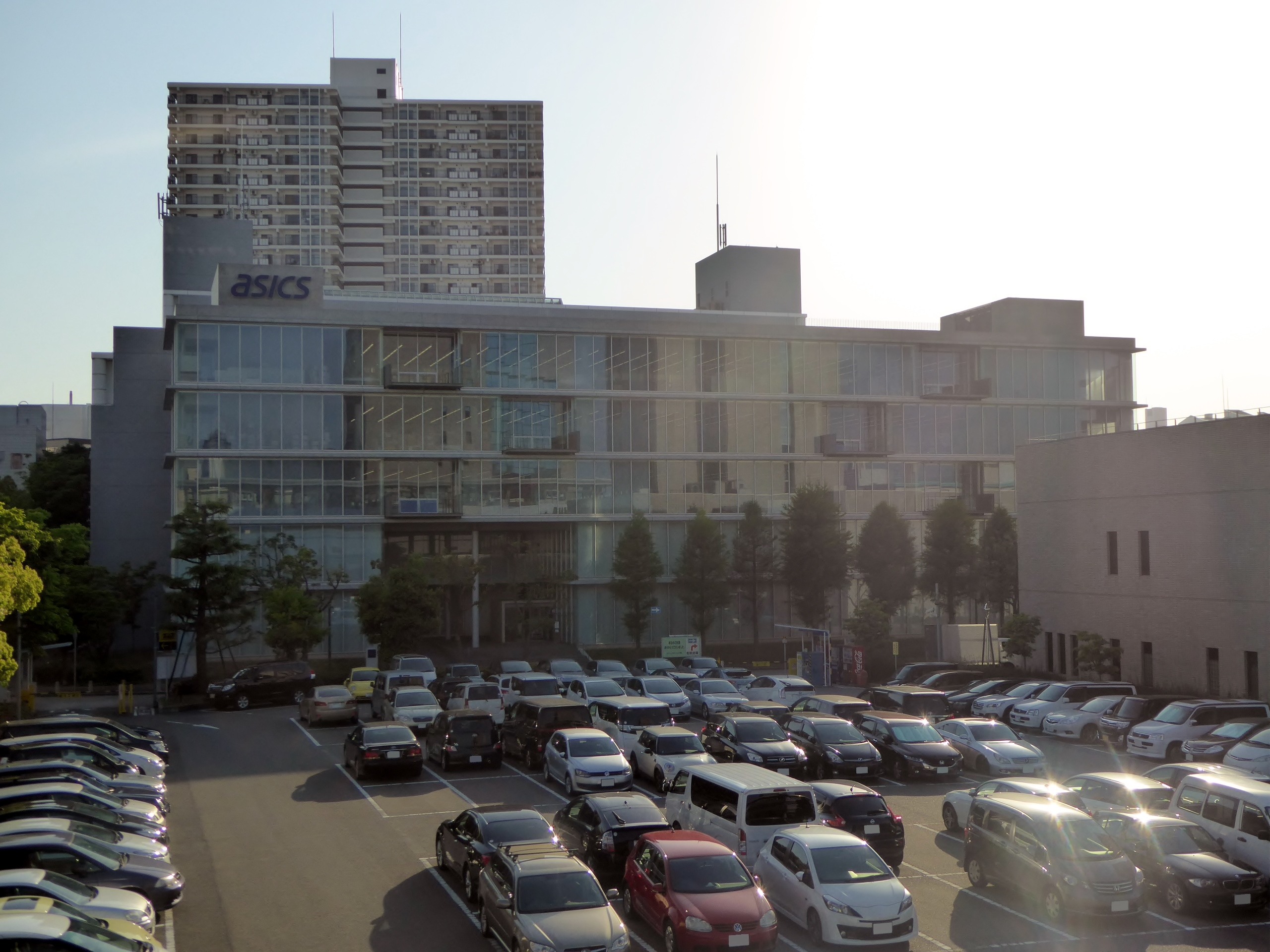
アシックス本社
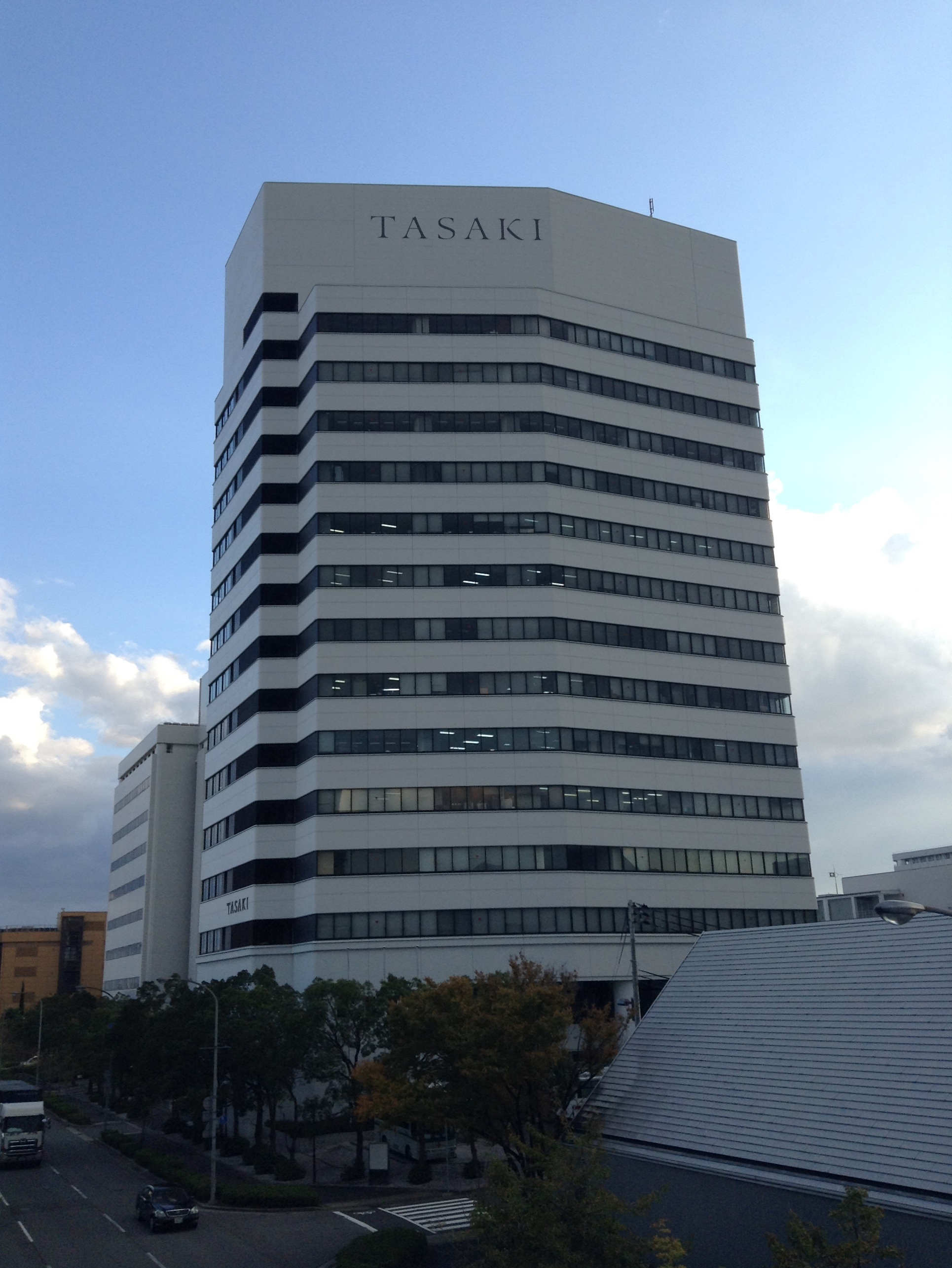
TASAKIジュエリービル（本社）
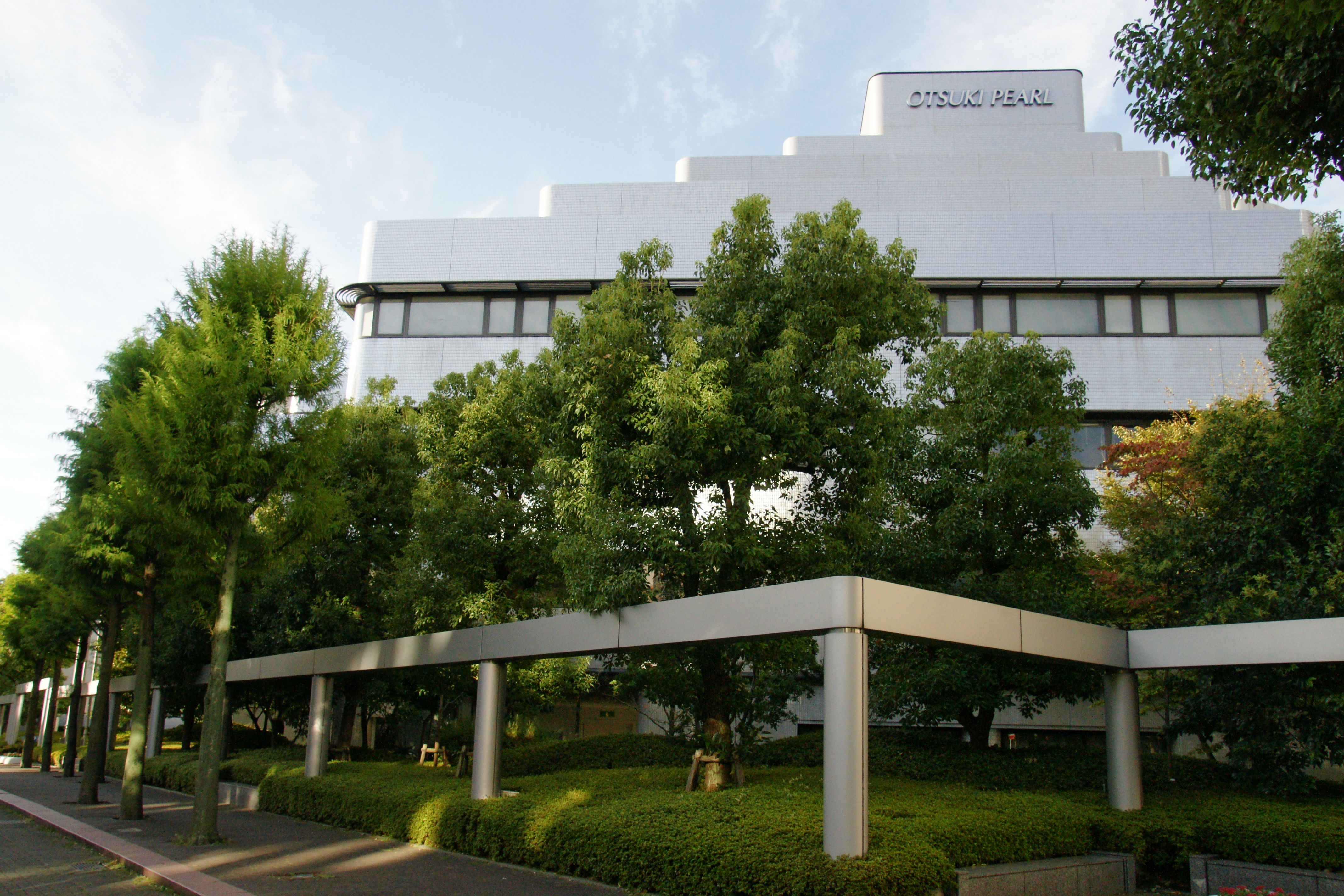
大月真珠本社
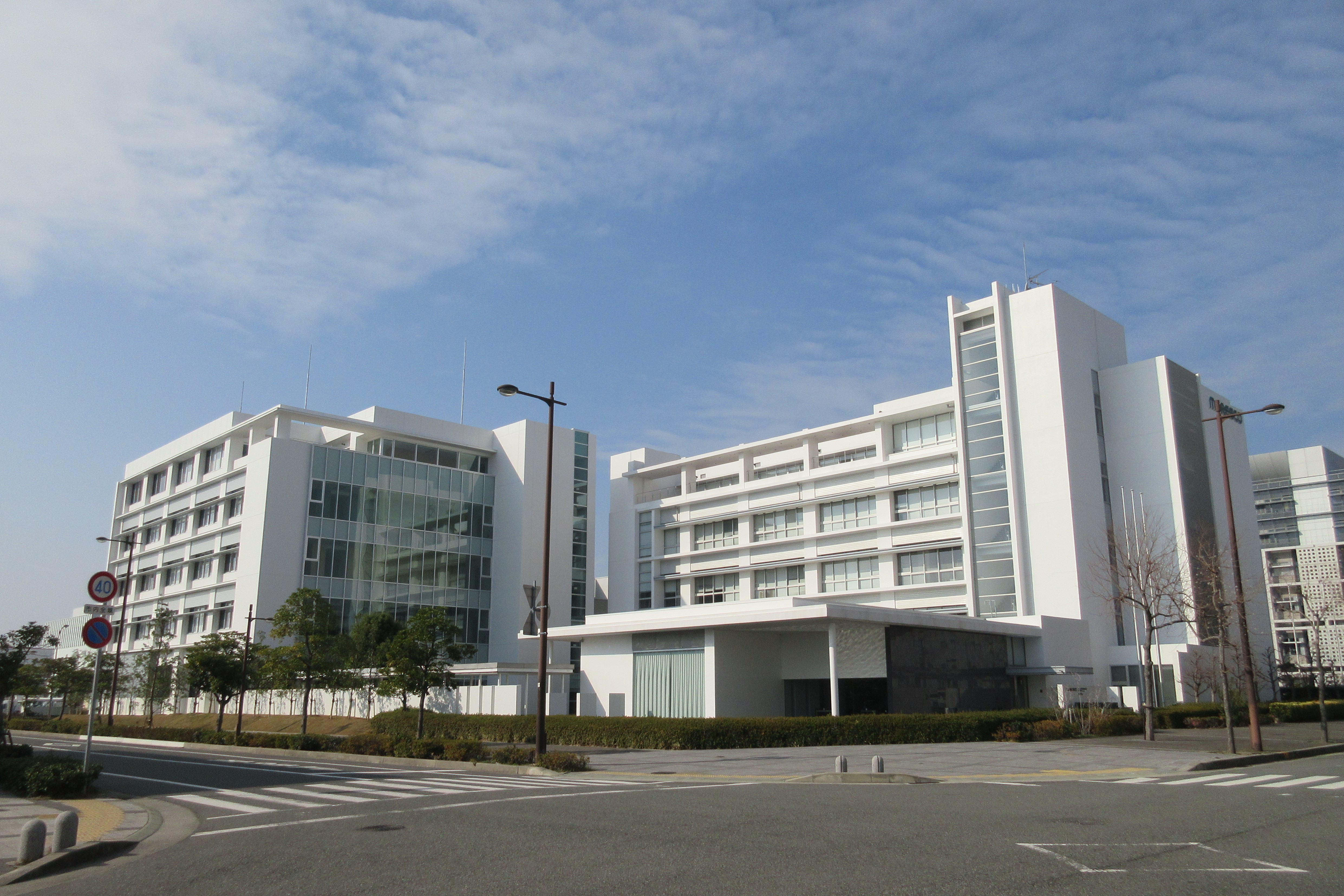
MORESCO本社・研究センター
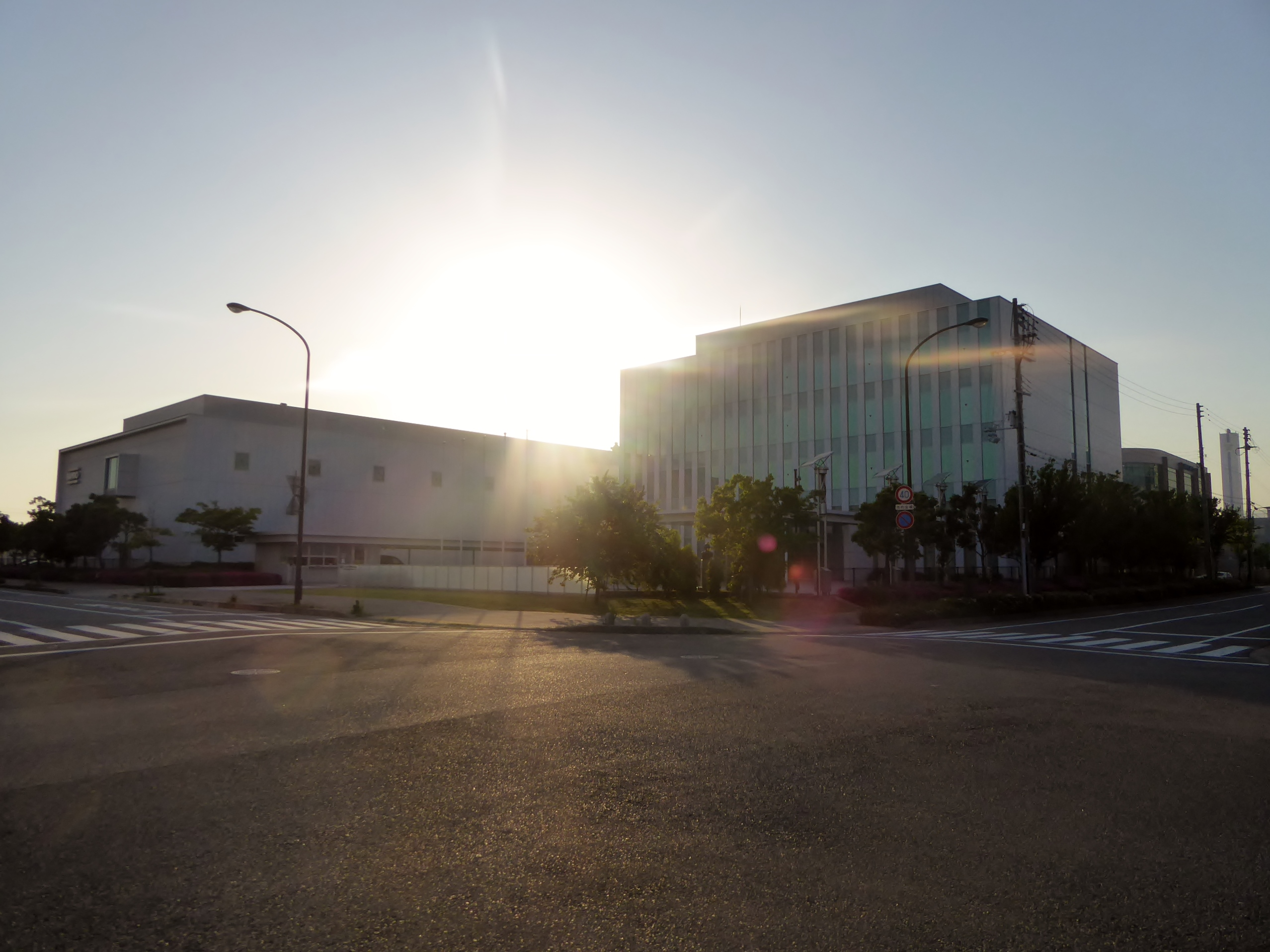
バンドー化学本社
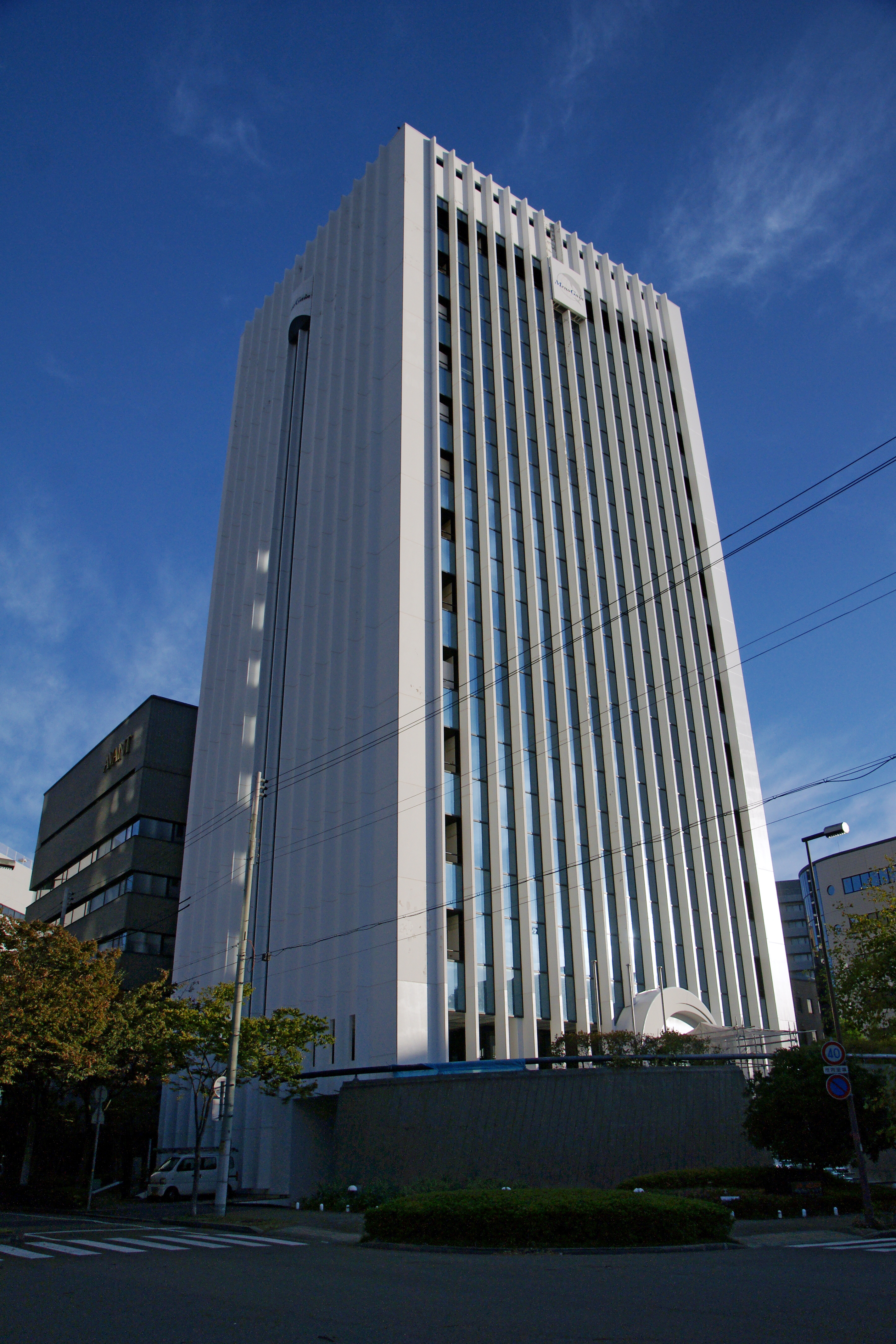
メノガイア本社
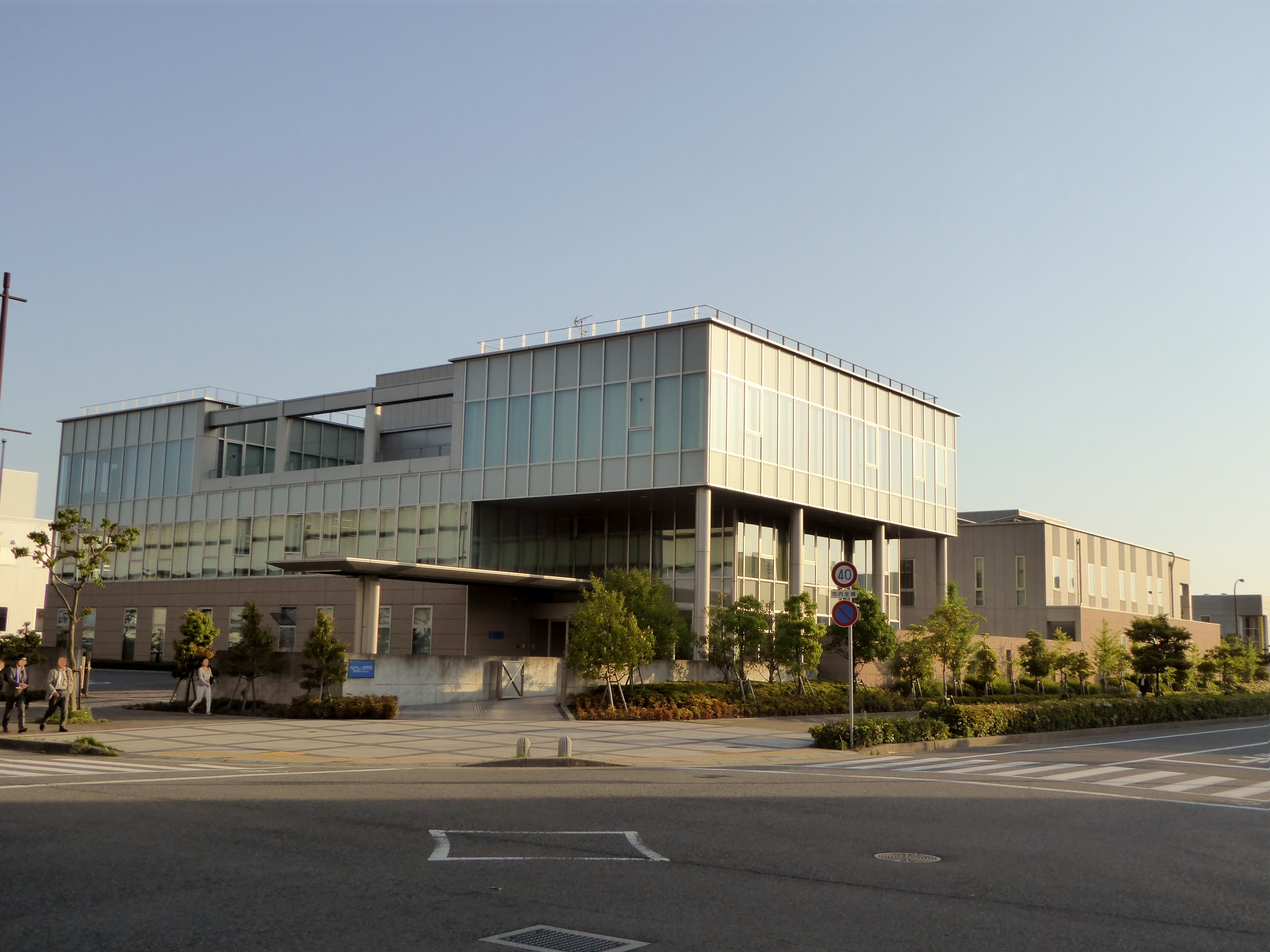
オフテクス本社
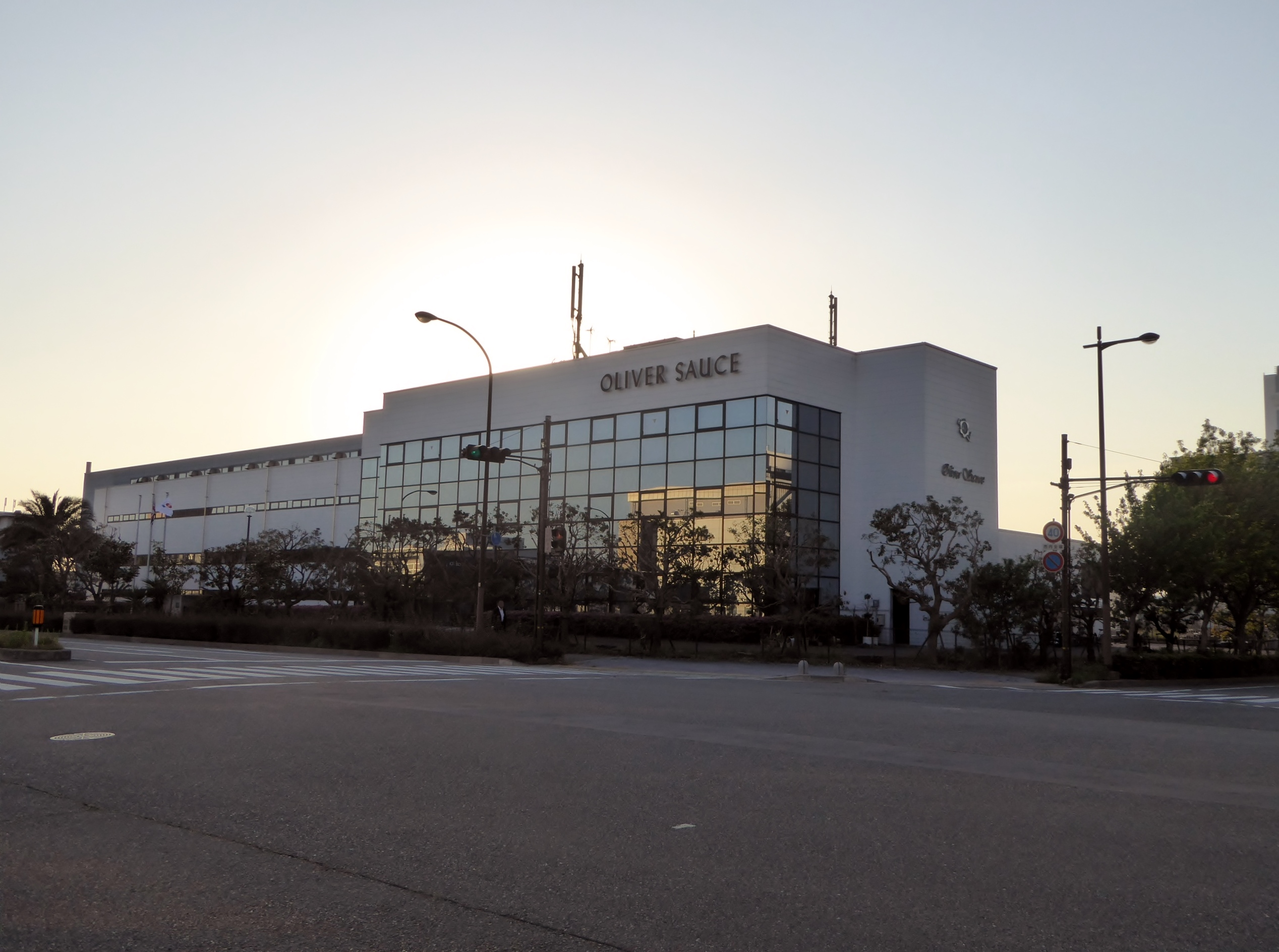
オリバーソース本社・工場
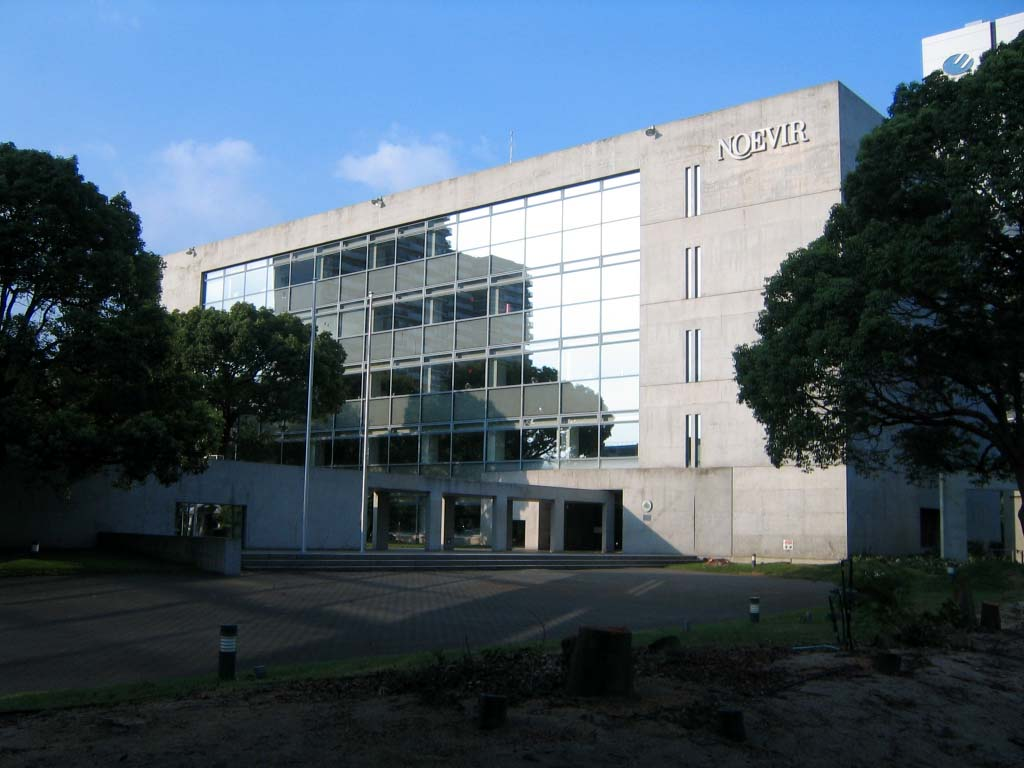
ノエビア神戸ビル（本社）
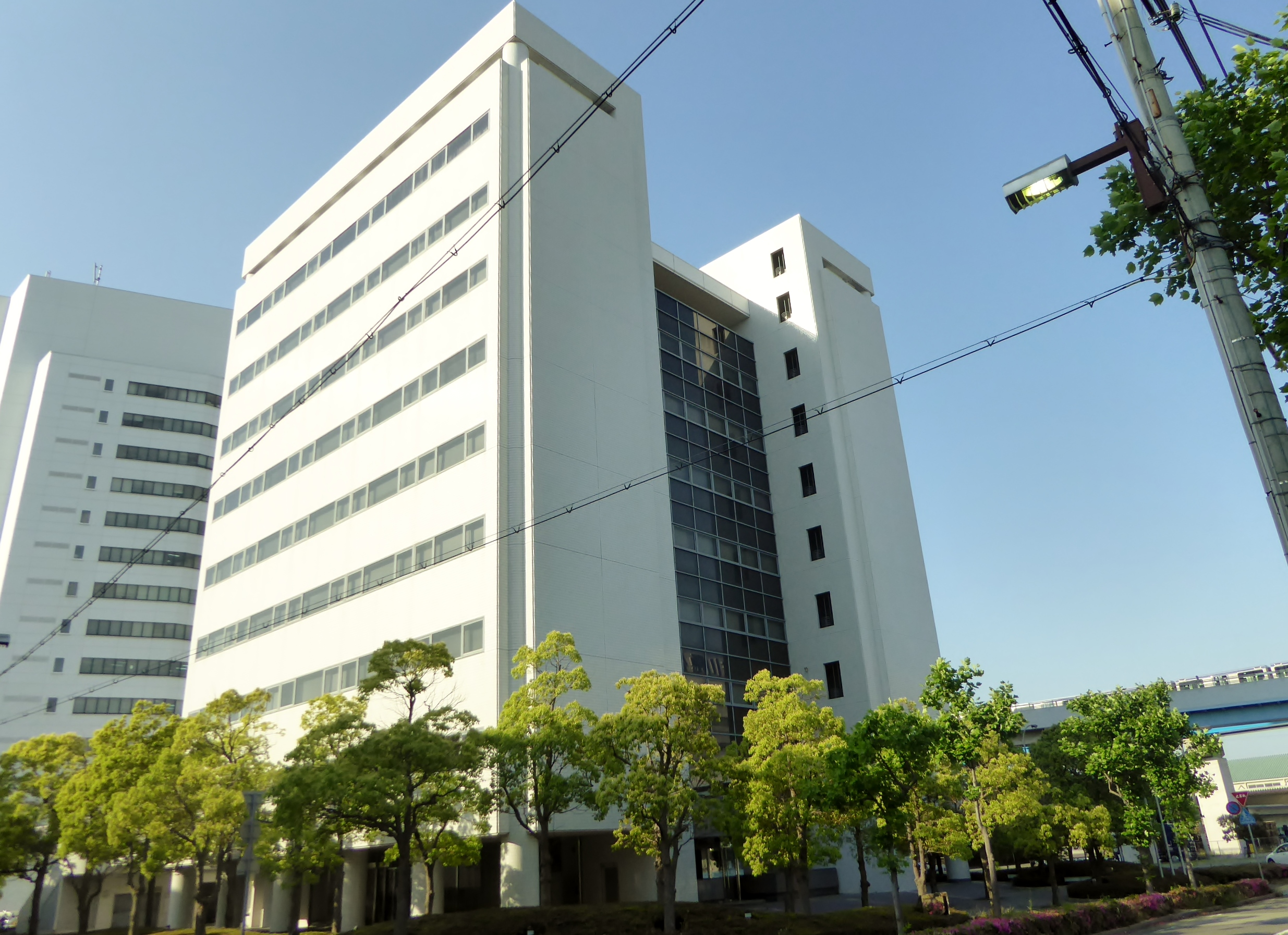
コナミ神戸ビル

### 交通関連施設
| - 海上保安庁大阪湾海上交通センター - 神戸大橋・ポートピア大橋 - 神戸港港島トンネル - 神戸空港連絡橋（神戸スカイブリッジ） - 神戸新交通本社・中埠頭車両基地 - 株式会社OMこうべ海上アクセス事業部（神戸-関空ベイ・シャトル） - 神戸交通振興ポートアイランド営業所 - 日本交通神戸営業所 - 神姫バス神戸営業所ポートアイランド車庫・神姫観光バス神戸営業所 | - 西日本JRバス神戸営業所 - 大阪バス神戸営業所 - 東豊観光神戸営業所 - 神戸バス本社 - 神戸フェリーバス本社 - 神戸エムケイ本社営業所・エムケイ観光バス神戸営業所 - 国際興業神戸神戸営業所 - 神戸国際コンテナターミナル |

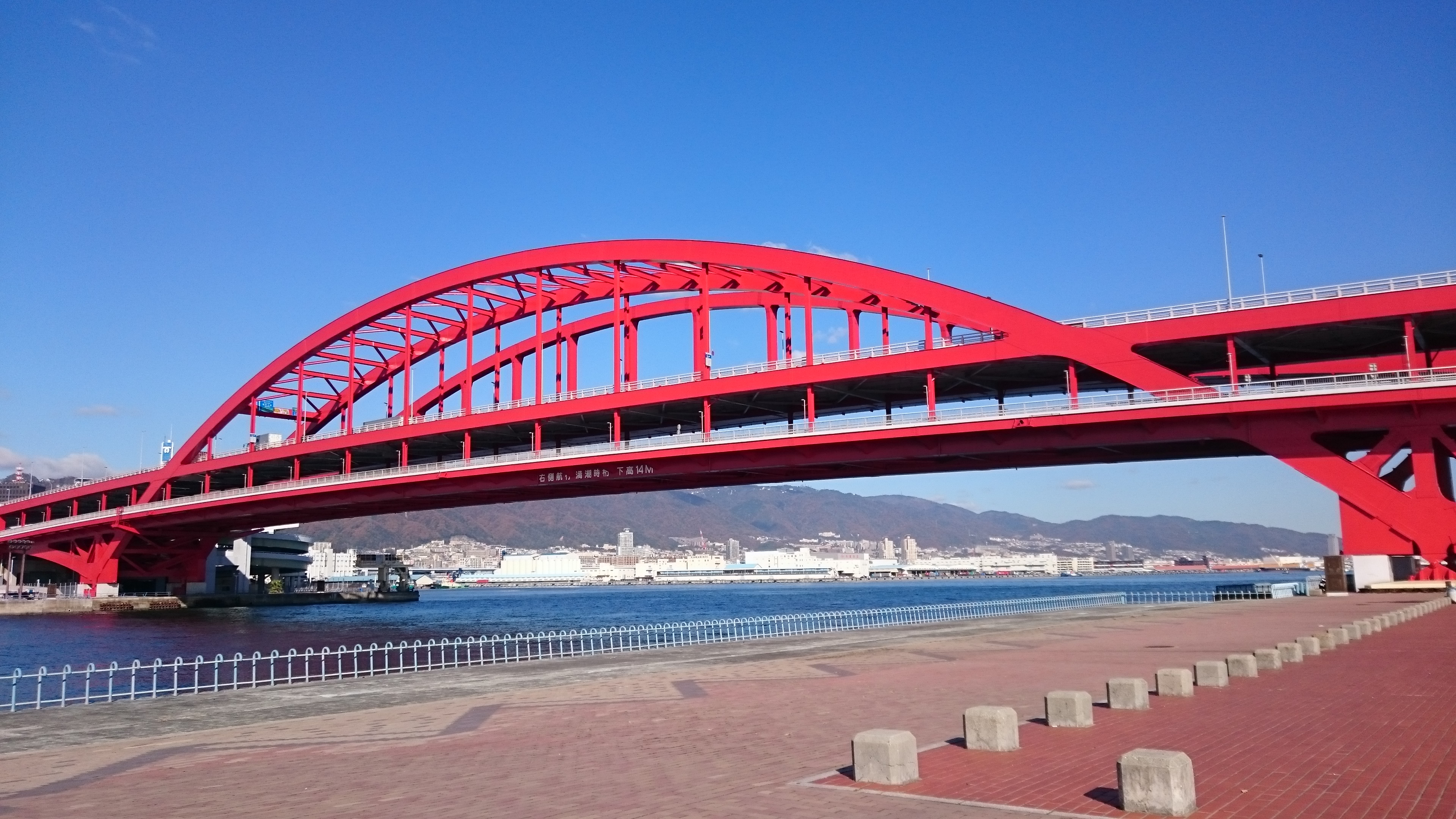
神戸大橋
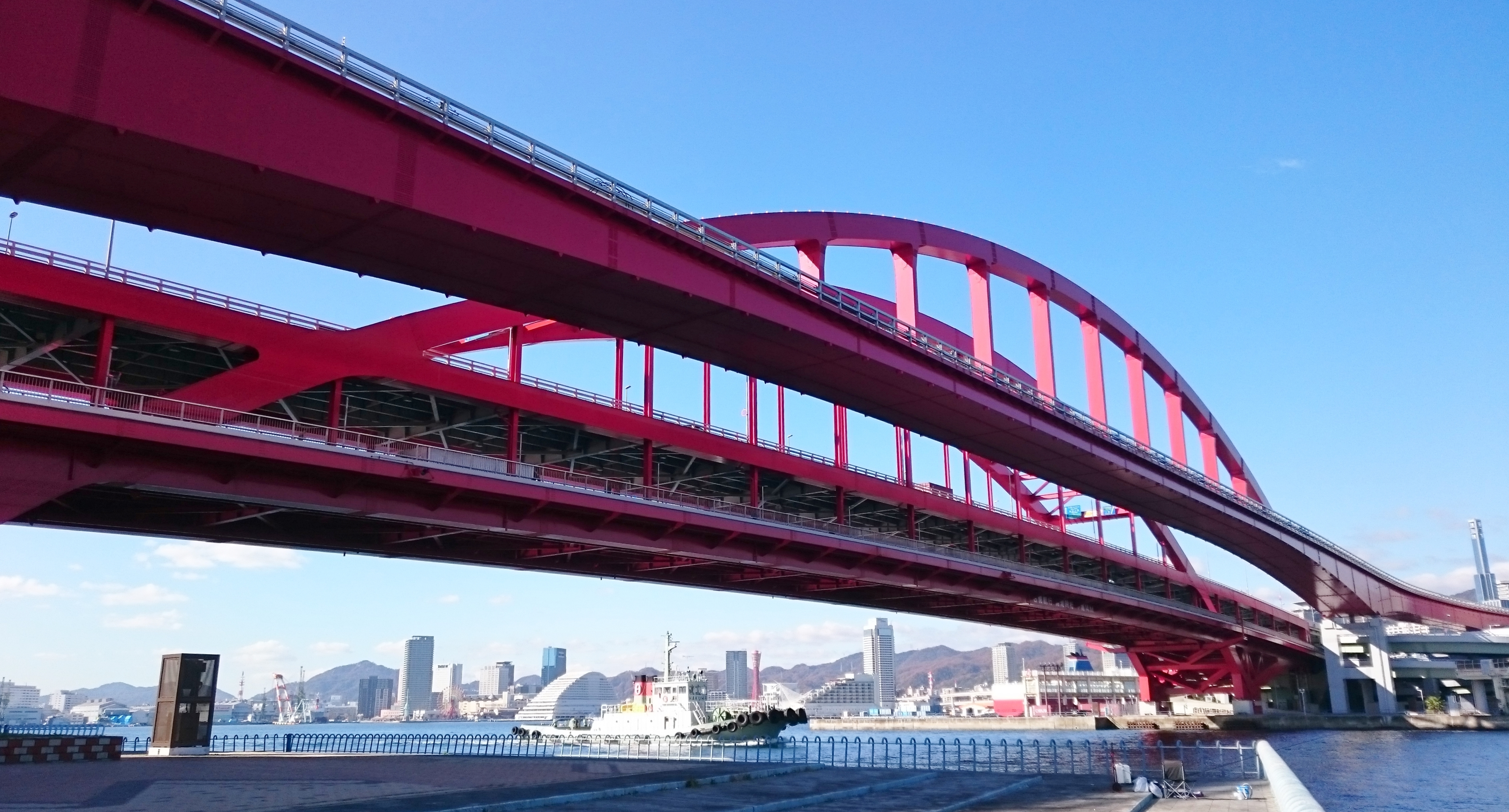
ポートピア大橋
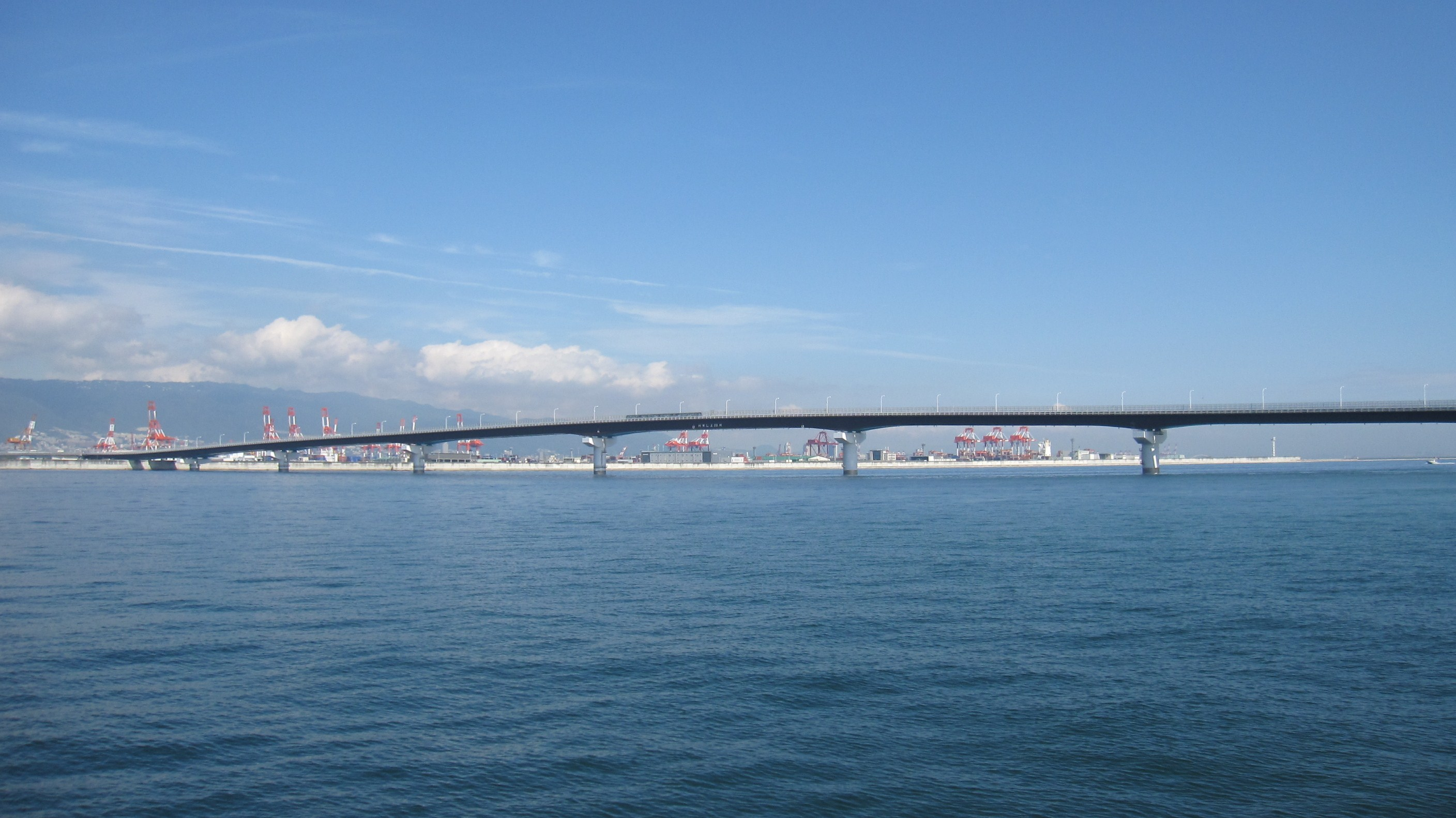
神戸スカイブリッジ
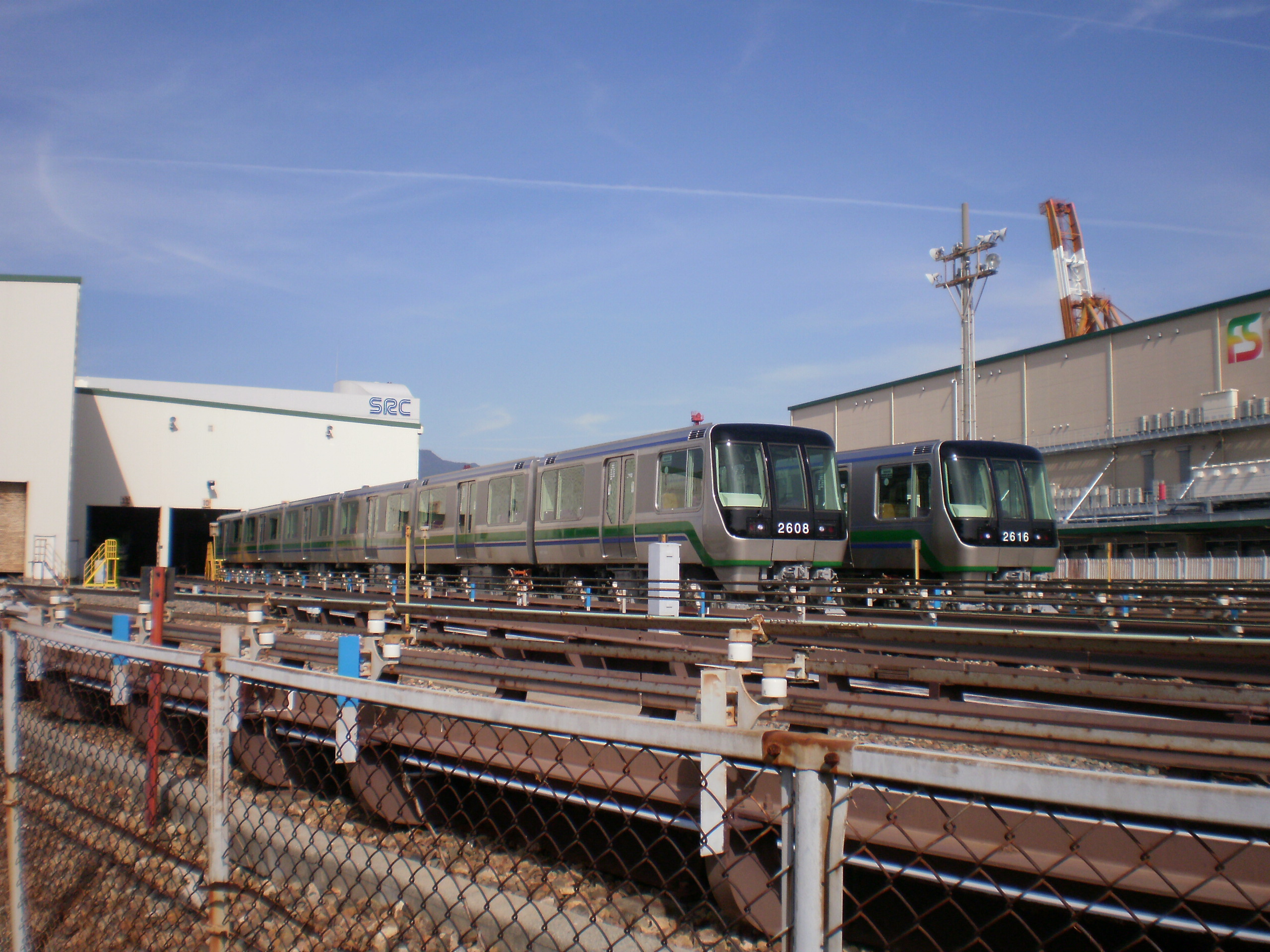
中埠頭車両基地
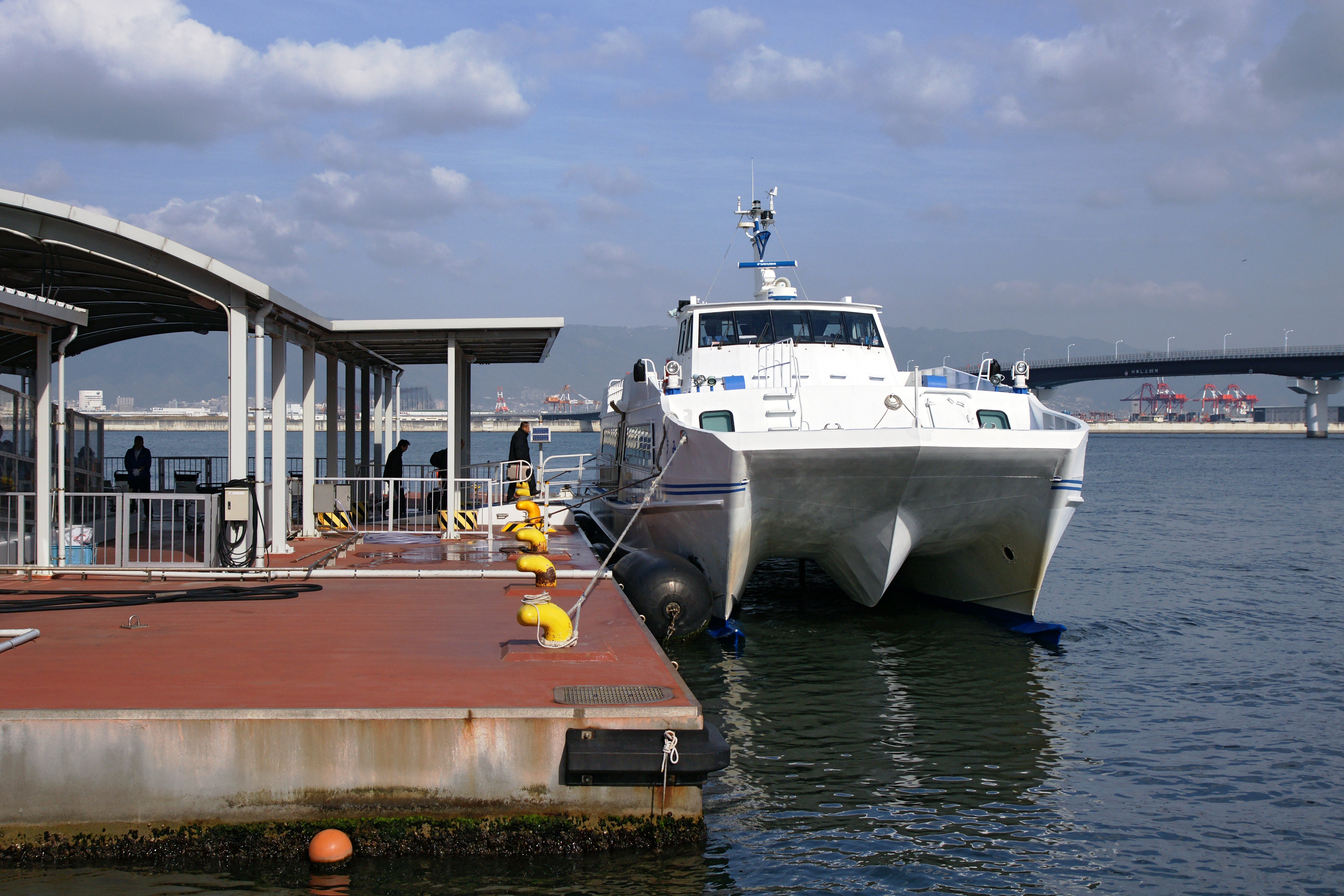
神戸-関空ベイ・シャトル

### 教育施設
| - 神戸女子大学・神戸女子短期大学 ポートアイランドキャンパス - 神戸学院大学 ポートアイランドキャンパス - 兵庫医科大学 神戸キャンパス - 甲南大学 ポートアイランドキャンパス - 神戸大学 インキュベーションセンター - 兵庫県立大学 神戸情報科学キャンパス - 神戸市看護大学短期大学部 - 1981年 - 2007年まで所在 - 神戸夙川学院大学 - 2007年 - 2015年に所在 - 夙川学院短期大学 - 2013年 - 2019年に所在 - 港湾職業能力開発短期大学校神戸校（ポリテクカレッジ神戸港） | - 神戸学院大学附属高等学校 - 2016年移転開校 - 夙川学院中学校・高等学校 - 2016年 - 2019年に所在 - 神戸学院大学付属中学校 - 2017年開校 - 神戸市立義務教育学校港島学園 - 2016年に小中一貫校として開校 - 旧神戸市立港島中学校・神戸市立港島小学校 - 神戸市立港島幼稚園 - ポートピア保育園 - 成晃ひかり保育園 - みなとじまCOCORO保育園 |

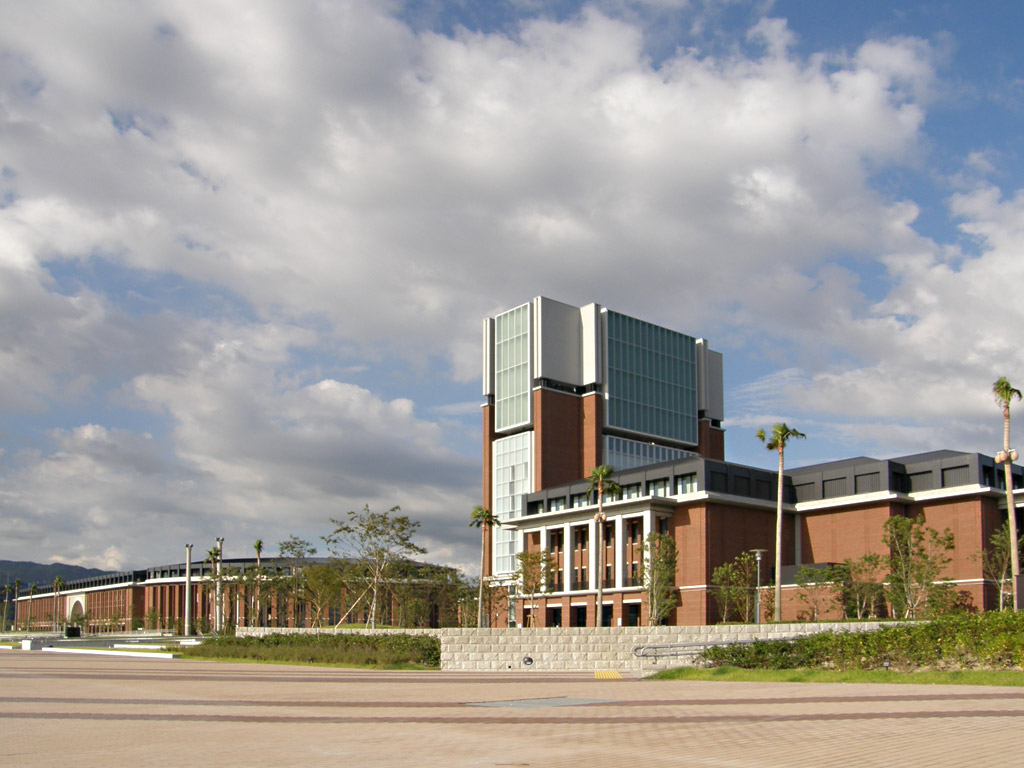
神戸学院大学
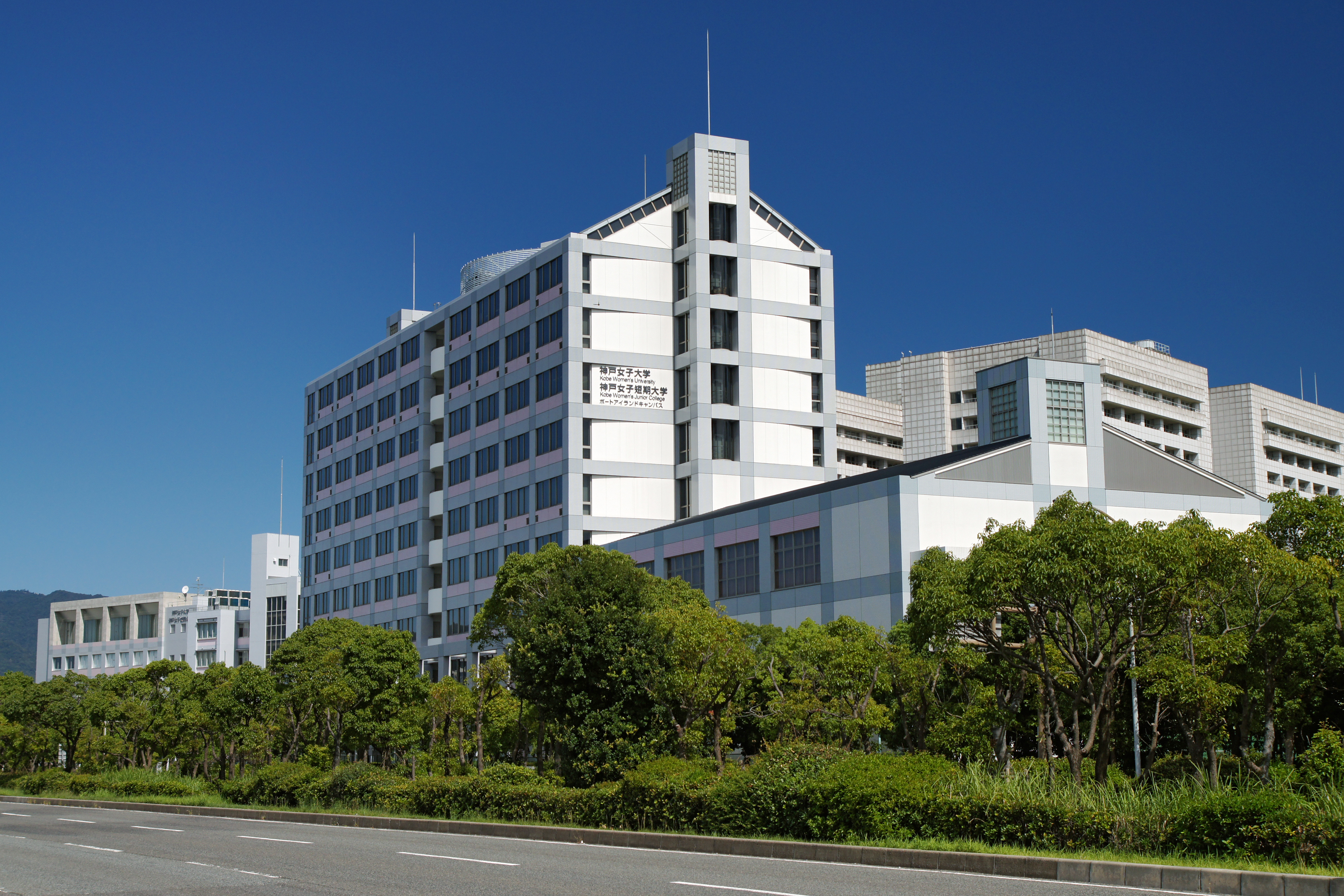
神戸女子大学
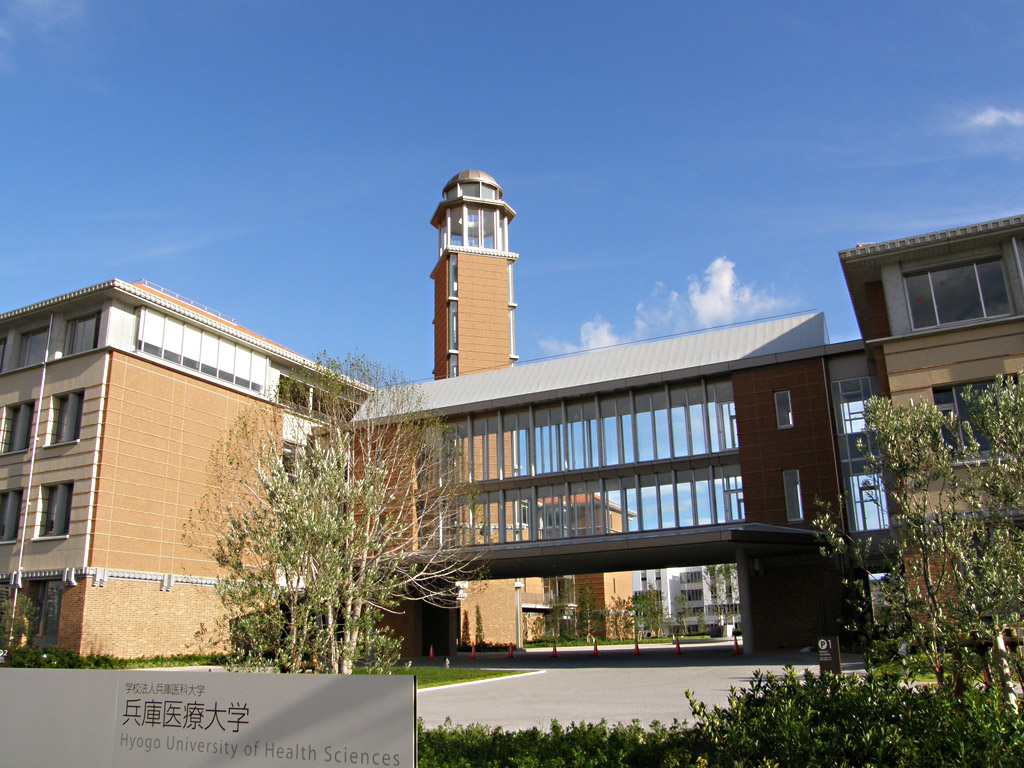
兵庫医科大学神戸キャンパス
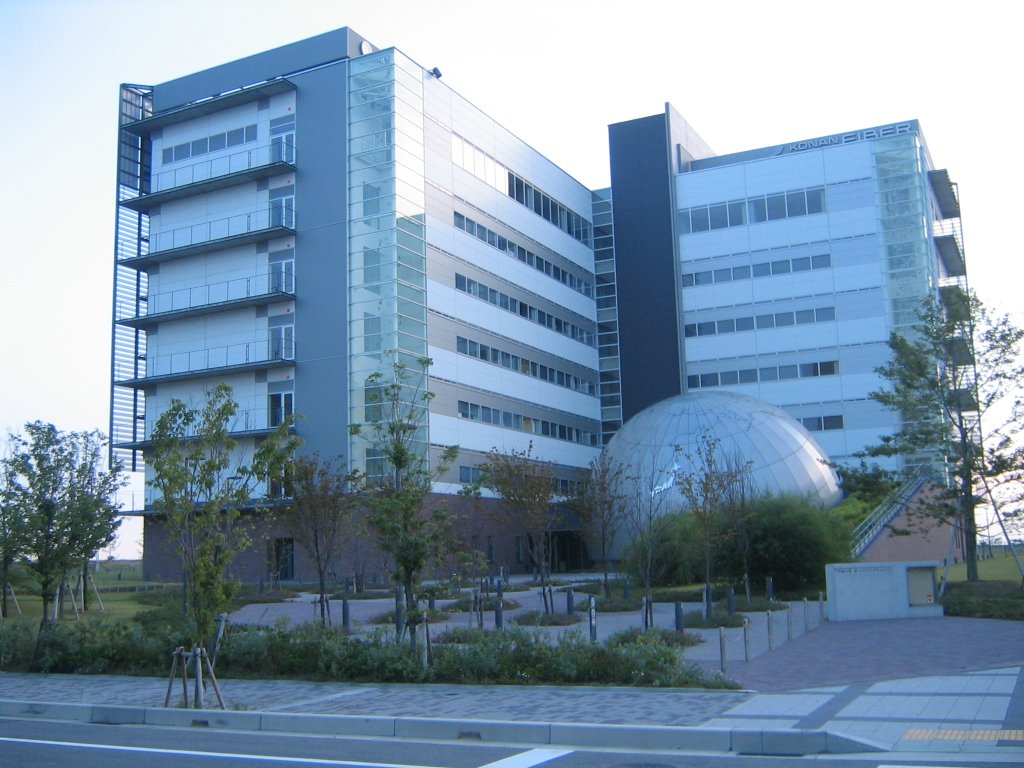
甲南大学ポートアイランドキャンパス（FIRST）
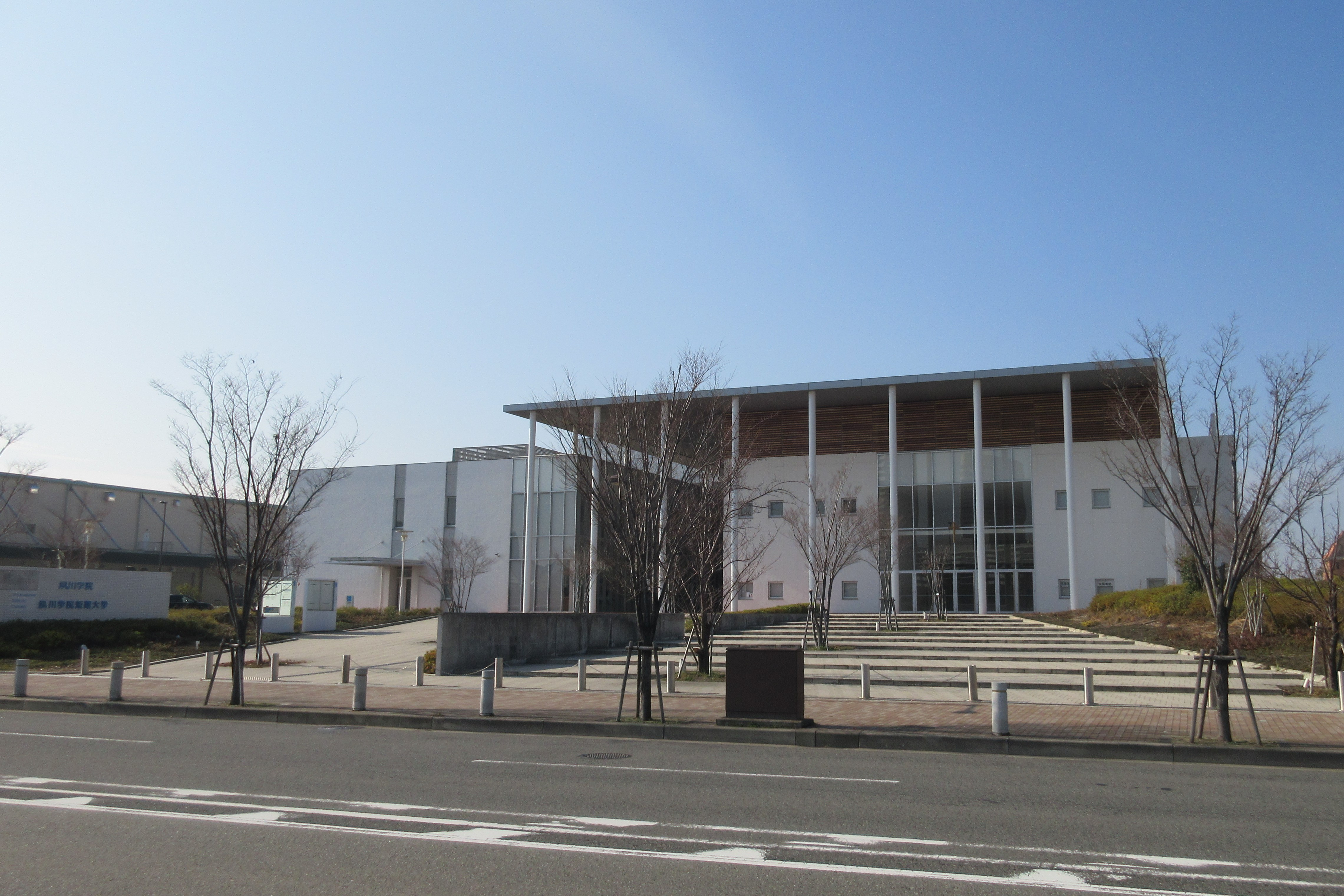
夙川学院中学校・高等学校
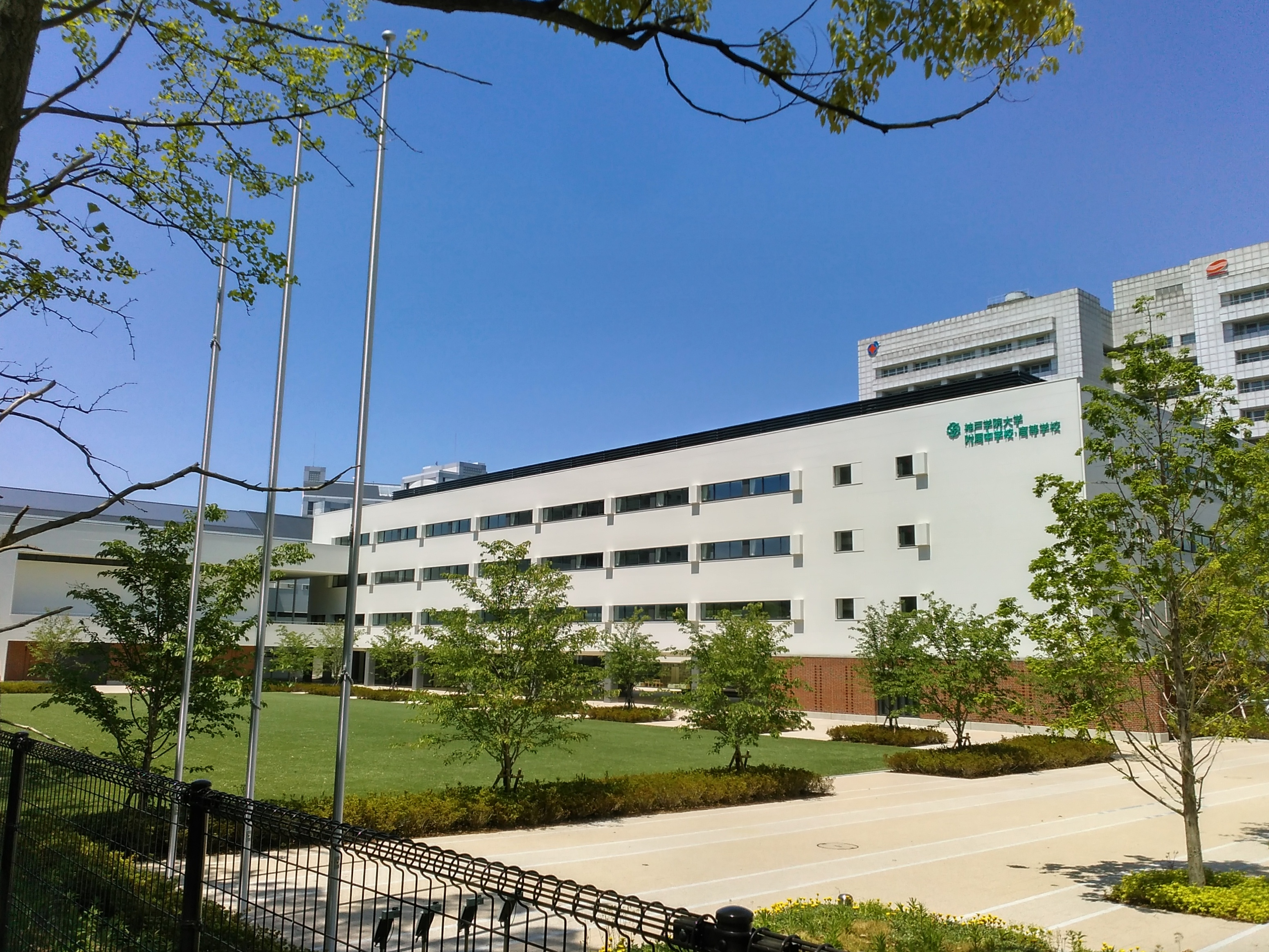
神戸学院大学附属中学校・高等学校
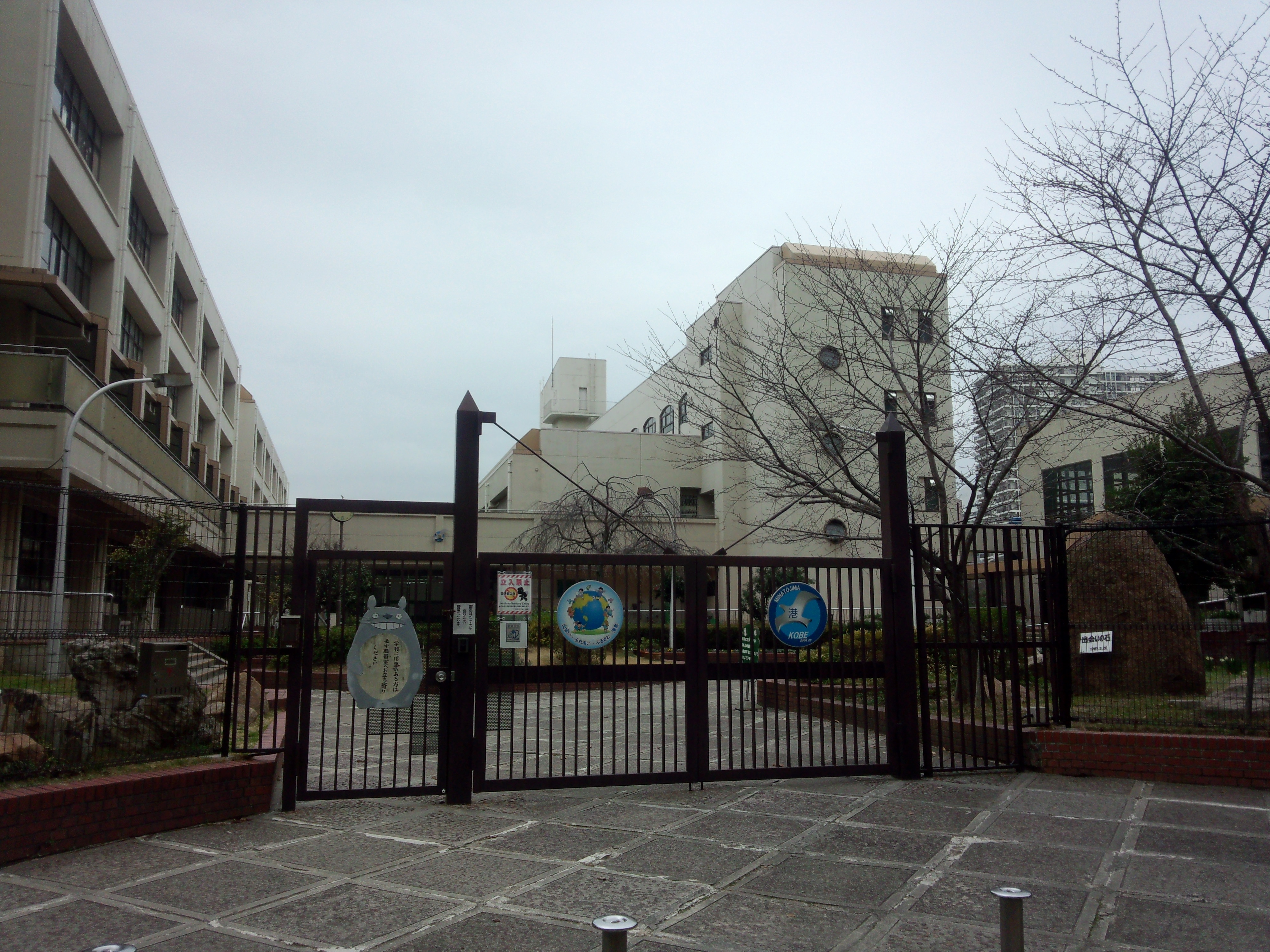
神戸市立義務教育学校港島学園・前期課程（元・港島小学校）
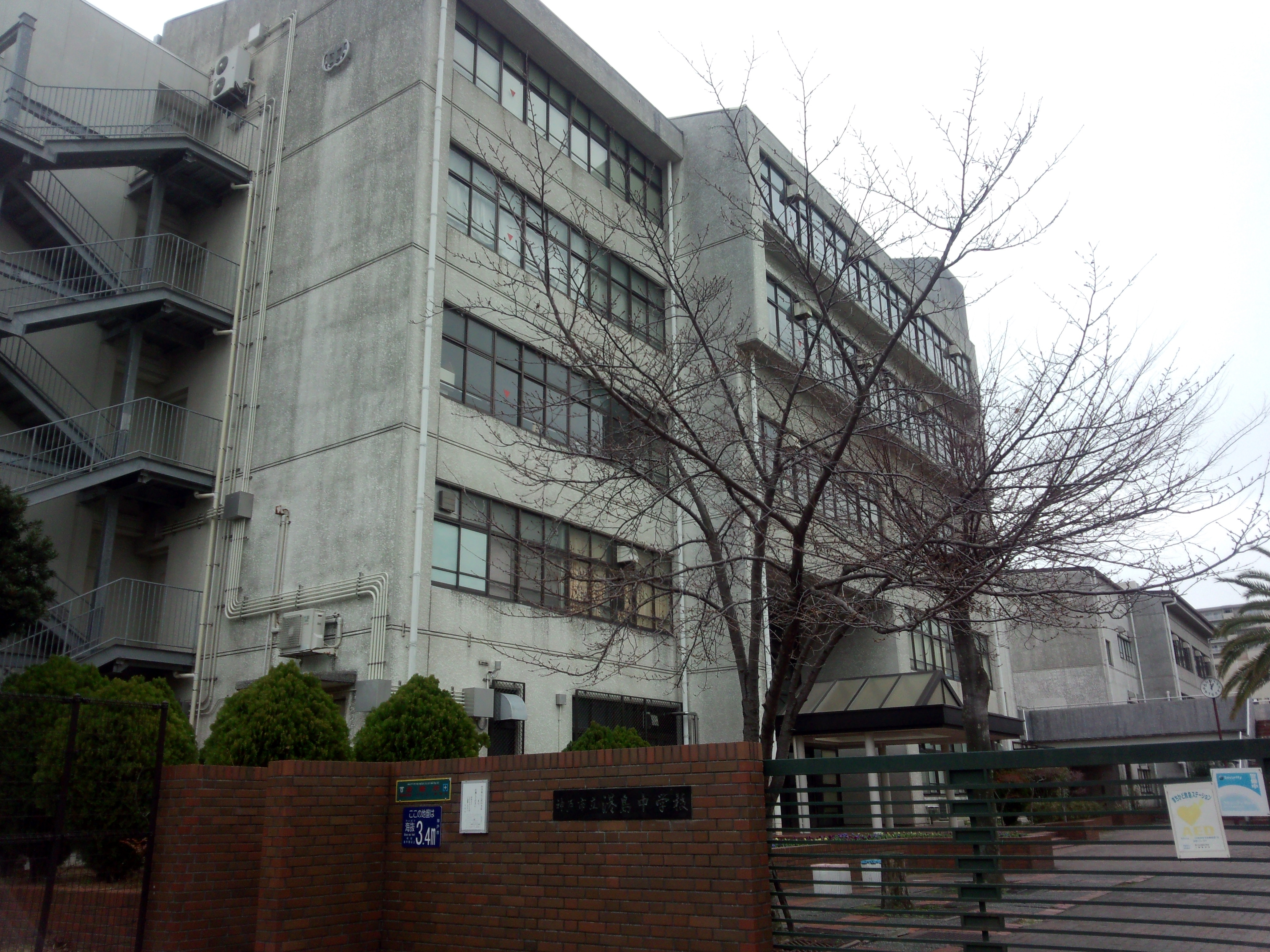
神戸市立義務教育学校港島学園・後期課程（元・港島中学校）

### 公園・緑地
| - ポートアイランド北公園 - ポートアイランド中公園 - ポートアイランド南公園、希望・ドリーム球場 - ポートアイランド西公園（ポーアイしおさい公園） - ポートアイランド中央緑地公園 - ポートアイランドCATパーク | - ポートアイランド第2期西緑地 - ポートアイランド北ひまわり広場 - 港島東児童公園、サッカーグラウンド - 港島南球技場 |

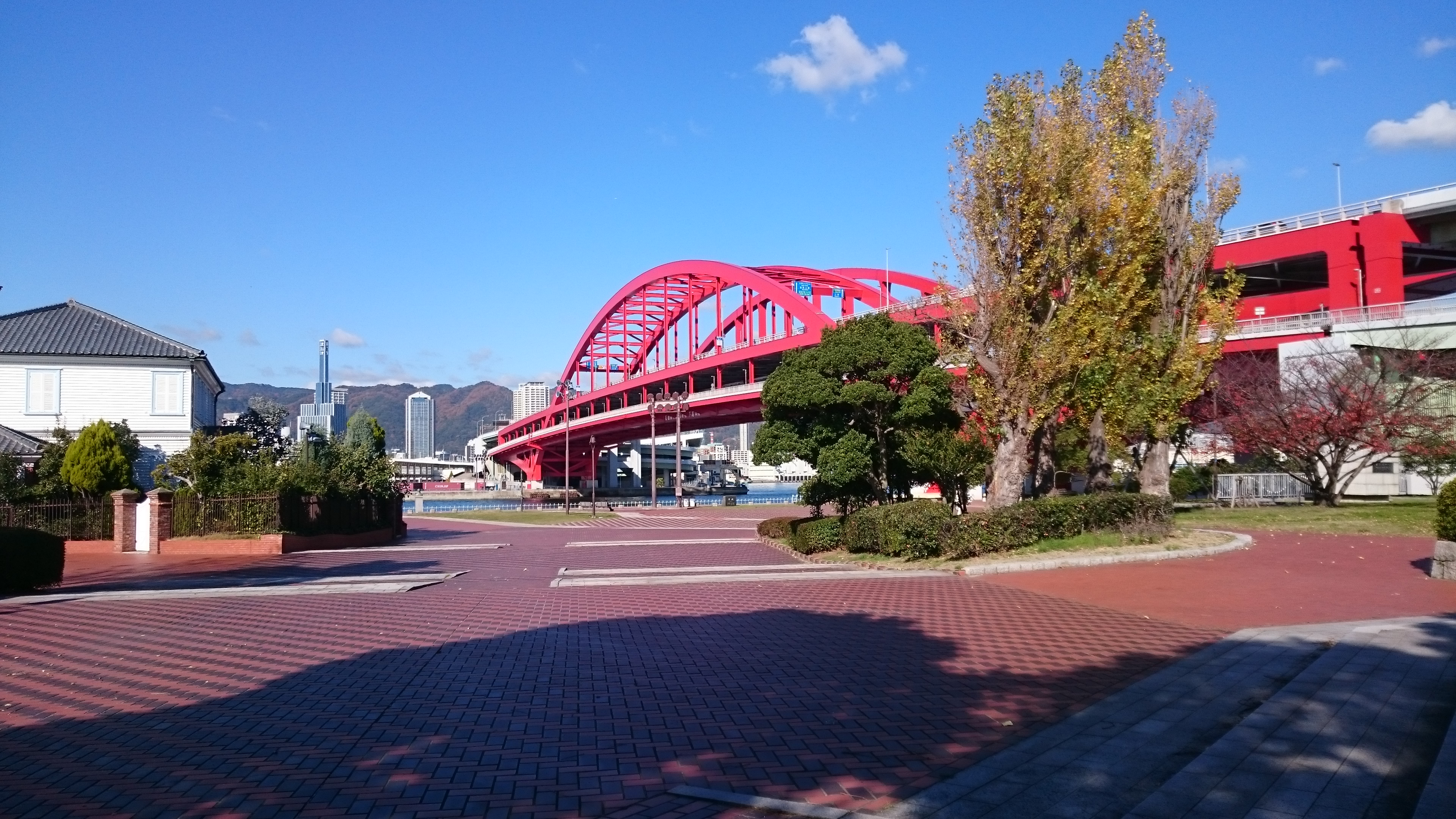
ポートアイランド北公園
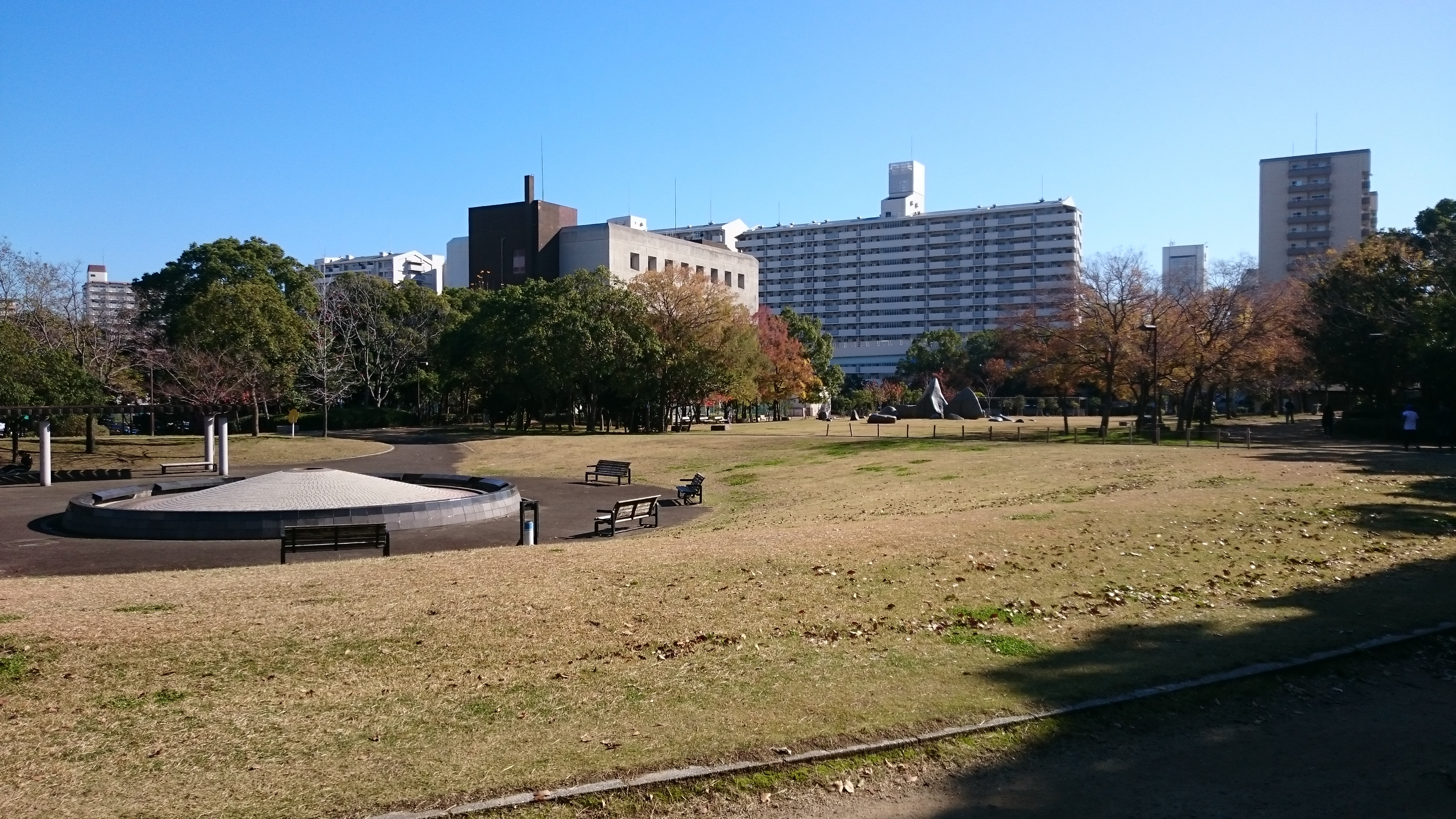
ポートアイランド中公園
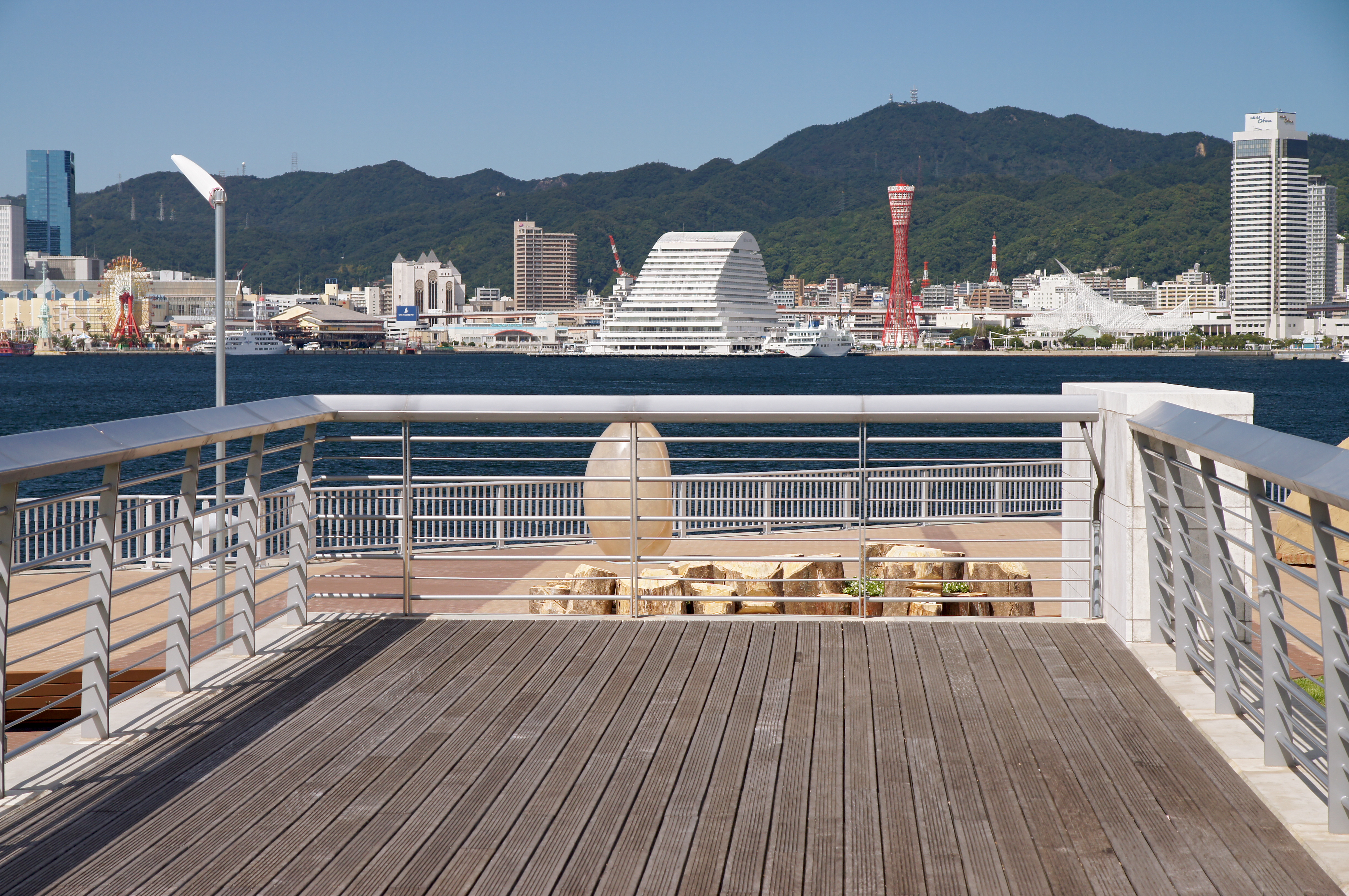
ポーアイしおさい公園

### 公共施設
| - 神戸水上警察署 - 神戸市水上消防署 - 神戸市立医療センター中央市民病院 - 2011年7月に現在地へ移転し開院 - 神戸市立神戸アイセンター病院（眼科専門の公立病院）- 2017年12月開院 - 兵庫県立こども病院 - 2016年5月現在地へ移転し開院 - 神戸マリナーズ厚生会 ポートアイランド病院 - 2012年3月開院（元・神戸市立医療センター中央市民病院） - 先端医療センター病院 - チャイルド・ケモ・ハウス - 西記念ポートアイランドリハビリテーション病院 - あんしん病院 - 介護老人保健施設 神戸ポートピアステイ - 介護老人福祉施設 ぽー愛 - 医療法人敬愛会 ポートピアシルバーホーム - 港島あんしんすこやかセンター | - 神戸市職員会館・みなとじま会館 - 港島児童館 - 港島ふれあいセンター - 神戸港島クリーンセンター - 神戸ヘリポート - 神戸インキュベーションオフィス（元・KCAT） - ポートアイランドビル - 北埠頭デッキプラザ（北埠頭ビル） - 神戸キメックセンタービル - 神戸医療イノベーションセンター (KCMI) - 神戸港湾技能研修センター - ポートアイランドドライビングスクール (PIDS/PIDS SQUARE) - ポートアイランドスポーツセンター - ポートアイランドゴルフクラブ |

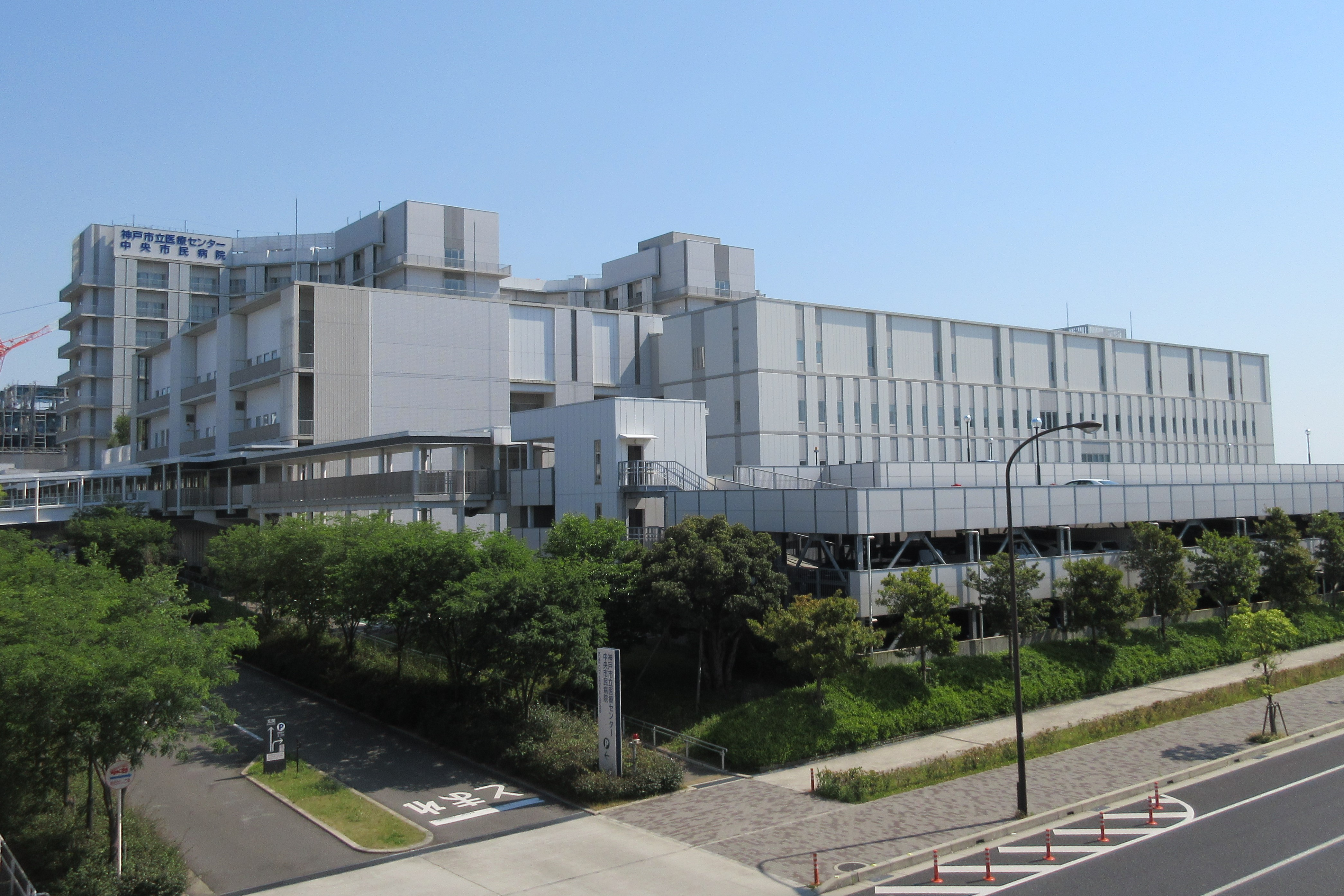
神戸市立医療センター中央市民病院
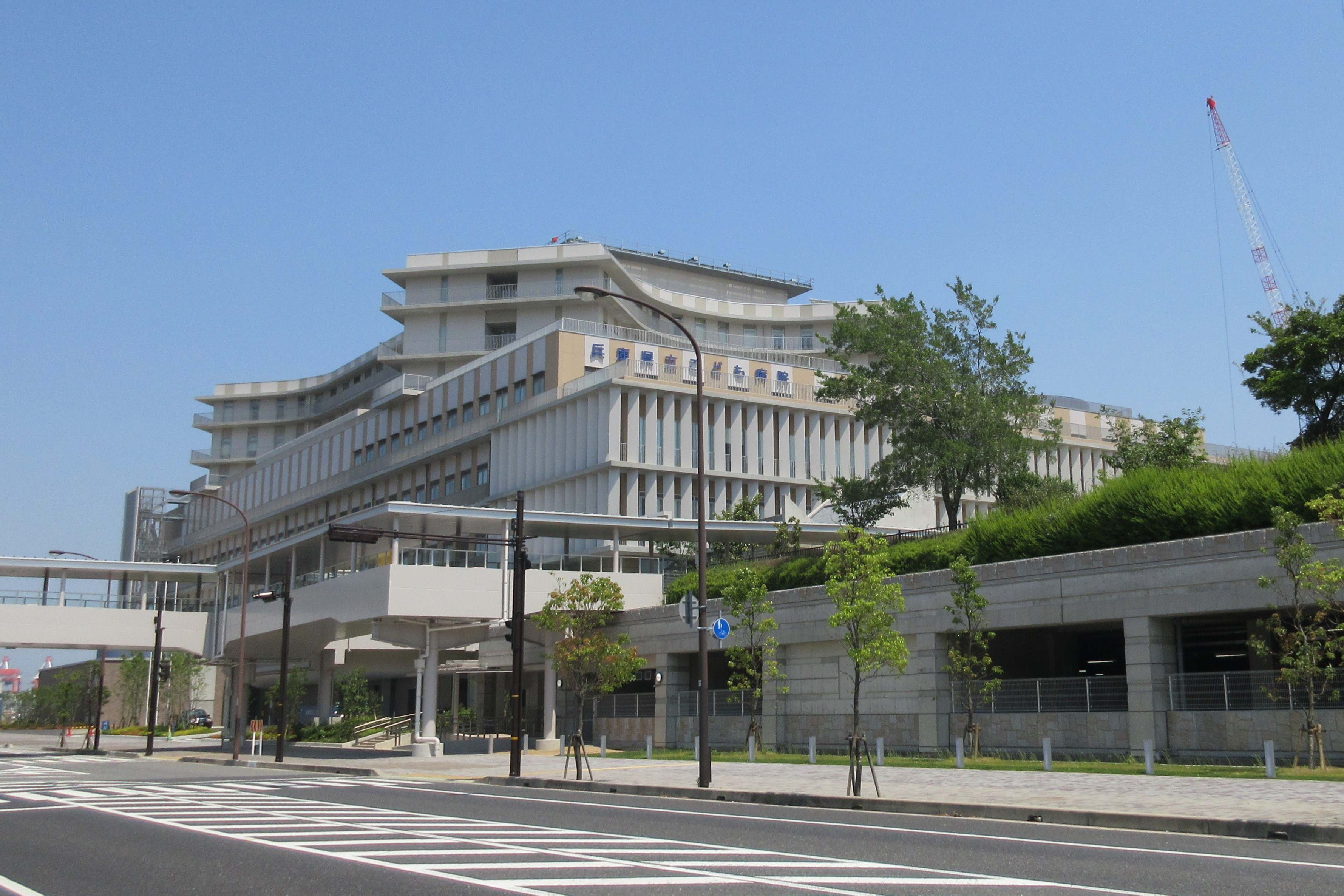
兵庫県立こども病院
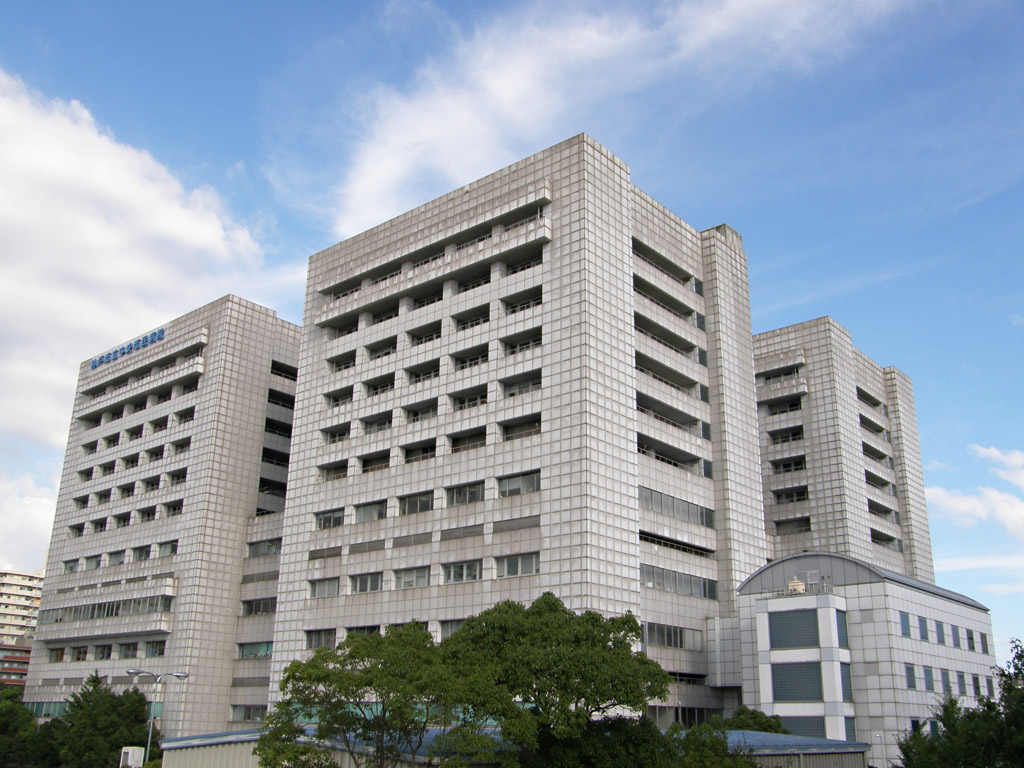
ポートアイランド病院
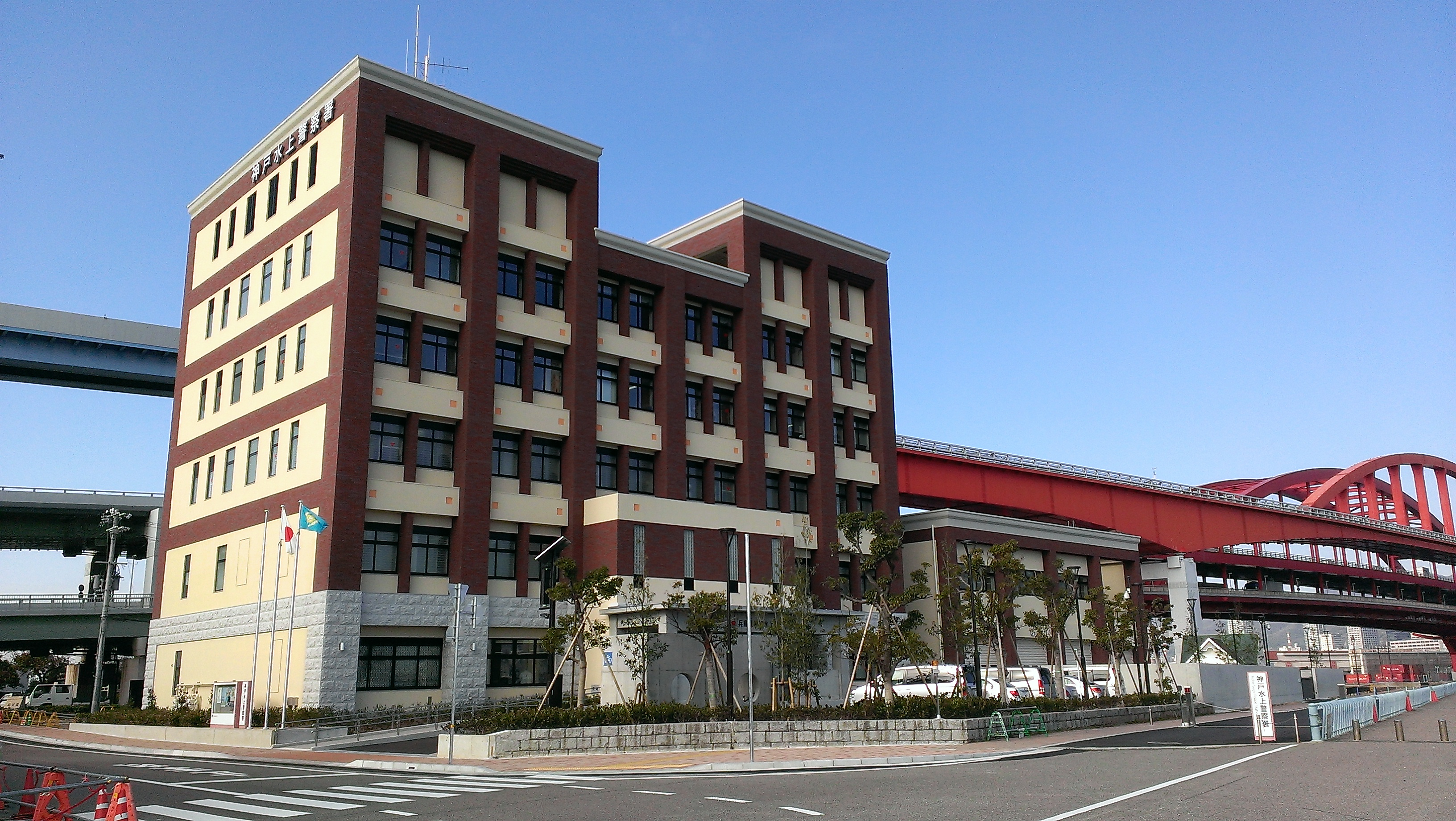
神戸水上警察署

## 交通

### 鉄道
根幹となる公共交通機関として1977年11月の港湾審議会第80回計画部会で、新しい都市のイメージを高めるために従来の鉄道ではなく新しい専用軌道方式（新交通システム）による輸送機関を採用することが計画された。1981年より世界初の無人運転システムとして神戸新交通が新規鉄道（軌道）路線で乗り入れている。軌道内に人が立ち入ることのできないよう全線で高架構造になっているほか、全駅に日本で初めてのフルスクリーンタイプのホームドアが設置されている。また、2006年には、南側沖合に完成した神戸空港やポートアイランド第2期のアクセスとして延伸・複線化された。
- 神戸新交通ポートアイランド線（ポートライナー）
中公園駅、みなとじま駅、市民広場駅、南公園駅、中埠頭駅、北埠頭駅、医療センター駅、計算科学センター駅

### BRT

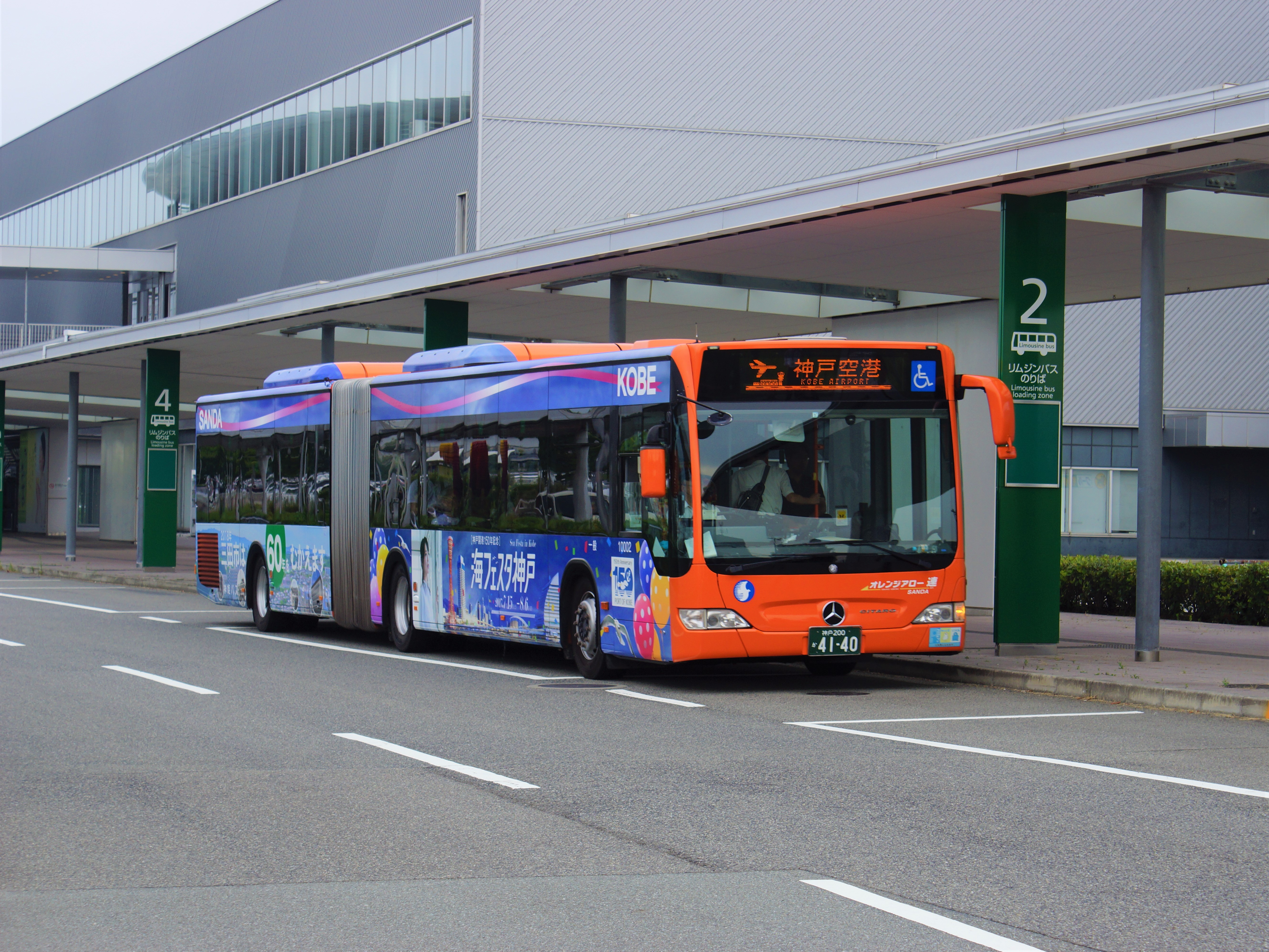
神戸空港に到着する連接バス

神戸市では新たな交通手段（LRT・BRT）の導入を2014年頃より検討しており、ポートアイランド方面でもポートライナーの混雑緩和や神戸空港の交通利便性向上などを図るため検討されている。2017年7月には、社会実験の一環として三宮 - 神戸空港間で連節バス運行を実施し、BRT 導入の検討を行う。今回の社会実験ではポートアイランド内に停留所は設けないが、本格的な営業運行を行う際には停留所設置を検討しアクセス向上を図る。将来的には新神戸 - 神戸空港間でも BRT の活用を検討している。

### 路線バス
- 神戸交通振興
  - ポーアイキャンパス線（三ノ宮駅前～神戸学院大学ポーアイキャンパス（KPC））
- 神姫バス
  - ポートアイランド線（三宮～MOL）（神戸駅南口～中央市民病院）
  - ポーアイキャンパス線（大久保駅～高丘～白水～三宮～神戸学院大学ポーアイキャンパス（KPC））（神戸学院大学有瀬キャンパス～神戸学院大学ポーアイキャンパス（KPC））

### 道路

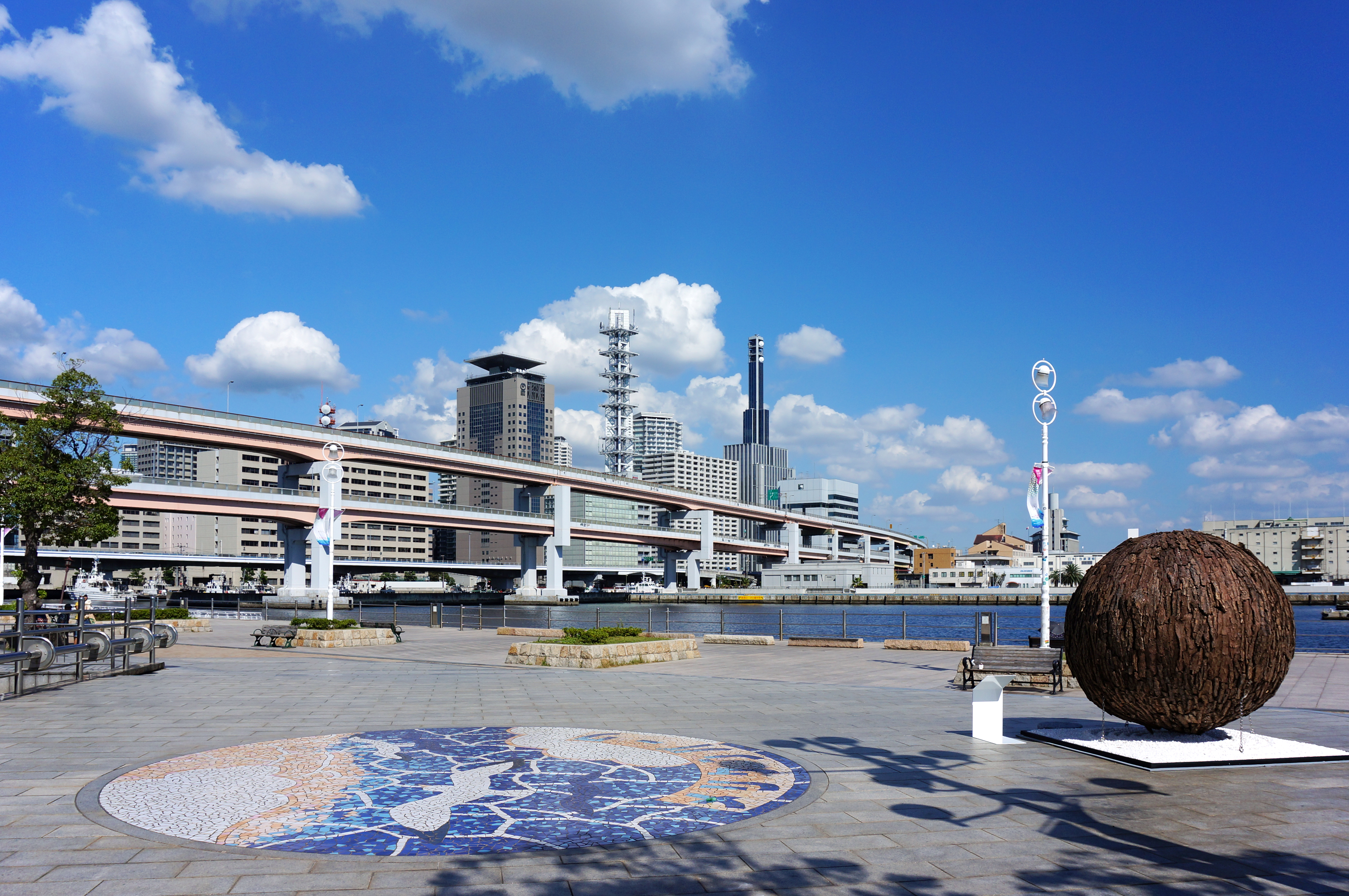
浜手バイパス

神戸中心部へは神戸大橋や神戸港港島トンネルで、南沖の神戸空港へは神戸空港島連絡橋（神戸スカイブリッジ）でアクセスできる。いずれも通行料金は発生せず、神戸大橋と神戸スカイブリッジには歩道橋が併設されており歩いて渡ることができる。
また、「大阪湾岸道路西伸部」として阪神高速5号湾岸線の延伸が計画されており、2009年に湾岸線9期区間（六甲アイランド北～駒ヶ林南）都市計画決定、2016年に国の直轄事業として新規事業化（六甲アイランド北～駒栄）。2026年度に開通予定。全6車線の高架道路および長大橋が建設され、ポートアイランド内には東西の2か所に出入口（ランプ）が設けられる予定。
- 神戸大橋/ポートピア大橋
  - 神戸ポートターミナル方面
  - 三宮・新港方面
  - 浜手バイパス（ハーバーランド・姫路・大阪方面）
  - ハーバーハイウェイ（摩耶・六甲アイランド方面）
- 神戸港港島トンネル
  - 新港東埠頭・HAT神戸・新神戸方面（阪神高速32号新神戸トンネルへの延伸計画あり）
- 神戸空港島連絡橋（神戸スカイブリッジ）
  - 神戸空港・神戸空港海上アクセスターミナル方面
- 阪神高速道路
  - 阪神高速3号神戸線（神戸大橋経由：京橋出入口）（神戸港港島トンネル経由：生田川出入口）
  - 阪神高速5号湾岸線（ハーバーハイウェイ経由：住吉浜出入口）（ポートアイランド東出入口・ポートアイランド西出入口建設予定）

## 帰化植物
全国屈指の帰化植物のメッカとなっている。初めて記録された帰化植物や、新たな知見が得られるなど、学術的にも珍しい発見がされている。記録された帰化植物は239種。原産地別ではヨーロッパ産122種、北アメリカ産66種、地中海沿海産23種、南アメリカ産10種、その他12地域18種。分類別では、イネ科51種、キク科36種、アブラナ科20種、マメ科19種、ナデシコ科10種、ナス科9種、その他94種。
港で荷降ろしされるコンテナに付着していたもの
- シャクトリムシマメ
- キダチタバコ
- セイヨウヤマホロシ

空き地の表土流出防止の目的で外国産の牧草種子が使用され、その中に混入していたもの
- アメリカウンランモドキ
- フトボメリケンカルカヤ
- アカハルリハベコナ

中央分離帯や花壇で栽培されていたものが繁殖したもの
- オオキンケイギク
- ツクバネアサガオ
- ユウゲショウ

土壌改良のため輸入された、ヤシ殻堆肥や家畜の糞や、持ち込まれた植物に混入していたと考えられるもの
- カベイラクサ
- ヨツバハコベ
- タマザキフタバムラ

### 主な帰化植物
- アメリカウンランモドキ
ゴマノハグサ科。北アメリカ南部原産の一年生草本。2000年佐世保市で記録され、2002年にポートアイランドでも記録された。
- ダイコクマメグンバイナズナ
アブラナ科。アフリカ南部原産で、オーストラリア・ニュージーランド・ヨーロッパ・ハワイ島に帰化している一年生または多年生草本。1996年ポートアイランドで採集された。
- セイヨウヤマホロシ
ナス科。ヨーロッパ原産で、北アフリカ・アジア・オセアニア・北アメリカに帰化している。昭和初期に観賞・薬用植物として渡来してる。ポートアイランドでは、輸入物資に付着していたと考えられるものが、1991年に記録されている。
- キダチタバコ
ボリビア・アルゼンチンの原産で、近隣国や北アメリカ・オーストラリア・アフリカ・イスラエルなどの地中海沿岸に帰化している。ポートアイランドでは、輸入物資に付着していたと考えられるものが、1995年に記録されている。
- カタボウシノケグサ
イネ科。西南ヨーロッパ・北アフリカ・西アジア原産で、北アメリカ・オーストラリアなどに帰化している。1968年、北九州市で日本最初の生育報告がなされ、ポートアイランドでは1993年に記録された。
- フトボメリケンカルカヤ
イネ科。北アメリカ原産の多年生草本。1997年、ポートアイランドで初めて生育が確認された。その後、尼崎市南部・北九州市・大阪府南部での記録がある。

## 登場作品
- 太陽にほえろ!PART2 - 第11話「神戸・愛の暴走」日本テレビ（1987年2月13日放送）
- 映画べっぴんの町 - 東映（1989年10月14日公開）